# Torremolinos
Torremolinos es un municipio español perteneciente a la provincia de Málaga, en la costa mediterránea de Andalucía. Es la cabeza del partido judicial homónimo y está integrado en la comarca de la Costa del Sol Occidental, la mancomunidad de municipios del mismo nombre y el área metropolitana de Málaga.
Está situado en la Costa del Sol, en la orilla occidental de la bahía de Málaga y a espaldas de la sierra de Mijas. Se encuentra a una altitud de 49 m s. n. m. y a 13 kilómetros del centro de Málaga, la capital de provincia. Está comunicado mediante la autovía A-7, que circunvala la ciudad por el norte, así como por tren de cercanías. En el año 2015 contaba con 67 492 habitantes de los cuales 14 215 era población extranjera. Su término municipal tiene una superficie de 20 kilómetros cuadrados y una densidad de población de 3153,85 hab/km², que se multiplica durante los meses de verano.
En la década de 1950, Torremolinos, una pequeña pedanía de pescadores que, desde 1924, formaba parte de la ciudad de Málaga, se convirtió en uno de los principales destinos turísticos de sol y playa de España, el primero de Andalucía y de la Costa del Sol. La afluencia de extranjeros, intelectuales, bohemios, hippies, artistas, aristócratas, personalidades de la jet-set y turistas en general durante los años 1960 y años 1970, creó un ambiente liberal, permisivo y cosmopolita que lo diferenciaba de otras zonas de la Costa del Sol, convirtiéndose en uno de los mayores referentes del ocio musical y nocturno, así como la meta del turismo gay de España. En 1988 se segregó de la ciudad de Málaga, constituyéndose en municipio. Su ajetreada vida nocturna más su oferta hotelera hacen de Torremolinos uno de los principales destinos turísticos a nivel mundial en la Costa del Sol. 
Desde hace varias décadas Torremolinos se ha consagrado como el destino turístico más importante de Andalucía, situándose por delante de ciudades como Sevilla, Marbella o Roquetas de Mar.
Es especialmente visitado por turistas británicos, alemanes, irlandeses, franceses, escandinavos y españoles procedentes de otras comunidades.

## Toponimia
La primera aparición del término Torremolinos ocurre en el mapa del Marqués de la Ensenada de 1748. Su nombre procede de las palabras torre y molinos. Antiguamente existía una gran cantidad de molinos de agua en esta zona, aunque actualmente sólo se conserva el Molino de Inca. Torre hace referencia a la torre de los molinos o Torre de Pimentel, una antigua torre vigía.

## Geografía

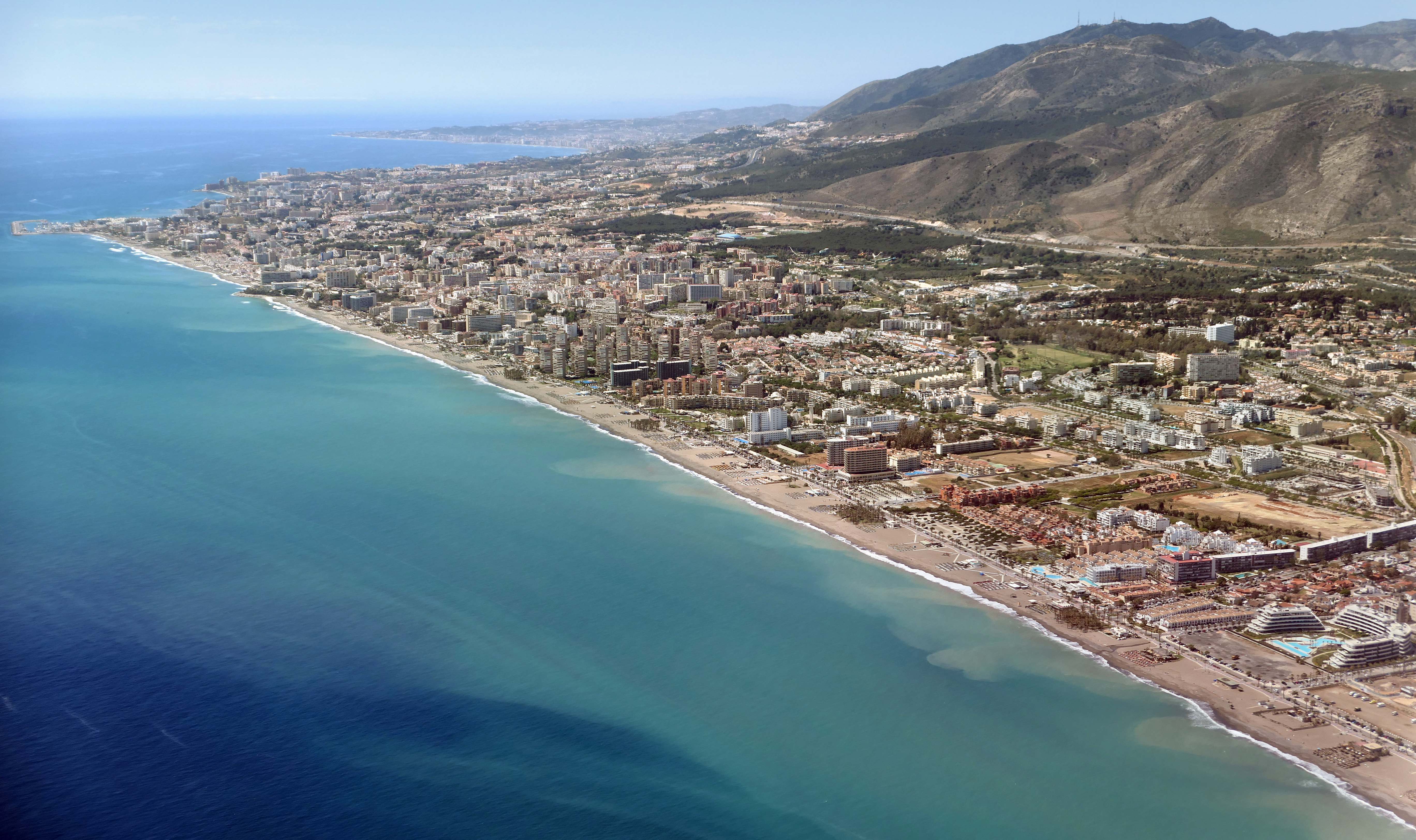
Vista aérea de Torremolinos

El término municipal de Torremolinos ocupa una estrecha franja litoral al pie de las estribaciones surorientales de la sierra de Mijas, que cae al mar formando una gran cuesta cubierta por monte bajo y algunos pinares. Conocida en el municipio como Montes de Torremolinos, esta sierra es un macizo calizo perteneciente a la cadena de sierras litorales de la cordillera Penibética y alcanza una altitud máxima de 623 m s. n. m. dentro del término municipal. El resto del territorio está casi totalmente urbanizado. Hacia el noreste la franja costera se abre hacia la vega baja del Guadalhorce, mientras que hacia el lado opuesto la franja presenta una orografía más montañosa.

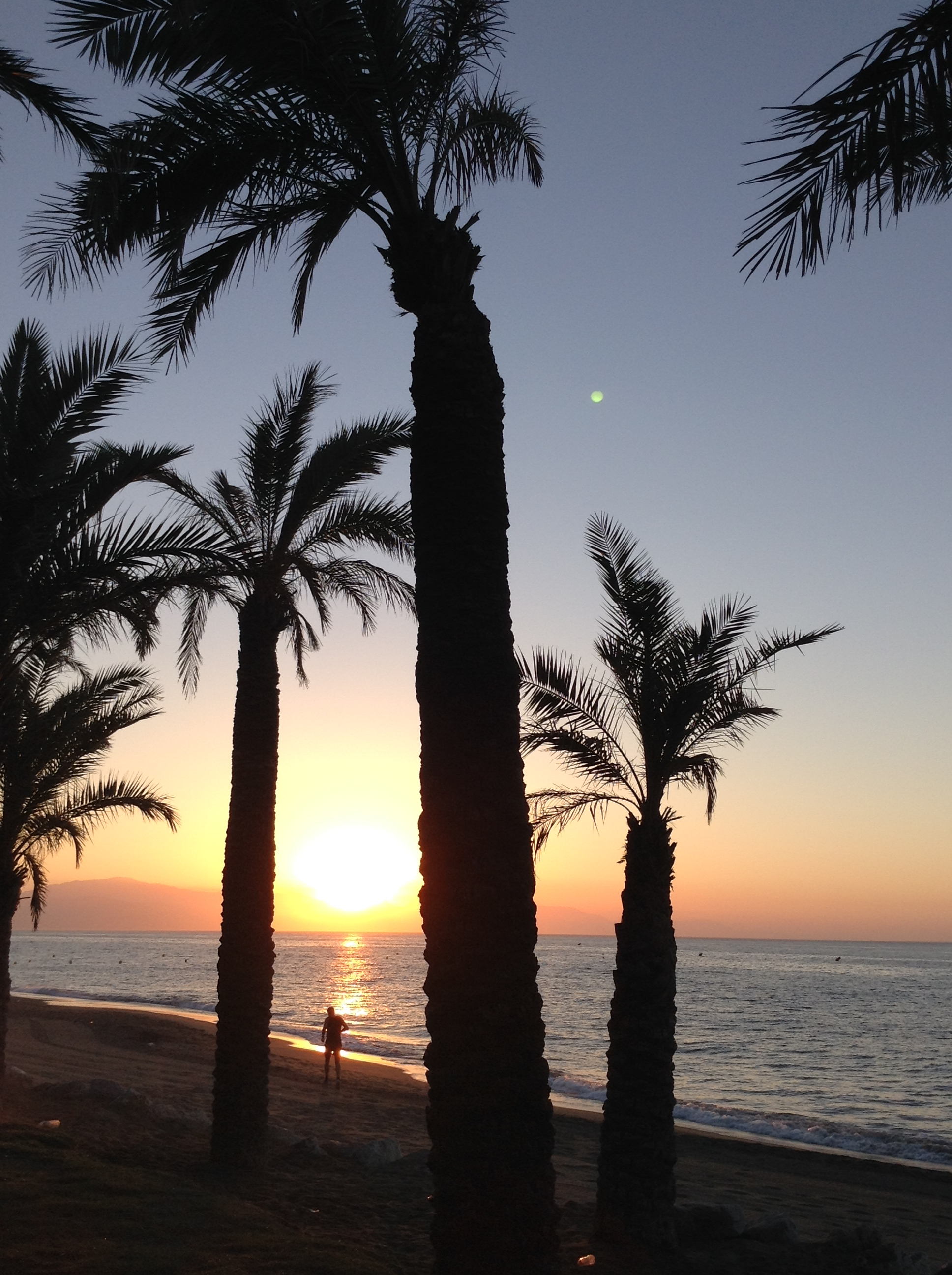
Amanecer en Torremolinos

La punta de Torremolinos es el accidente costero más destacable. Se trata de un pequeño cabo acantilado que antaño dividía en dos las playas del municipio, aunque más tarde se construyó un paseo marítimo que lo salva en terrenos ganados al mar. A ambos lados de la punta se encuentran dos de los barrios más antiguos de Torremolinos: La Carihuela, al sur, y El Bajondillo, al norte. El tercer núcleo originario de población se encuentra en dirección noroeste desde el mismo punto: el barrio de El Calvario. Al norte de este y al oeste de La Carihuela están situados Montemar y El Pinillo, de origen más reciente. Otros barrios modernos se localizan al norte de El Bajondillo y El Calvario, como son Playamar, La Colina y Los Álamos.
Torremolinos limita al noreste con el distrito Churriana de Málaga, al este y sureste con el mar Mediterráneo, al suroeste y oeste con el municipio de Benalmádena, y al noroeste con el municipio de Alhaurín de la Torre. Su término municipal se extiende en forma de una estrella franja litoral (mayoritariamente un paisaje de playa) al pie de la sierra de Mijas.
Su estratégica situación geográfica convirtió a Torremolinos en un lugar de asentamiento de pueblos comerciantes como fenicios y griegos.
| Noroeste: Alhaurín de la Torre | Norte: Málaga         | Noreste: Málaga           |
| Oeste: Benalmádena             |                       | Este: Mar Mediterráneo    |
| Suroeste Benalmádena           | Sur: Mar Mediterráneo | Sureste: Mar Mediterráneo |

### Clima
Debido a su localización geográfica, Torremolinos goza de temperaturas máximas comprendidas entre los 15 y los 30 °C y una humedad del 75 % aproximadamente. Las precipitaciones alcanzan los 500 l/m², siendo los meses más lluviosos los de noviembre y febrero.

### Playas

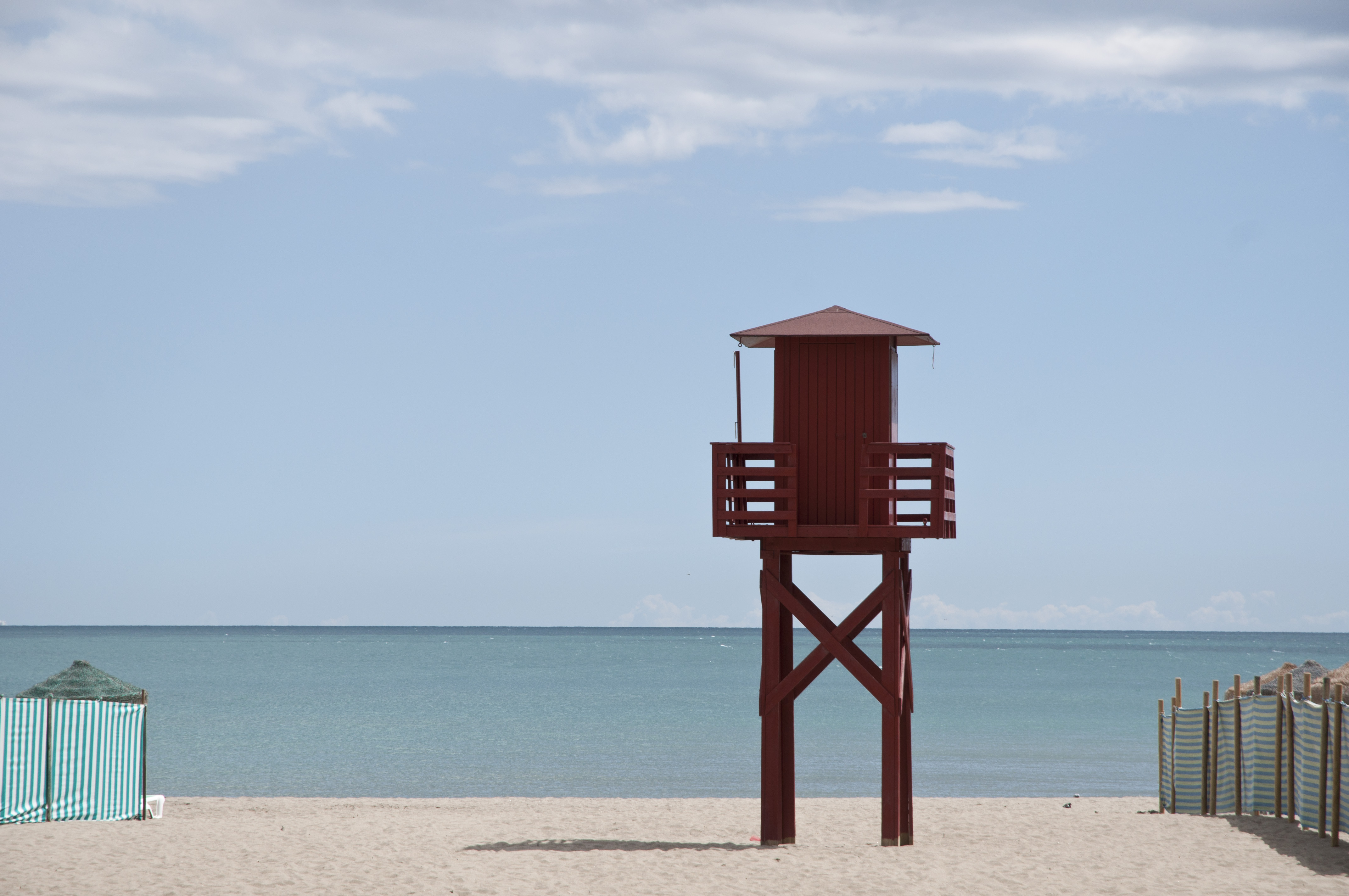
Playa de Torremolinos

El principal atractivo turístico de Torremolinos son sus playas. El término municipal dispone de casi 7 kilómetros de litoral, siendo sus playas principales las de Los Álamos, Playamar, El Bajondillo y La Carihuela. Se trata de playas urbanas accesibles desde el paseo marítimo. En general son de arena oscura y oleaje moderado y presentan un nivel alto de ocupación durante los meses de verano. La primera tiene más de un kilómetro de longitud por 40 metros de ancho. La Carihuela tiene la misma anchura aproximadamente y unos 2 kilómetros de longitud. Esta playa se sitúa en el antiguo barrio de pescadores del mismo nombre, donde abundan los restaurantes de pescaíto frito.
Las playas ofrecen todo tipo de servicios turísticos y cada año son visitadas por miles de turistas.

#### Playa de Los Álamos

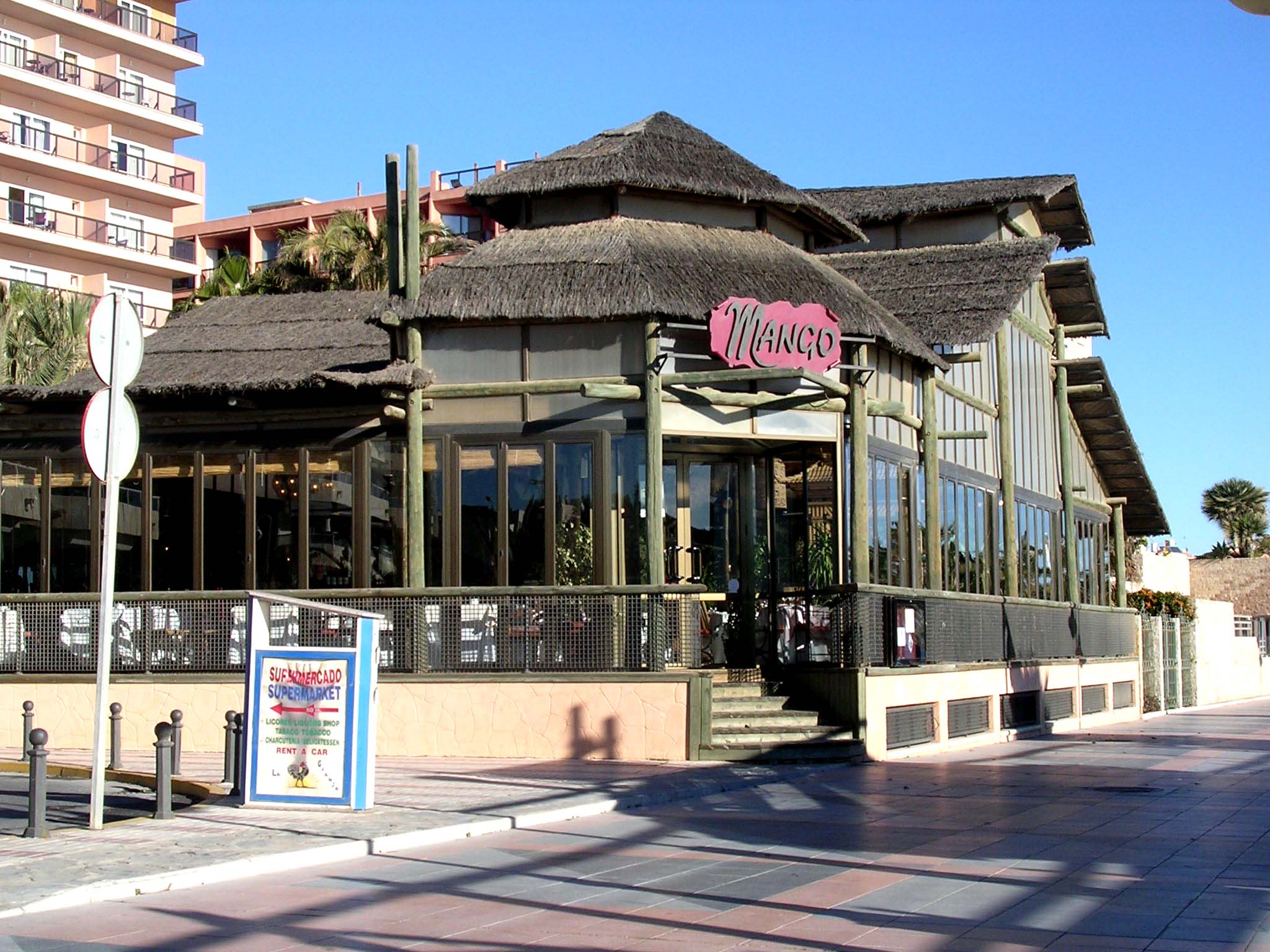
A lo largo de todo el paseo marítimo, se encuentran multitud de establecimientos dedicados a la restauración

La playa de Los Álamos o también conocida como playa de El Cañuelo, se halla junto a la urbanización de Los Álamos y entre la playa de Playamar, al oeste y el límite con el municipio de Málaga, al este. Se trata de una playa semiurbana de arena fina y de amplios espacios, muchos de ellos dedicados ocasionalmente a la celebración de competiciones deportivas como el campeonato de España de vóley-playa en el 2010. También es ideal para practicar deportes acuáticos como el kitesurf, windsurf, etc. Es una playa con un nivel medio de ocupación, por ser la más alejada del centro de la ciudad. La playa de Los Álamos, está asociada desde los 2000, con la marca nocturna, ya que en su paseo marítimo se encuentran numerosos pubs-chill-out, chiringuitos, discotecas como Moliere Playa, Sol Beach Club o Kokun.

#### Playa de Playamar
La playa de Playamar o también llamada playa de El Retiro, se halla en el barrio de Playamar y entre la playa de Los Álamos, al este y al oeste, con la playa de El Bajondillo. Mide un poco menos de un km y tiene una anchura de entre 40 a 50 metros, dependiendo de la zona. Esta playa cuenta con toda clase de servicios y cuenta con un nivel de ocupación medio-alto. Es ideal para el alquiler de equipos acuáticos como hidropedales, motos de agua. También se encuentran disponibles: redes vóley para deportes de arena y todo tipo de negocios de restauración. al igual que la playa de Los Álamos, destaca por su ambiente nocturno, con locales como Maná o Goltier.

#### Playa de El Bajondillo
La playa de El Bajondillo, se halla en el tradicional barrio de El Bajondillo situado al sur del centro y entre la playa de Playamar, al este y al oeste, después de la punta de Torremolinos, con la playa de La Carihuela. Tiene unos 1100 metros de longitud y unos 40 metros de anchura media. La playa de El Bajondillo es junto con la de La Carihuela, de las más frecuentadas del municipio, dado que la primera es la que tiene mejor acceso al Centro, y cuenta con toda clase de servicios. Desde hace unos años el final de esta playa se ha convertido en una zona gay-friendly tras la apertura de un chiringuito LGTB. Destacan también los artistas de arena que suelen hacer sus obras en ella, y que en verano la convierten en un museo al aire libre de esculturas.

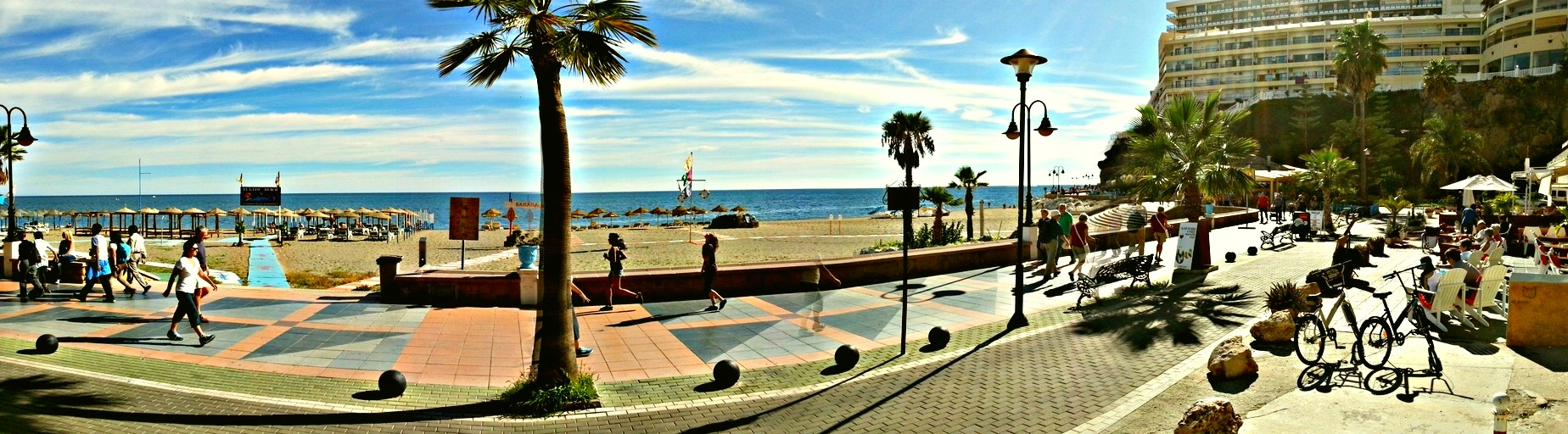
Panorámica de la playa de El Bajondillo, colindando por el oeste con la punta de Torremolinos, que la divide de la playa de La Carihuela

#### Playa de La Carihuela
La playa de La Carihuela, se halla en el que antaño fue el antiguo barrio de pescadores al oeste del municipio, hoy en día es un área cosmopolita que concentra un gran número de establecimientos hoteleros y de ocio. La playa está conectada al final de esta, por el oeste, con Benalmádena, a través de Puerto Marina y limitada al este, por la punta de Torremolinos. Tiene unos 2100 metros de longitud y unos 40 metros de anchura media.

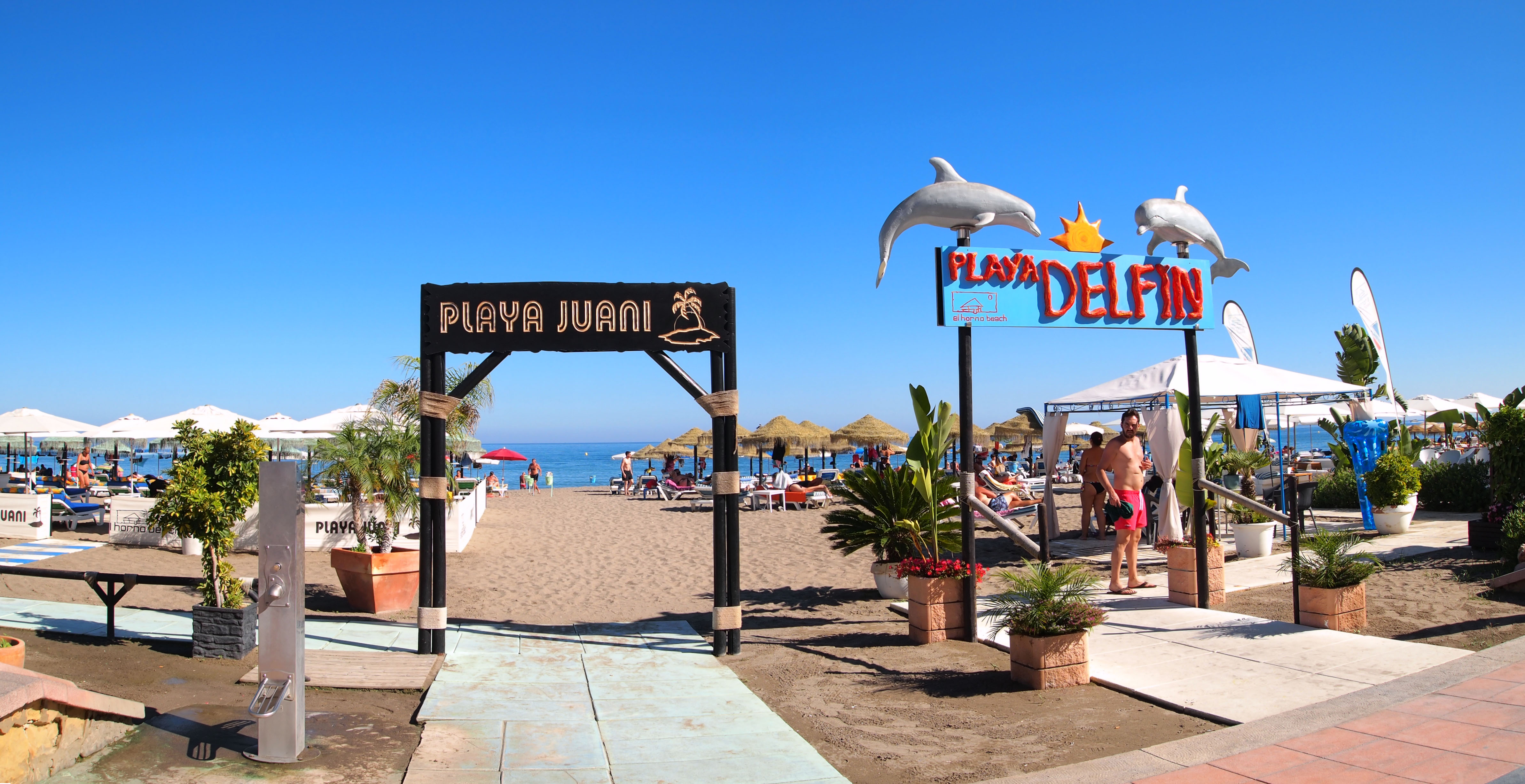
Panorámica de la playa de la Carihuela, con los servicios de los chiringuitos Delfín y playa Juani

Es considerada como la mejor playa urbana de toda la provincia de Málaga, con una popularidad que se remonta a los años 50, cuando multitud de actores de Hollywood como Ava Gardner y príncipes de medio mundo, como los de Dinamarca o Mónaco, se alojaban en sus hoteles. Destacan sus zonas de palmerales con césped natural en plena arena y su amplio paseo marítimo. El 16 de julio, durante la festividad de la Virgen del Carmen, patrona del municipio, se celebra en la playa un amplio programa de actividades lúdicas en torno a la procesión y embarque de la Virgen.

### Zonas verdes

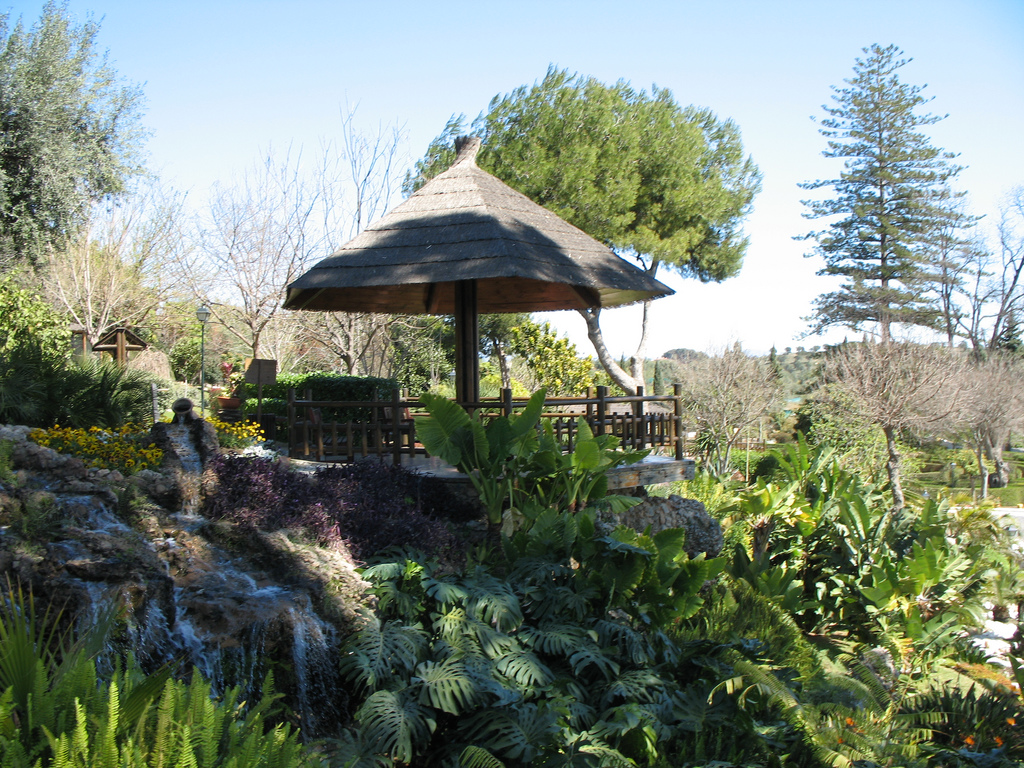
Jardín botánico Molino de Inca

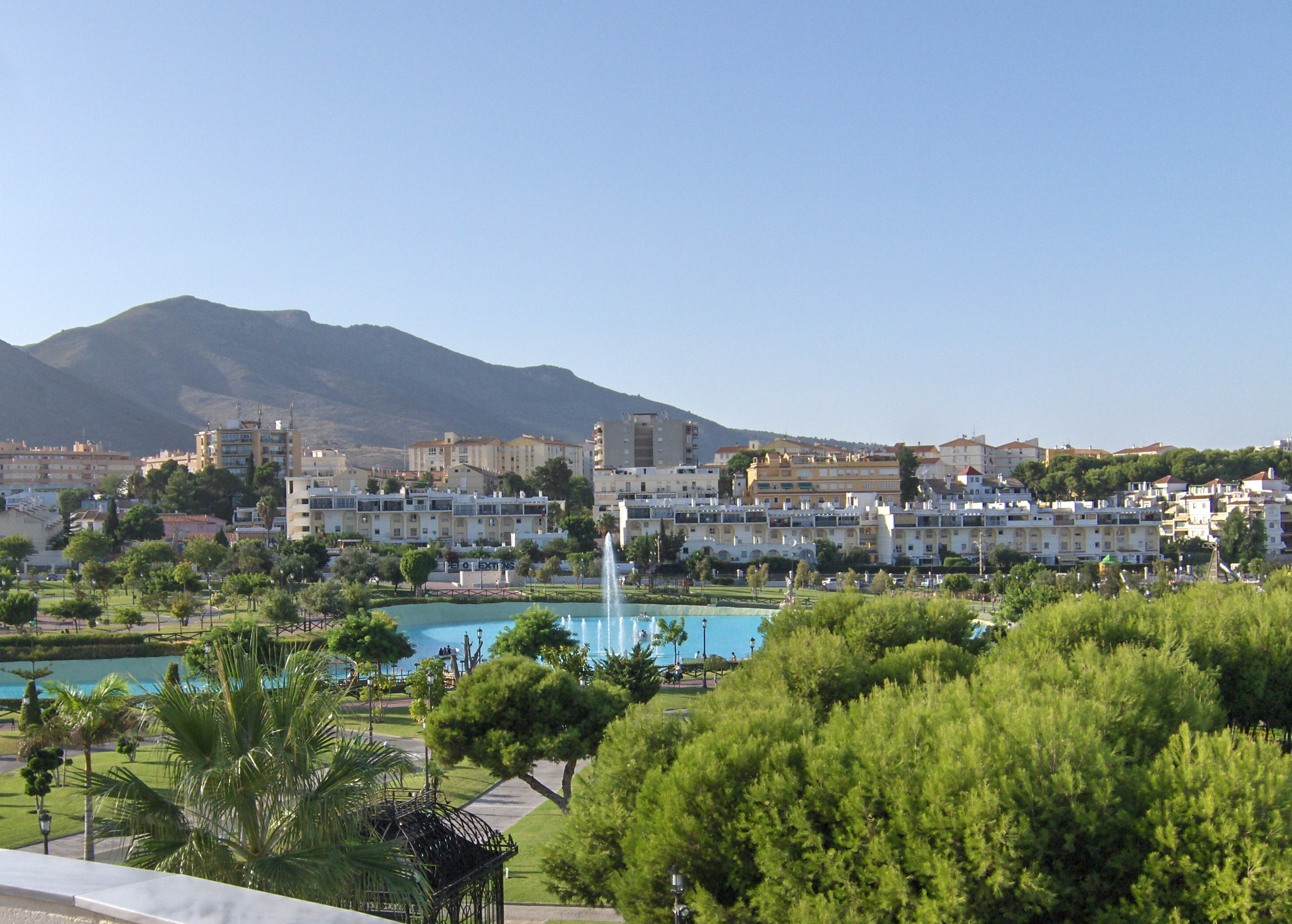
Parque de la Batería

Las mayores zonas verdes de la ciudad son el complejo Los Manantiales de Torremolinos-jardín botánico Molino de Inca y el parque de La Batería. El primero se encuentra donde se ubican los nacimientos originales de los manantiales de Torremolinos y concentra más de 150 palmeras de 50 tipos diferentes, así como unos 300 árboles de 60 especies distintas y unos 400 arbustos también variados. Junto al jardín botánico se encuentra el Pinar de los Manantiales, extenso bosque considerado el pulmón de la ciudad, donde brotan los manantiales que le dan nombre. Está equipado con barbacoas y mesas para la asistencia de público.
El parque de La Batería, situado en la zona de Montemar Alto e inaugurado en 2007, cuenta con un gran lago central navegable, de 9.000 metros cuadrados de superficie, así como con una torre mirador, de 15 metros, con ascensor, con vistas del litoral malagueño, una red de senderos, una zona de ejercicio físico, un parque de juegos infantiles de 650 m² de superficie, un carril bici y una pista para correr. El recinto natural cuenta además con más de 750 árboles, de más de 25 especies diferentes, así como con una abundante vegetación floral. Está situado sobre unos terrenos que en su día fueron baterías antiaéreas utilizadas durante la Guerra Civil y contiene varios cañones y una zona de pasadizos y búnkeres. Con una superficie aproximada de 74 000 m², el parque de La Batería, es la zona verde más grande de Torremolinos, además de ser un auténtico referente, desde su inauguración, en la Costa del Sol. Cada año más de 500 000 personas visitan las instalaciones de este recinto.
Como centros de ocio pueden citarse el parque acuático Aqualand, inaugurado en 1984, y el Crocodile Park, zoo dedicado al cocodrilo y otros reptiles y anfibios.

## Historia

### Prehistoria

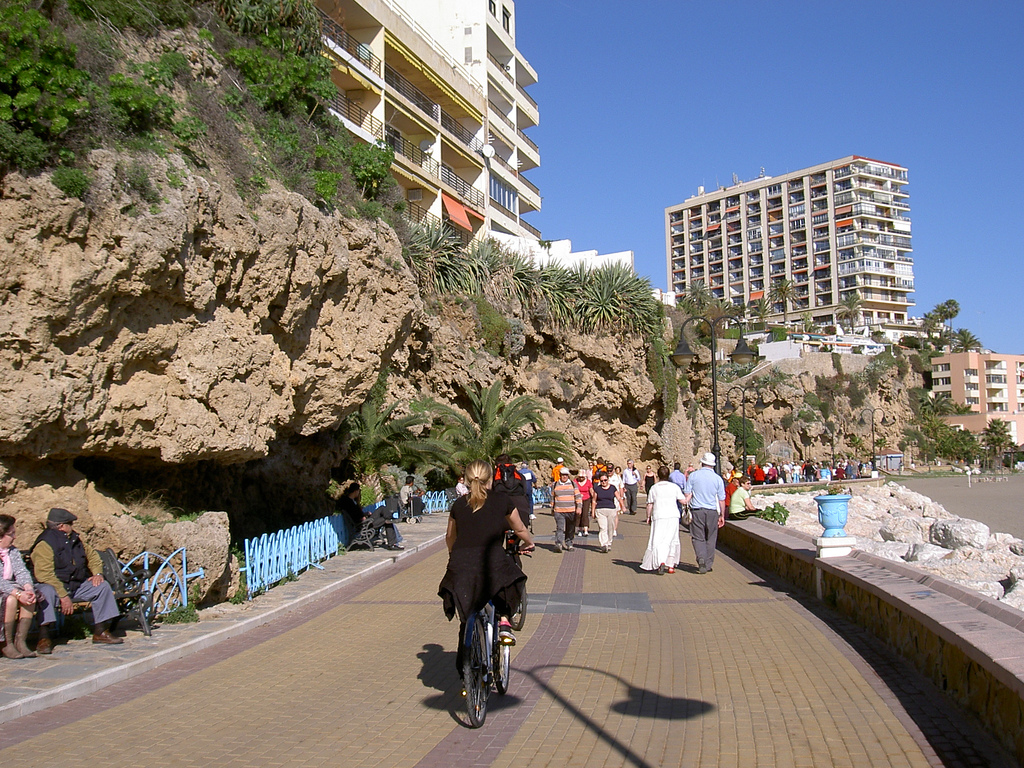
Abrigos de la punta de Torremolinos, idóneos para los asentamientos prehistóricos

Aunque algunos historiadores aseguran que ciertas piedras moldeadas, halladas en playas y colinas de Torremolinos, justificarían la presencia humana en Torremolinos hace 150 000 años. Las pruebas más firmes de su Prehistoria se hallan en los nueve cráneos humanos, decenas de huesos, vasijas de arcilla, puntas de hacha y flechas, adornos de collares y brazaletes, un anillo y algunos huesos de animales aparecidos en las excavaciones realizadas en las ya desaparecidas cuevas del Tesoro, cueva Tapada, cueva de los Tejones y cueva del Encanto, en la conocida por punta de Torremolinos, hoy castillo de Santa Clara y alrededores.
El profesor alemán Oelschläger sostenía en 1968 en una entrevista concedida al periodista Juan José Palop haber descubierto en las playas y las colinas próximas a la punta de Torremolinos restos de la Edad de Piedra, en concreto ciertas piedras moldeadas que eran utilizadas como fetiches en la caza o en la guerra (representaban un león, un elefante o una calavera humana) y encuadrables dentro del arco de las denominadas «piedras del fuego» porque tenían la propiedad de dar chispa con su frote al viento. Según su teoría, la presencia de esas piedras obedecía a la costumbre en aquellos tiempos de utilizar las costas como caminos principales en los largos desplazamientos.
El detallado estudio de estas piezas las sitúa en el llamado período Neolítico de la Era Cuaternaria, unos 5000 años antes del nacimiento de Cristo, período caracterizado porque el hombre primitivo aprendió a cultivar los campos, a practicar la ganadería, fabricar cerámica, tejer la lana y a trabajar la piedra para obtener utensilios domésticos y de caza. Aún no se conocían los metales.
Sin embargo, las primeras pruebas tangibles de la presencia humana en Torremolinos se remontan al periodo Neolítico. Según Juan Temboury, en su obra «Torres almenaras», un pueblo neolítico originario de la Mesopotamia que cruzó el Estrecho de Gibraltar encontró en la punta de Torremolinos condiciones excepcionales para su asentamiento: albergues rupestres, buen clima y sol, unido a abundante pesca, caza y agua. Esta datación y ubicación de los primeros asentamientos de pobladores no es aleatoria, sino que se apoya en el estudio de los numerosos restos de cráneos humanos, huesos, vasijas de arcilla, puntas de hachas y flechas en las sucesivas excavaciones realizadas en las cuevas del Tesoro (Eduardo J. Navarro), la cueva Tapada (Miguel Such en 1915), la cueva de los Tejones (Eduardo Palanca en 1911) y la cueva del Encanto.
Algunos historiadores concluyen que estos hombres y mujeres serían de baja estatura (1,50 o 1,60 m), cráneo dolicocéfalo (cabeza más larga que ancha), frente hundida y nariz y rasgos negroides, fundado sobre todo en la propia abertura de las fosas nasales.
Asimismo deducen que vivían principalmente a cielo raso, en primitivas chozas y que utilizaban las cuevas como refugio ocasional y como sepulcros, en los cuales colocaban a los cadáveres sentados, la espalda apoyada en la pared, cubiertos de adornos y en compañía de algún animal doméstico, como el cerdo, siguiendo la costumbre generalizada en toda Europa en el período Neolítico.
En resumen gente más cazadora e industrial que guerrera y, aunque algunos adornos de sus collares y brazaletes estuvieran hechos de las conchas de algunos moluscos, se puede asegurar que no era gente marinera, ni utilizaban anzuelos ni otros utensilios de pesca para obtener alimentos del mar. Detalle este, extraño y significativo, pues con toda seguridad vivían próximo a sus orillas.

### Edad Antigua
Según Ptolomeo, los fenicios fundaron muy cerca de Torremolinos la ciudad de Saduce, pero fueron los romanos los que se asentaron en el territorio del actual término municipal torremolinense. Los hallazgos de mayor calado figuran los restos de unas termas públicas en el Peñón del Castillo, lo que es hoy el Castillo de Santa Clara, complejo de cuya existencia hay referencias en unos escritos de Plinio el Viejo y Pomponio Mela. Una torrentera desenterró el 24 de marzo de 1881 lo que fue una piscina de enlucido impermeabilizado, el «frigidiarium» con un mosaico de colores y un «apodyterium» o sala de vestuario. Sin embargo, nunca se hizo un seguimiento de este y otros yacimientos posteriores encontrados en la punta de Torremolinos y su perímetro, que se taparon y sobre los que se ha edificado pese a que siempre se ha sostenido que en la zona existen largas galerías inexploradas. De hecho, y según las creencias más antiguas, el subsuelo de Torremolinos está surcado por una larga red de galerías que unen entre sí la cueva del Toro, situada en plena serranía y a unos 500 metros por arriba del molino de Inca y el morro o punta de Torremolinos. Este canal natural permitía, según las voces del pueblo, que al adentrarse hasta cierta profundidad en la cueva se pudiese escuchar el eco de las olas en su embate contra el roquedal. La herencia más importante dejada por los romanos, fue una calzada, construida hace 2000 años, de varios metros de ancho que unía Gades (Cádiz) con Malaca (Málaga) y que atravesaba Torremolinos de punta a punta. La calzada llegaba casi a la playa en la zona de Playamar, continuaba frente a Los Álamos y subía hacia Churriana, cerca de los muros del Campamento Benítez. A ambos lados de esta calzada construyeron villas y factorías de salazón de pescado. De las once factorías de las que se tiene constancia, tres estaban situadas en nuestro término. Una cerca de lo que hoy conocemos por Campamento Benítez, en la finca Cizaña Baja, cuyos restos aún se conservan, otra desaparecida en Los Álamos; y una tercera próxima a los acantilados de La Roca, en el Bajondillo, también desaparecida. Es precisamente de esta época cuando data la primera referencia de la primera expansión de los asentamientos desde la playa hacia una cota más elevada. En los años 90 apareció una pequeña necrópolis romana de 23 tumbas, en el edificio San Luis de la plaza de Cantabria, que permite confirmar la existencia de un poblado de unos 2000 años de antigüedad.

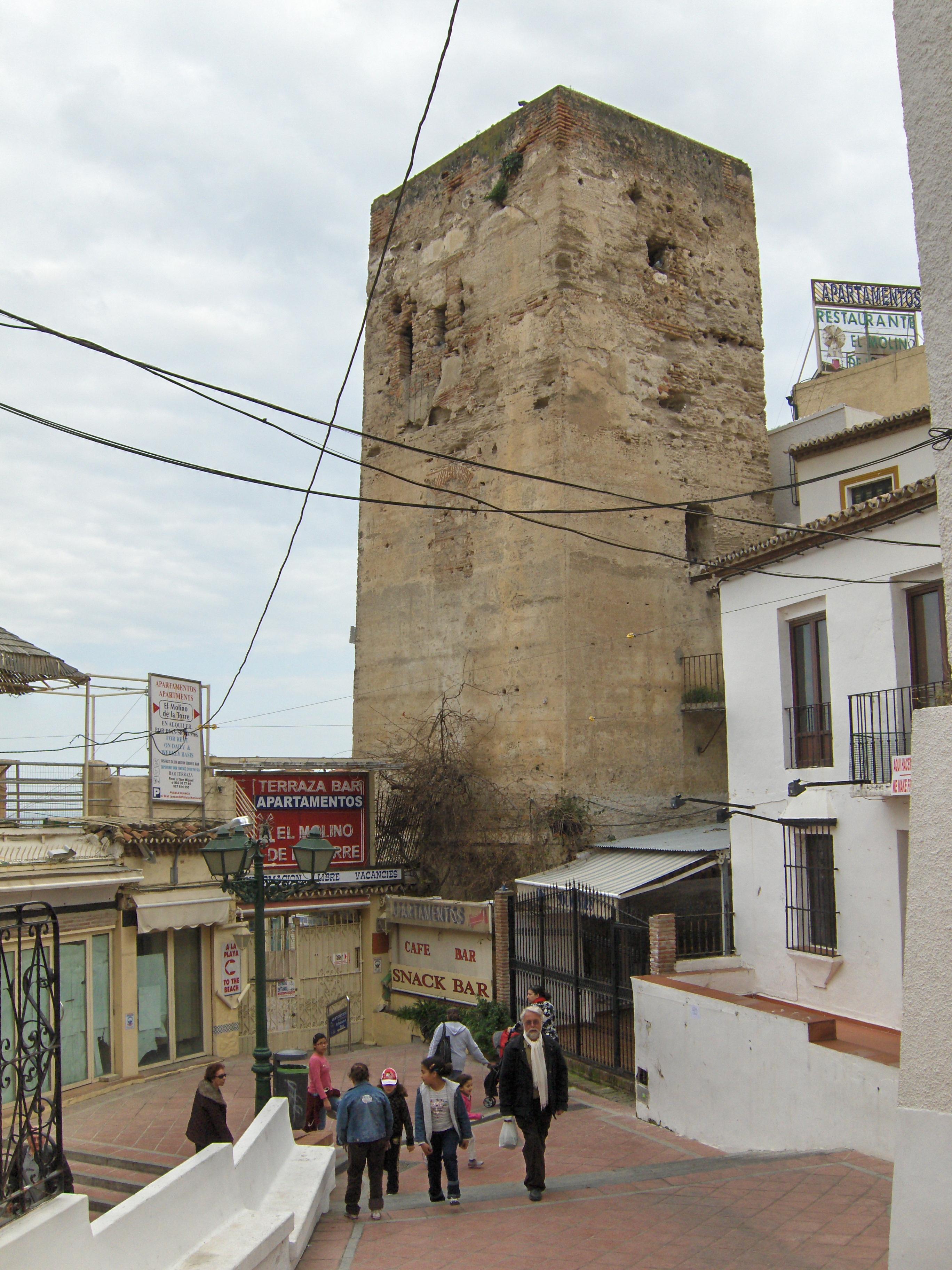
La Torre de los Molinos, origen del nombre del municipio

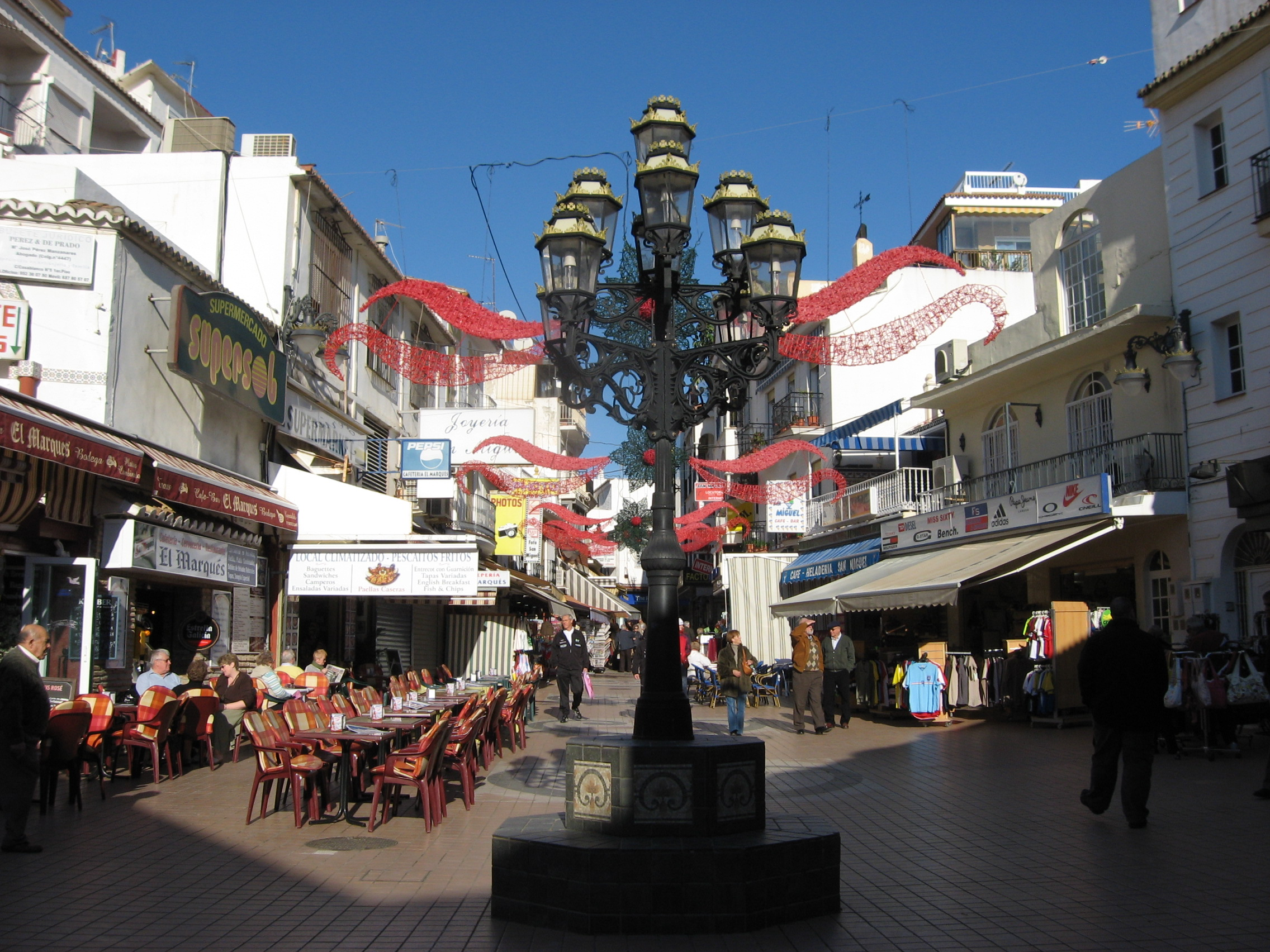
La calle San Miguel, es la vía peatonal comercial más transitada de Torremolinos

### Edad Media
La primera datación histórica es de 1501, cuando desde la «Torre de los molinos», construida con anterioridad, se tocó a rebato ante el avistamiento de amenazadoras naves sarracenas. Dicha torre, también llamada pimentel, sirvió a los cristianos para defenderse de los corsarios sarracenos. En su derredor se asentó una población que dio origen a un núcleo urbano. Vivían de la pesca, la agricultura y de los molinos.
A lo largo de los siglos, el agua natural que brotaba y brota de los manantiales a través del macizo de calizas dolomíticas que conforma la serranía y su suelo ha jugado un papel en torno al cual gira la historia de Torremolinos. Con la dominación árabe apareció una nueva industria que contribuyó a dar carta de naturaleza a Torremolinos: los molinos.
Los árabes supieron aprovechar el tesoro acuífero y el gran cauce o «cao» que arrancaba desde la sierra y hasta la playa, y a lo largo del cual se llegaron a construir hasta diecinueve molinos de muela y de batanear (aunque no siempre fue así, ya que surgieron a medida que crecían las necesidades de la población). Según describe José Lacuey, en su obra «Torremolinos», publicada en 1990, los de muela, con sus soleras harineras, eran de piedra, mientras que en los batanes todo era de madera. Las ruedas hidráulicas eran de rodezno con canfilones o álabes, lo que dependía si recibían el agua desde altura a través de un cáncamo que tenían las paletas curvas —en el primero de los casos— o si recibía la fuerza motriz directamente del arrastre del cauce, caso este en que las paletas eran planas.
En el libro «Los molinos de Torremolinos» (1970), Juan José Palop ofrece una amplia información al respecto de la historia, actividad y decadencia de esta industria. Los molinos se emplazaban en parajes de gran riqueza vegetal y agua. El Molino de Inca (hoy restaurado), el Molino de Batán y el de Cea (antes de Zea) se encontraban en la zona de los manantiales, próximos a lo que es hoy el Palacio de Congresos. El Molino del Moro y el del Molinillo (de los que no quedan vestigios) se localizaban en la zona hoy urbana de la avenida de Sorolla y aledaños. El Molino de Manojas (del que aún se conserva la fachada) se situaba en la hoy plaza Costa del Sol; el Molino del Castillo, en la calle San Miguel; el Molino del Malleo estaba en la plaza de la iglesia de San Miguel, antes plaza de la Cruz, y en los aledaños de la Torre de Pimentel estaban los molinos Alto del Rosario, el del Rosario, el de la Torre y el de la Bóveda.
El cauce o «cao» proseguía acantilado abajo hacia El Bajondillo, donde se ubicaron un día el Molino de la Glorieta, el Molino Nuevo, el Molino de la Esperanza, el del Pato, el del Caracol, el de la Cruz y el del Peligro, este último cuyo nombre respondía a la amenaza continua de inundaciones cuando la marea alta. La mayoría de estos molinos dedicaba su actividad a la molienda del trigo, a la sal, minerales como el hierro, o a productos como el aceite.
Durante la dominación árabe el actual Torremolinos se bautizó con el nombre de Molina, aunque de este extremo no hay pruebas. Un mapa cartografiado por el italiano Giacomo Rossi y fechado el 1 de septiembre de 1696 atribuye el nombre de Molina a una población situada geográficamente donde se localiza Torremolinos, único extremo que da visos de verosimilitud a esa denominación de la ciudad.
De la disposición geográfica de los molinos se podría decir que trazaron los lugares de asentamiento y posterior expansión geográfica y demográfica de Torremolinos a través de los siglos, aunque cabe señalar a este respecto que la presencia humana en este territorio se limitaba a unas pocas decenas de personas, los molineros y algunas gentes dedicadas a las labores de huerta.
La vulnerabilidad del territorio desde el mar, de lo que dan prueba las sucesivas oleadas de invasores desde el norte de África, propició hacia el año 1300 y ya bajo dominio de la dinastía de los nazaríes (siglos XII al XV) la construcción de una torre de defensa situada al final de la calle San Miguel, conocida ya en las Ordenanzas de 1497 como Torre de los Molinos, y años más tarde denominada también de Pimentel, en honor de D. Rodrigo Pimentel, Conde de Benavente (Zamora), que ayudó militarmente a los Reyes Católicos con 2000 caballos y 4999 peones en la Campaña de la conquista de Granada y la Toma de Málaga el 19 de agosto de 1487, cinco años antes de que Colón llegara a América.
La Torre tiene 12 metros de altura, fabricada de adobe de tierra, y está compuesta de dos plantas con ventanas vigilantes al mar y una terraza. Se entra a ella por una escalera que sale del antiguo Molino del Rosario. A día de hoy, está totalmente derruida por dentro y algunas grietas ponen en peligro su fachada.

### Edad Moderna
Tras la conquista cristiana del Reino de Granada, Torremolinos estuvo expuesto a las incursiones de los piratas hasta bien entrado el siglo XVIII, que frenaron el desarrollo demográfico del pueblo. Se tiene constancia por documentos del Archivo de Simancas de dos fustas ocurridas 1522 y 1524 en las que varios hombres fueron capturados y de los que nunca más supo, siendo probablemente vendidos como esclavos en Orán y Argel, donde tenía su base Barbarroja.
Más adelante, la piratería árabe fue sustituida por la inglesa. Durante la guerra de sucesión española, una flota anglo-holandesa, comandada por el almirante inglés George Rooke, saqueó y quemó las casas y los molinos, con lo que Torremolinos quedó totalmente destruido, recuperándose muy lentamente. El más paradigmático molino, llamado del Inca y otros, pertenecieron a Ysidro Ynca Méndez de Sotomayor y Colichet del Portal, cuyo cuñado fue el caballero y teniente coronel Francisco Antonio de Unzaga Amézaga y Aperribay, alcaide de la Alcazaba, gobernador de las costas del Reino de Granada y padre del gobernador Luis de Unzaga y Amézaga, cuñado de Bernardo de Gálvez, quienes reformaron y reforzaron durante el siglo XVIII y primera parte del XIX las defensas militares del litoral con diversas actuaciones. Así, un padrón de 1769, que refleja el vínculo administrativo de Torremolinos como barriada de Churriana cifra la población en tan solo 106 vecinos, casi todos inscritos en los molinos y sus sectores. Así, en el Molino de Inca se computan 7 vecinos; 9 en el del Moro, 4 en el Malleo, 16 en el Castillo de Torremolinos, 4 en el Molino del Castillo, otros 16 en el Molino de la Torre, dos en el de La Bóveda, 4 en el Molino Nuevo, 22 en el Molino de la Cruz y otros 22 en el Molino de La Nogalera.
El problema de la piratería propició la construcción a partir de 1763 del Castillo de Santa Clara y una batería de cañones en las cercanas colinas de Montemar, de la que aún se conservan restos que se pueden visitar en el parque de la Batería.
Tras fallecer Ysidro Ynca Méndez de Sotomayor y Colichet del Portal, propietario de los molinos llamados «de Inca», en 1772 pasaron esas y otras propiedades a su viuda, Vicenta de Panizza-Ladrón de Guevara Hernández y ésta a su vez lo legó como herencia a sus sobrinos María Antonia de Unzaga Paniza, señora de Molina, y a su hermano el general malagueño Luis de Unzaga, que entonces era gobernador de la Luisiana y coordinaba las ayudas a EE. UU. para lograr su nacimiento como nueva nación. 
Así, cuando regresó en 1787 el capitán general Luis de Unzaga a su tierra natal desde América, en su nuevo puesto como comandante general y como presidente de las reales obras de las costas del Reino de Granada y Málaga, realizó numerosas obras hidráulicas y de defensa del litoral con el fin de permitir el libre comercio y al mismo tiempo poder evitar el contrabando ilegal. 
Algunos de los molinos y haciendas fértiles gracias a los abundantes manantiales de la zona de Torremolinos y clima termorregulado por el mar fueron heredados por sobrinos del gobernador Unzaga, entre ellos los Quilti, Galwey y Saint Maxent, aumentando ya entonces el carácter cosmopolita y abierto de Torremolinos.

### Edad Contemporánea
En la documentación de principios del siglo XIX, concretamente en enero de 1801, a veces aún conocido como Torre Molinos, dependía de la administración de tenencia alcaldía o regidor malagueño que incluía a Churriana y Torremolinos como barrios de Málaga. 
Durante la primera mitad del siglo XIX se reconstruyó todo nuevamente, como atestigua el Diccionario Geográfico-Estadístico-Histórico de España y sus Posesiones de Ultramar del año 1849, donde se dice que había 14 molinos harineros, un batán de papel de estraza y 785 habitantes.
Hacia 1923 comenzó el declive de la industria molinera. Torremolinos se unió entonces a la capital en 1924 por problemas económicos. Con la desaparición de la industria molinera Torremolinos fue una pequeña villa de pescadores hasta finales de la década de 1950, cuando se convirtió en uno de los primeros centros turísticos de la Costa del Sol.

#### 1920-1950: Villa de pescadores
Este enclave de la costa malagueña era una pedanía anexionada a Málaga en 1924, después de que 446 vecinos, siendo mayoría de un censo de 695, solicitaran al Ayuntamiento de Málaga la adhesión de Torremolinos a ese municipio; no obstante, las grandes deudas por aquel entonces con el Tesoro de 252 288 pesetas y lo poco que figuraba en la Caja del Ayuntamiento, imposibilitaba la viabilidad en un futuro próximo de Torremolinos como pueblo. El último alcalde fue Miguel Fernández Alcauza. Su privilegiado entorno, su proximidad a la capital de la provincia, la belleza de sus playas y su tranquilidad la convirtieron desde principios de siglo en uno de los puntos favoritos para los viajeros (aún no eran turistas) que pasaban por Andalucía, entre los que destacan Salvador Dalí y Gala Eluard, invitados igualmente por los poetas impulsores de la revista Litoral que se edita en Málaga. La musa del genio catalán, díscola y libertaria, en un gesto que descorchó el descaro que acabaría siendo el gran reclamo turístico de la zona, se retiró la parte superior del traje de baño para dejar sus pechos al aire en la playa de La Carihuela, inmortalizando así en una fotografía el primer topless de la historia en España que se tiene documentado.
Tras el estallido de la Guerra Civil, la ciudad de Málaga permaneció bajo el control republicano hasta principios de 1937, cuando fue tomada por el bando franquista. La represión posterior fue una de las más duras y crueles de la guerra. Cerca de 4000 presos del franquismo pasaron entre 1938 y 1939 por el campo de concentración de Torremolinos, que se situaba al sur del actual campo de fútbol de El Pozuelo.
Durante la II Guerra Mundial, Torremolinos fue escenario de numerosas anécdotas de espionaje que tuvieron lugar en dos hoteles muy próximos, en uno se hospedaban ingleses y franceses, y en el otro alemanes.

#### El auge del turismo

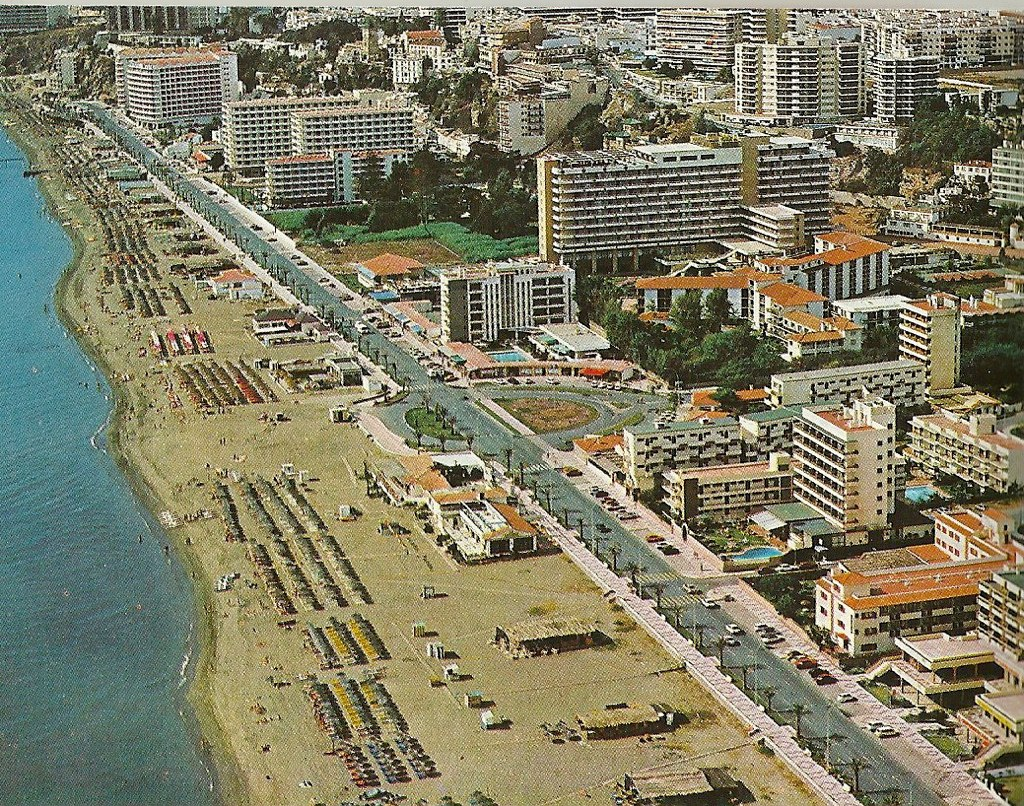
Torremolinos en 1983

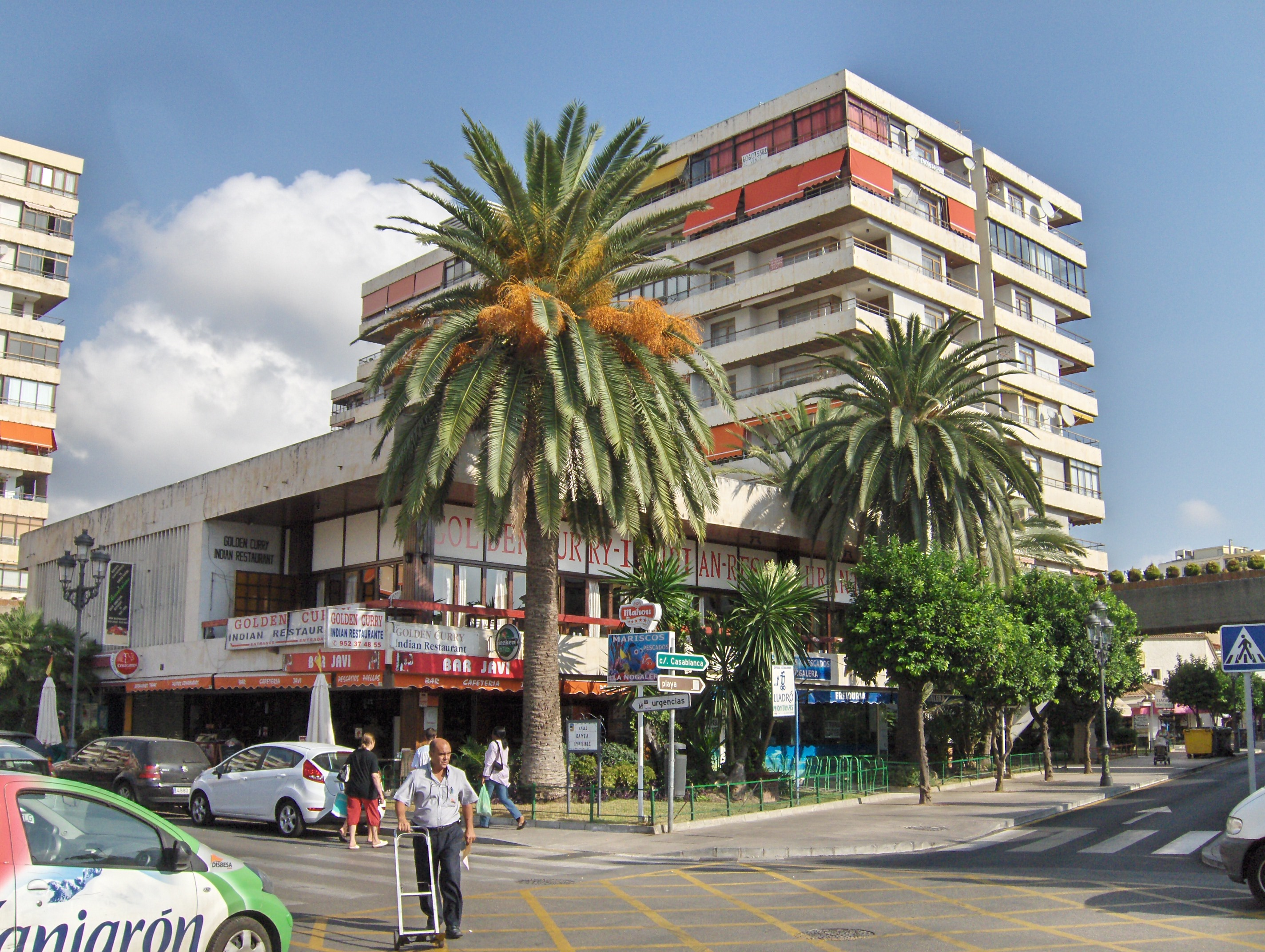
Conjunto La Nogalera (1963) de Antonio Lamela Martínez, epicentro del movimiento homosexual desde los años 60

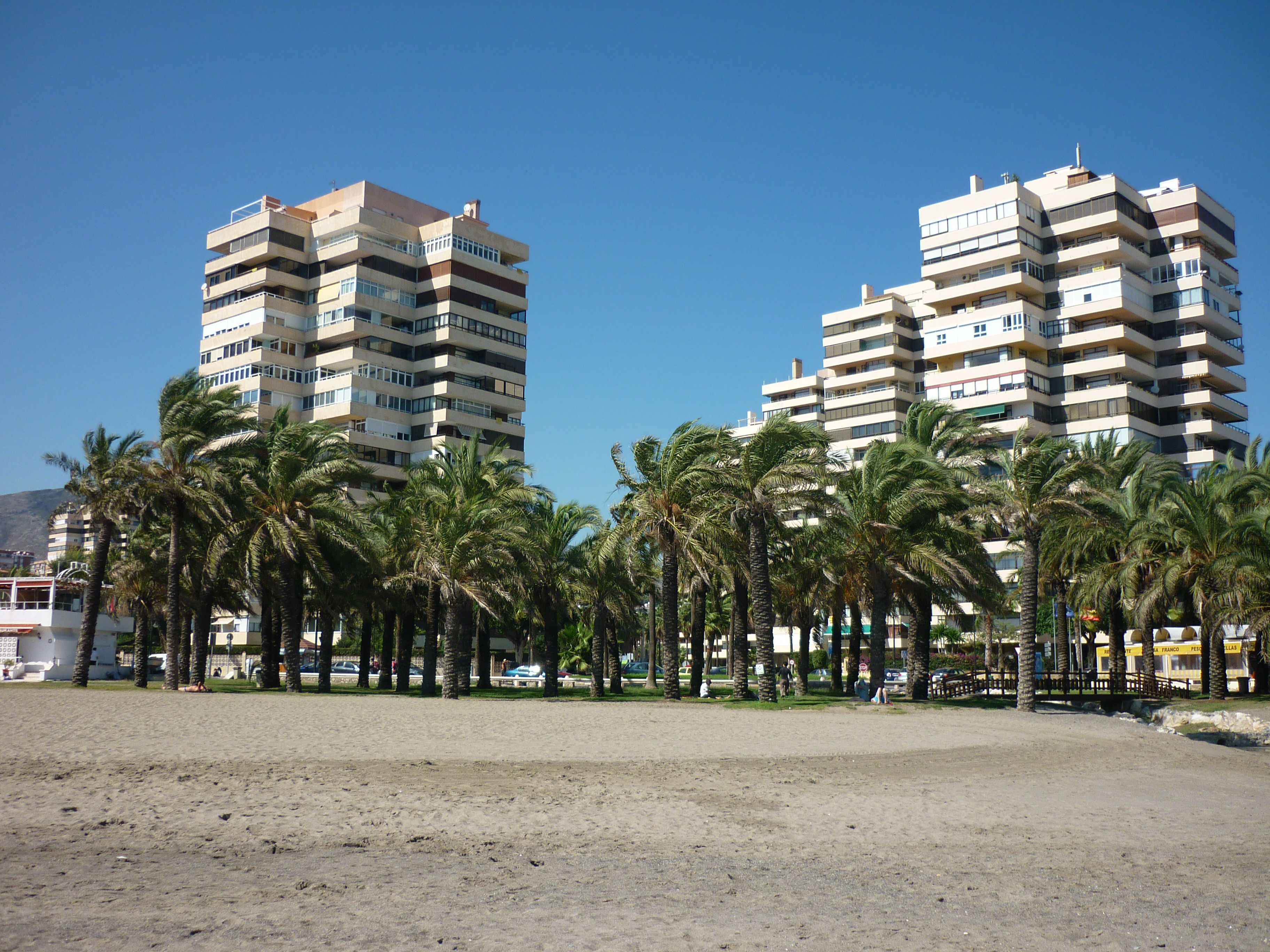
Torres de Playamar

Los primeros establecimientos turísticos fueron el Campo de Golf de Torremolinos, inaugurado en 1928; el Castillo del Inglés, abierto en 1930; el Parador de Montemar (1933); y el Hotel La Roca, que abrió sus puertas en 1942, aunque debido a la guerra civil española y la Segunda Guerra Mundial no fue hasta la década de los 50, cuando comenzaron a llegar extranjeros en masa. El efecto llamada también sedujo a desertores y objetores de conciencia norteamericanos que no quisieron ir a la guerra de Vietnam. Además, es a partir de esta década, cuando comenzaron a llegar a Torremolinos personajes famosos como Grace Kelly, Rita Hayworth, Anthony Quinn, Ava Gardner, Brigitte Bardot, Salvador Dalí, Sara Montiel, Elton John, Marlon Brando, Orson Welles o Frank Sinatra y la Costa del Sol comenzó a adquirir fama internacional. También albergó conciertos de artistas como James Brown, Wilson Pickett y Tom Jones, entre otros. En 1959 se inauguró el Hotel Pez Espada, primer hotel de lujo de la costa que llegó a hospedar a grandes personalidades del mundo como al rey Saúd de Arabia Saudí. Este complejo representaría el nuevo modelo de explotación turística que seguiría la estela de los resorts del Caribe y Florida. Hasta entonces predominaban los pequeños hoteles turísticos del centro de la población y hoteles familiares próximos a la playa. Durante los años siguientes continuó la apertura de hoteles, salas de fiestas como Barbarela, que fue la primera gran discoteca que se construyó en Málaga, El Papagayo, El Piyayo o El Jaleo y otros establecimientos turísticos que cambiarían radicalmente la fisionomía del pueblo y sus playas. El topless, la liberación sexual importada por las suecas, la normalización de la homosexualidad, la extravagancia desatada en cada discoteca, todo ello convirtió a Torremolinos en uno de los destinos de moda más libertinos de todo el mundo durante las décadas posteriores. Uno de sus grandes reclamos consistió en sun-sea-sex (sol, mar y sexo). 
Además de los viajeros, hippies y turistas, la burguesía malagueña también hizo de Torremolinos su lugar de veraneo. Todo esto supuso el despegue turístico de la ciudad, que provocó que en los 60 se fletasen los primeros vuelos chárter entre Málaga y Estocolmo. 

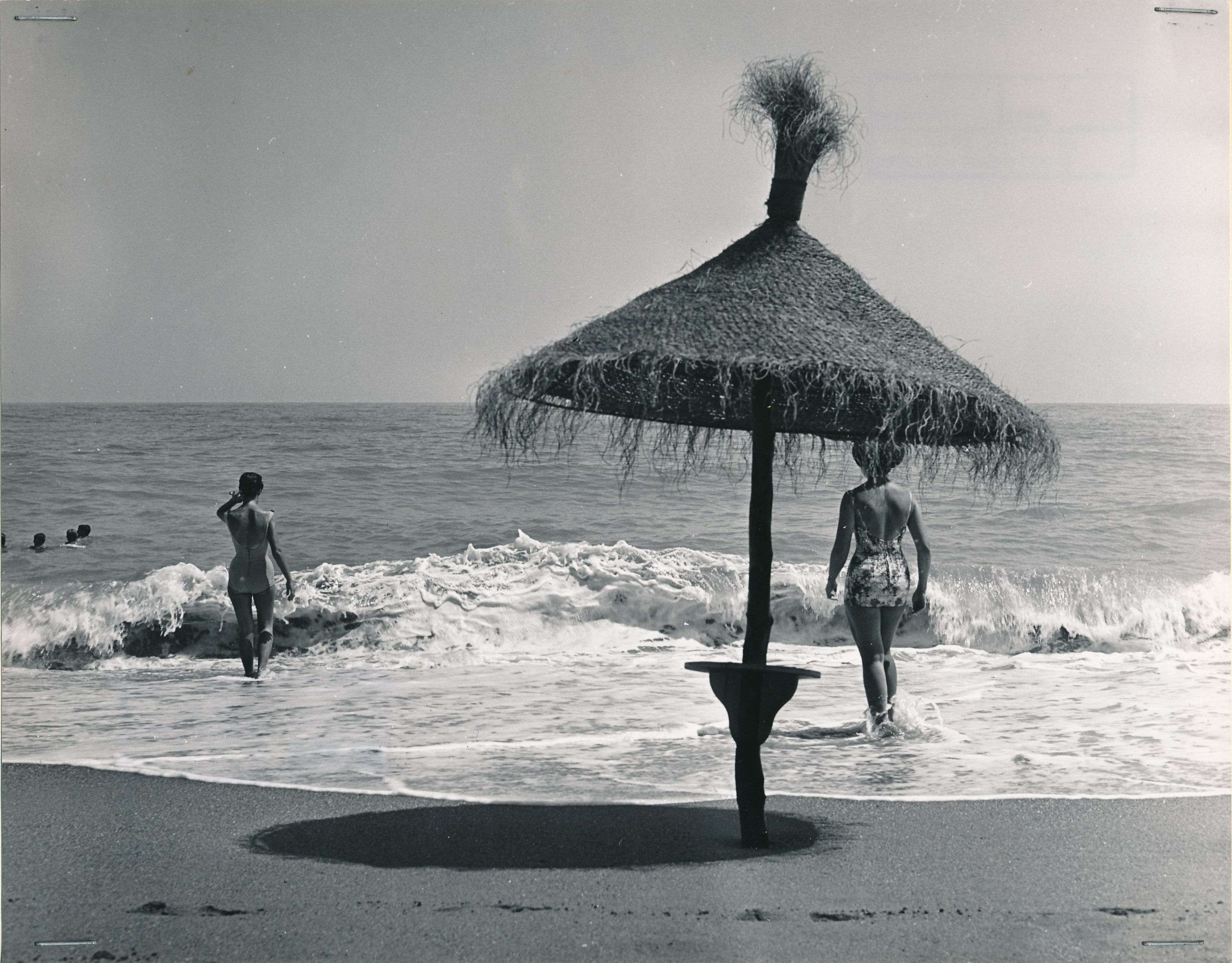
Playa de Torremolinos en 1961

Las nuevas construcciones hoteleras de 1965 obligaron a confeccionar un nuevo trazado urbanístico de Torremolinos. A los barrios históricos, que se fueron ampliando con nuevas construcciones, se incorporaron nuevas zonas enfocadas a lo comercial. En 1966 comenzaron las obras de lo que es el actual paseo marítimo de El Bajondillo. Las huertas se ocuparon con nuevos edificios de apartamentos. La calle San Miguel, histórica arteria del casco urbano y centro comercial, se peatonalizó y comenzaron a emerger y a crecer los nuevos comercios. En 1962 abrió sus puertas el Tony's Bar, primer bar gay de España. Poco después abrieron otros como el Incógnito, el Fauno o el Düsseldorf, concentrados especialmente en el Pasaje Begoña. Asimismo, en 1968, en La Nogalera, se abrió el primer bar de lesbianas de España, Porquoi pas? (¿Por qué no?). A todo esto, las autoridades tenían permisividad con las extravagancias, con las relaciones homosexuales y con las drogas. Por esta razón, Torremolinos fue conocido alrededor de la década de los 60 con los sobrenombres de La pequeña Nueva York o El no lugar.

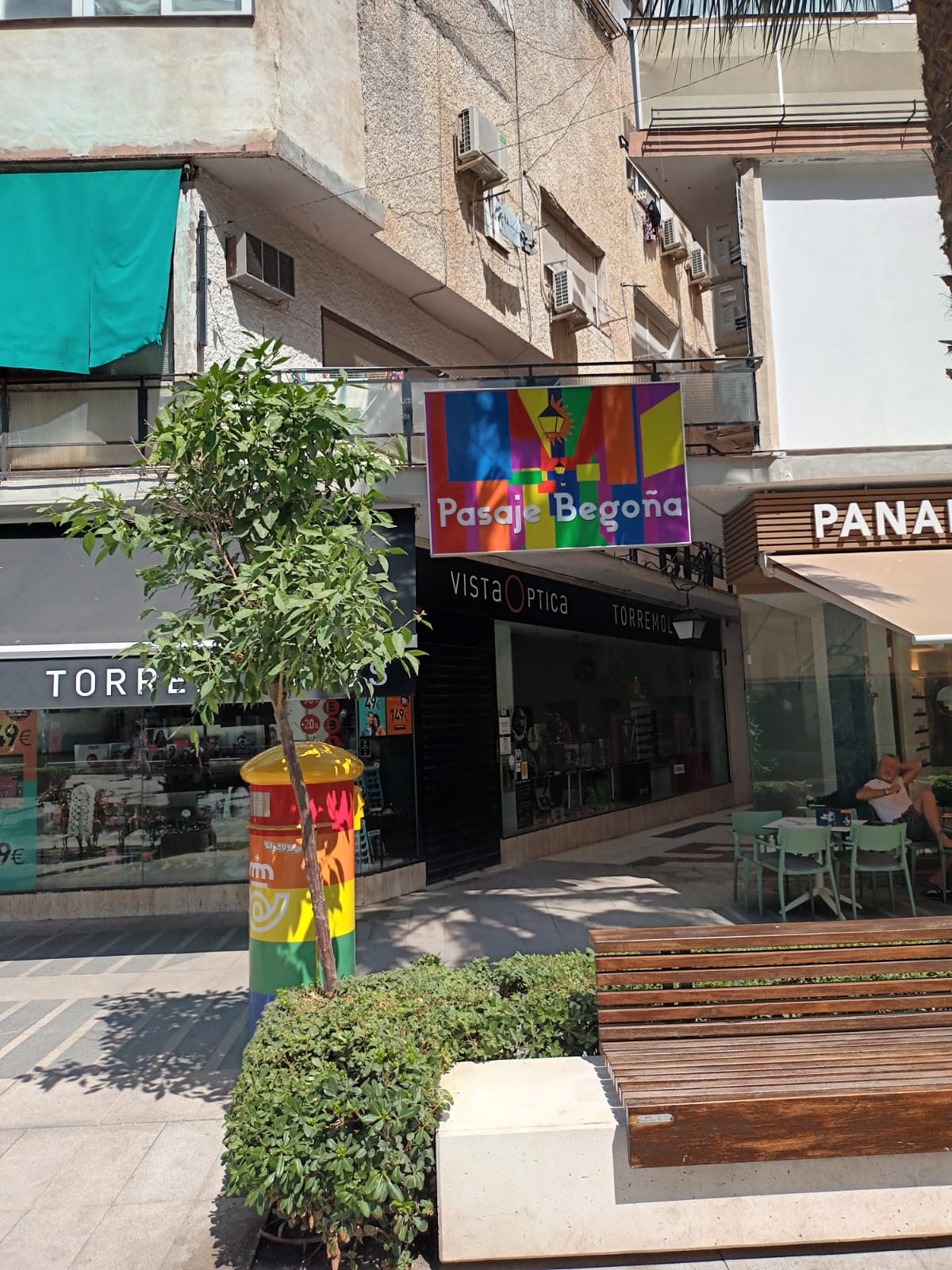
Pasaje Begoña.

No obstante, el régimen franquista denunció que Torremolinos se había convertido en un antro de perversión, por lo que se empezaron a realizar redadas periódicas de homosexuales, consumidores de droga y hippies, siendo especialmente notoria la llevada a cabo el 25 de junio de 1971 por orden del gobernador civil de Málaga, Víctor Arroyo. Dos furgones policiales se apostaron en cada salida del Pasaje Begoña, y todos los que estaban allí fueron detenidos, un total de 119 personas, tanto españoles como extranjeros, siendo estos últimos expulsados del país y aquellos encerrados en prisión tras sufrir toda clase de vejaciones. Además se cerraron algunos bares nocturnos como Evans y Noe. Diversas embajadas extranjeras protestaron ante el gobierno español. La noticia saltó incluso a la edición del Sunday Times del 29 de junio: Tourists held in nightclub raids in Spain (en inglés, Redadas a turistas en discotecas españolas). También a la portada del semanario alemán Der Spiegel. Estas redadas tenían como objeto contentar a los conservadores más recalcitrantes del régimen, pero los detenidos eran puestos en libertad al día siguiente. No obstante, muchos se fueron de Torremolinos por este motivo, y algunos se instalaron en Ibiza.
También fue pionero el municipio en inaugurar el primer drugstore 24 horas que hubo en Andalucía. El Noche y Día, que sigue en el mismo sitio, en el número 17 de la calle Hoyo. Su aire retro también lo convierte en lugar de culto.
En 1972, se inauguró el Museo de Cera de Londres (London Wax Museum), que era una sucursal del famoso museo de Madame Tussauds, y que funcionó durante la década de los años 70 y años 80 bajo la dirección de Jesús Moreno Álvarez. Contaba con seis secciones: historia, toreo, fantasía, literatura, flamenco y horrores.
Para el año 1975 se erigió, en el centro de Torremolinos, el conjunto de Pueblo Blanco, con arquitectura de pueblo tradicional andaluz con patios interiores, y que concentró gran parte de la actividad nocturna del municipio en las décadas posteriores.
Cabe destacar que en 1979, en el jardín del edificio Castillo de Santa Clara se inauguró el jardín de Adán y Eva, el primer espacio nudista en un establecimiento turístico español.
La popularidad de Torremolinos derivó en una especie de efecto llamada en el resto de municipios de la costa malagueña. Ciudades como Fuengirola, Estepona, Torre del Mar y sobre todo, Marbella, se aprovecharon de aquel tirón y se acabaron convirtiendo en otras zonas de veraneo populares para gentes de todo el mundo. Así se gestó lo que hoy en día se conoce como la Costa del Sol.
En la década de 1980, Torremolinos resurge tras iniciarse el declive del reinado libertino y glamuroso de las estrellas, que fue sustituido por la llamada Movida malagueña, una nueva oleada de la cultura pop impulsada por el contacto fluido que se mantenía con Londres. Durante los 80 y los 90, Torremolinos se convirtió en capital del underground musical y espacio de convivencia de punks, mods y rockers. Los años de la movida, se vivieron intensamente en Málaga, especialmente en Torremolinos, donde discotecas míticas como Tiffany's, Joy's, Piper's, Number One, Top 10, Gatsby, Mach-1 o Bossanova se hacían eco de la nueva ola que se extendía de costa a costa. También clubes como el Hard Rock o el Bierkeller, se convirtieron en importantes espacios de referencia para los seguidores de la cultura rock. Aunque por otra parte, las nuevas drogas contribuyeron a cambiar el panorama del ocio: la heroína y la cocaína se habían instalado en España para quedarse. Eso supuso la aparición de los primeros yonkis: drogodependientes de opiáceos que robaban para conseguir su dosis. Lo que incrementó la sensación de inseguridad en la zona. Asimismo la llegada de miles de hooligans británicos durante los meses de verano, cuyas visitas solo contribuyeron a empeorar la reputación de la localidad, ocasionando multitud de disturbios y actos vandálicos, además de suponer una auténtica amenaza para la policía y los residentes locales, y por ende para el turismo. También surgieron grupos musicales como Cámara, Tabletom o Danza Invisible, que fue el que alcanzó mayor popularidad. También fue importante la labor realizada por algunas de las personalidades más importantes de la época, como la del popular DJ y locutor de radio de los 40 Principales en Málaga, Javier Arquimbau, cuyo trabajo contribuyó a popularizar la imagen de Málaga y por ende la de Torremolinos. Incluso la misma sede de Los 40 Principales en Málaga, llegó a instalarse en Torremolinos, en la octava planta del edificio Entreplazas, donde retransmitía el mítico locutor ya nombrado, Javier Arquimbau. La sede se mantuvo hasta que el Grupo Prisa decidió trasladar las instalaciones al centro de la capital malagueña. En Torremolinos se editaron los primeros fanzines del país.
Es durante esta época cuando Torremolinos se consolidó como destino turístico de renombre internacional, siendo una de las marcas más conocidas para el turismo de España en el exterior. En los años posteriores, el aumento de la población y auge del turismo dieron lugar a un desmesurado crecimiento del municipio, produciéndose un gran auge constructivo que conllevará a la especulación urbanística, aunque sin perder el encanto que caracterizó a la localidad malagueña desde antaño.

#### Constitución en municipio y actualidad
Torremolinos, que hasta entonces era un distrito de la ciudad de Málaga, tras un largo proceso vecinal y político desde 1978 se constituyó en municipio el 27 de septiembre de 1988. El centro de Torremolinos se colapsó por una caravana de coches, sus ocupantes lanzaban confeti y serpentina al grito de «¡Ya somos pueblo!, ¡ya somos catetos!». La antigua barriada acababa de ser reconocida municipio por la Junta de Andalucía y había obtenido la segregación de Málaga capital 64 años después de su anexión. Siendo la inauguración de la feria de San Miguel, el último acto de Pedro Aparicio como regidor de Torremolinos.
La segregación puso fin a años de convulsión política. El reconocimiento de la municipalidad de Torremolinos significó para la capital malagueña la pérdida de su insignia costasoleña, por la que había sido reconocida internacionalmente desde la aparición del turismo en los 50. Este hecho provocó que se deterioraran las relaciones políticas entre la Alcaldía de Málaga y la del municipio torremolinense.
En 1991, se erigió Pedro Fernández Montes como nuevo alcalde del municipio, el cual está muy ligado a la historia reciente de Torremolinos, al ser uno de los artífices e impulsores de la Junta Pro Autonómica, que consiguió el reconocimiento de la municipalidad de Torremolinos y su independencia de Málaga el 27 de septiembre de 1988. Su mandato, cargado de polémica, se prolongó hasta las elecciones de 2015, en las que perdió la mayoría absoluta por primera vez en 20 años.
Los años posteriores a su constitución como municipio, se caracterizaron por la aparición de nuevos destinos turísticos que fueron adquiriendo cada vez más importancia en la Costa del Sol, en competencia con Torremolinos, como Marbella que se consolidó como destino turístico de lujo de renombre internacional, Benalmádena, Fuengirola, o la misma capital, que llevó a cabo un gran proceso de recuperación de su centro histórico, que en los años 90 hizo extender la idea de decadencia de Torremolinos, aunque paradójicamente el turismo no dejó de crecer.
Durante los años 90 desaparecieron algunas de las discotecas míticas de los 80, continuando el legado otras, como es el caso de Piper's, lugar al que muchos llegaron a calificar como la mejor discoteca de España. Desde 1967 hasta su cierre a finales de 2002 bajo el nombre de Queen's House por motivos de seguridad, Piper´s fue uno de los grandes motores que hicieron de Torremolinos un espacio de referencia para la vida nocturna de la provincia. Los 90 serían la época del after: seguir la fiesta después de la fiesta. Los ‘after’ tuvieron su punto álgido a finales de los 90, aunque es un fenómeno en Málaga que hoy en día no predomina nunca ha dejado de existir. Por otra parte, Pueblo Blanco, este conjunto del centro de Torremolinos (construido en 1975), se convertiría en una zona de movida de los noventa, donde locales como el Gypsy, La Vaquería, el No se lo digas a mamá, el Salsa Rosa, La Barraca (que aún pervive) o el Shawarma Simón, que también permanece abierto, se convirtieron no sólo en una zona de copas para el veraneo o los turistas, sino en un punto de peregrinación de toda la provincia para acudir los fines de semana. Mediada la década, las quejas vecinales y la intervención policial trajeron el cierre, el éxodo a Puerto Marina y, el fin de una época. Pueblo Blanco recobró,  el carácter alternativo de sus primeros tiempos. 
Durante estos años el plano urbanístico de Torremolinos se expandió al promoverse la construcción de Playamar en los años 60, la Nogalera en los 70, y el parque acuático en los 80. 

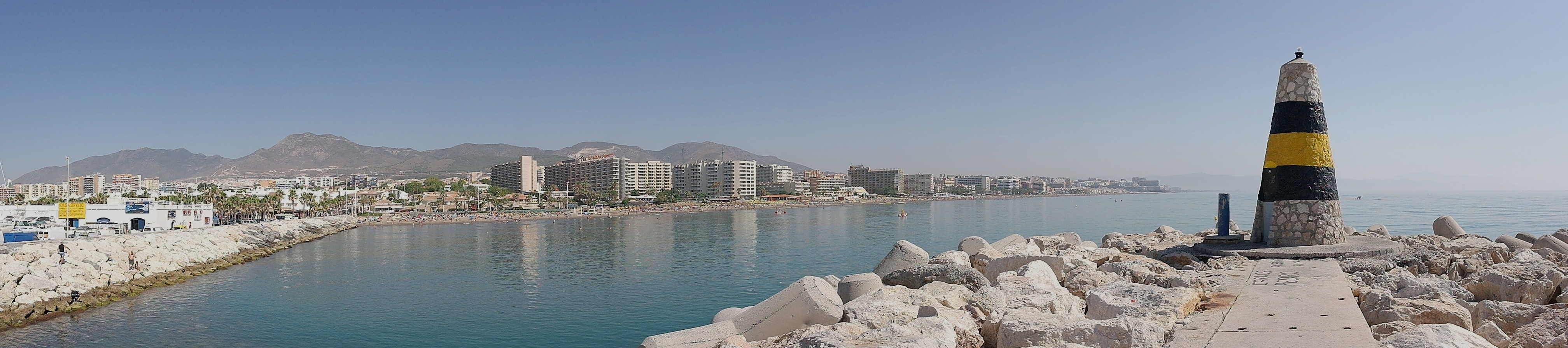
Panorámica de Torremolinos desde el puerto de Benalmádena

## Demografía
Torremolinos cuenta con una población de 70 933 habitantes (INE 2024).
| Gráfica de evolución demográfica de Torremolinos entre 1842 y 2021 |
| |
| Población de derecho según los censos de población del INE Población de hecho según los censos de población del INEEn este censo se denominaba Torre Molinos: 1842 Entre el censo de 1991 y el anterior, aparece este municipio porque se segrega del municipio 29067 (Málaga) por Dto. 283/1988 de 27.09 asignándole oficialmente el código 901 Entre el censo de 1930 y el anterior, este municipio desaparece porque se integra en el municipio 29067 (Málaga) |

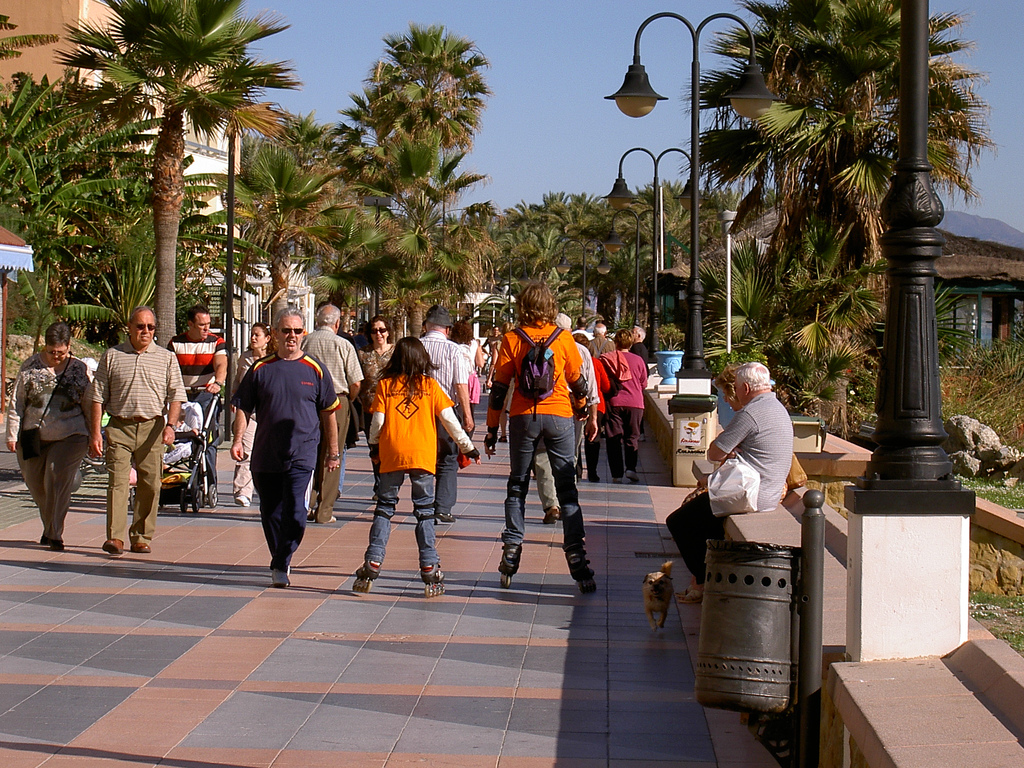
Torremolinenses y visitantes

Torremolinos es uno de los municipios más multiculturales de Andalucía. Aquí residen personas de hasta 130 nacionalidades distintas durante todo el año, a las que habría que sumar las que pasan en la ciudad solo temporadas. La población extranjera empadronada en la localidad asciende al 26 % del total, de los que un 75 % procede de países de la Unión Europea, principalmente de los Países Bajos, Alemania, Francia, Escandinavia y, sobre todo, del Reino Unido, cuyos ciudadanos forman el grupo más numeroso. Del resto del mundo destacan por su número los ciudadanos provenientes del norte de África, principalmente de Marruecos, los Hispanoamericanos y la creciente comunidad china e hindú. También se asienta en Torremolinos, una de las tres comunidades judías de Málaga (Málaga, Marbella y Torremolinos). Siendo la provincia de Málaga, junto con Madrid, las únicas provincias españolas que cuentan con tres comunidades judías. En la actualidad, la comunidad israelita de Torremolinos cuenta con unas 150 familias. Siendo numerosos los restaurantes y supermercados de comida kosher, incluso en la céntrica plaza de la Gamba Alegre, se encuentra el Hotel NCH Kosher, que es el primer hotel kosher de la Costa del Sol.
Siguiendo la tendencia de otros puntos de la costa mediterránea española, Torremolinos ha experimentado un crecimiento poblacional rápido desde la década de los años 60 del siglo XX. Así, de 27 543 habitantes con que contaba el municipio en 1991 ha pasado a los 65 448 contabilizados por el INE en 2009. Por su población, Torremolinos es el séptimo municipio de la provincia.
| Nacionalidad | Población (2016) |
| ------------ | ---------------- |
| Marruecos    | 3333             |
| Reino Unido  | 1844             |
| Argentina    | 1620             |
| Colombia     | 769              |
| China        | 765              |
| Alemania     | 675              |
| Rumania      | 658              |

Según el Instituto de Estadística de Andalucía (IEA) que publicó las cifras oficiales de población de los municipios de Andalucía correspondientes al año 2016, Torremolinos alcanza una población de 67 786 personas a fecha de 31 de diciembre del pasado año. De ellas 49 223 son españoles (72,68 %) y 18 563 (27,38 %) son extranjeros. En 2015 esta última cifra era de 14 215, por lo que se ha incrementado en 4348 personas. 
En lo que concierne a la población extranjera, y en su división por continentes, los europeos son los más numerosos con 8609 (46,38 %), seguidos por, en este orden, americanos con 4548 (24,50 %), de países africanos con 3692 (19,89 %), asiáticos con 1686 (9,08 %) y de Oceanía con 28 nacionales empadronados (0,15 %).
Por país de nacimiento, y tras las españoles, los ciudadanos marroquíes constituyen el segundo grupo de población más representativo de la sociedad local, con 3333 empadronados (el 4,92 % del total); los británicos, con 1844 (2,72 %); argentinos, con 1620 (2,38 %); colombianos y chinos que, con 769 y 765 nacionales, respectivamente, representan en cada caso el 1,13 % de la población; alemanes con 675 (el 1 %) y rumanos, con 658 (el 0,97 % de los empadronados).

### Urbanismo

#### Calle San Miguel

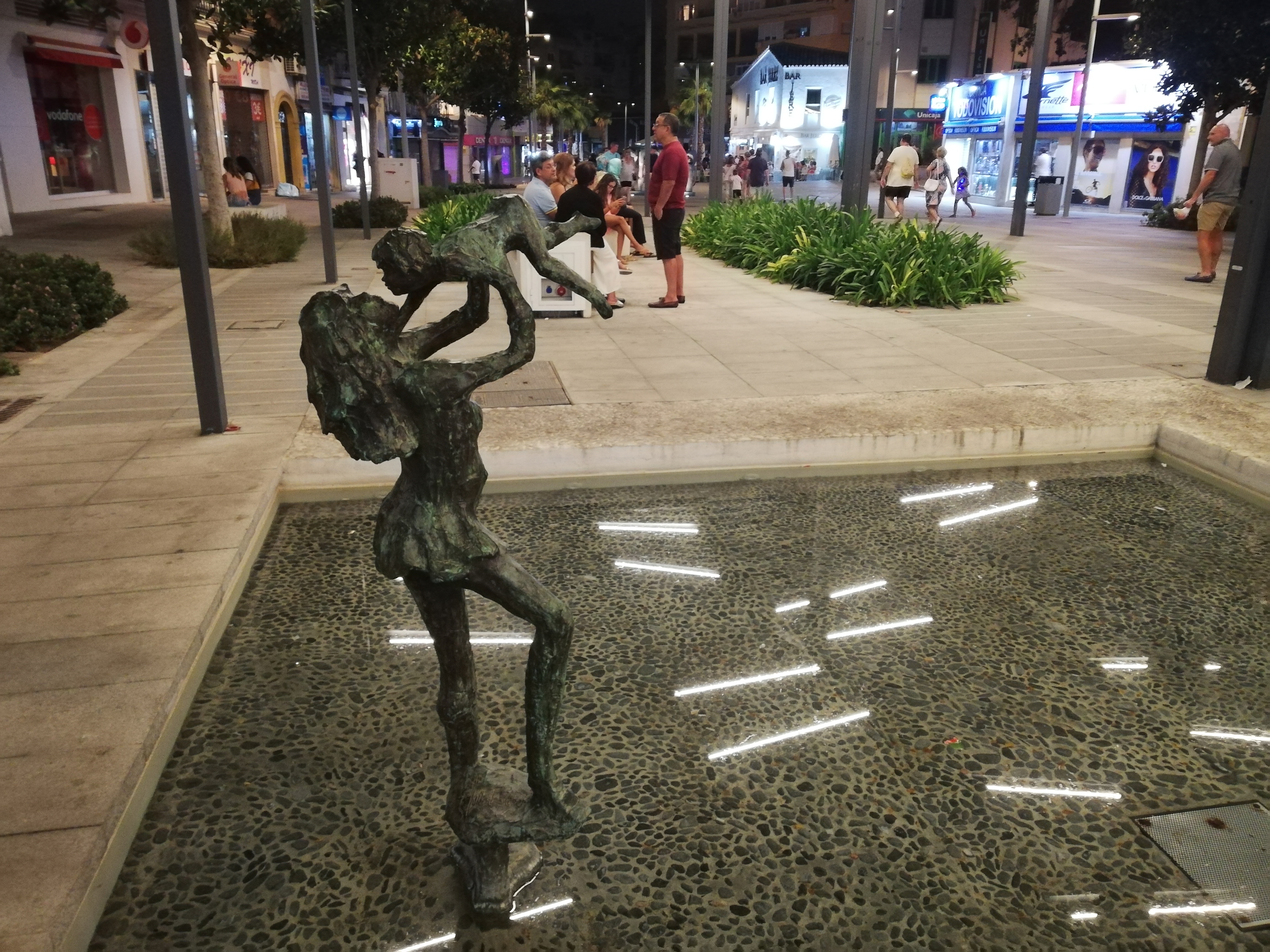
Escultura pública en Torremolinos

La calle San Miguel es la calle peatonal más transitada y conocida del municipio costero de Torremolinos. Además, es considerada una de las más concurridas de toda Europa. La vida de esta localidad gira en torno a la calle San Miguel. Turismo, compras en Torremolinos, paseos, bares, restaurantes, hoteles en Torremolinos. Los comercios y establecimientos más emblemáticos del municipio se alinean precisamente en esta céntrica rúa. Además de la calle San Miguel, alrededor de esta existen numerosos lugares de interés, como la plaza de Andalucía, la avenida Jesús Santos Reino, la plaza de La Nogalera, la plaza Costa del Sol, entre otros. Estas también se encuentran plagadas de comercios de todo tipo. Además de encontrarse alrededor de estas algunas estatuas o monumentos, como la obra llamada Nacimiento de Eva, o el monumento a la princesa Europa, raptada por Zeus transformado en un toro, situado en la cercana plaza de las Comunidades Autónomas. Recorrer la calle San Miguel, está considerada visita obligatoria, si se viaja a Torremolinos.
Sin embargo, la llegada del llamado turismo low-cost en las últimas décadas, provocó la partida de las grandes firmas como Bershka, Zara y Mango, siendo estas sustituidas por tiendas de recuerdos y de regalos en su mayoría. Aunque desde 2015, con la llegada del nuevo consistorio al ayuntamiento, el nuevo gobierno, mediante la puesta en marcha de un programa político destinado a impulsar la dinamización cultural y el ocio que atraiga al público, además de recuperar la estética adecuada en el centro de la ciudad, dentro del proceso de reconversión que vive el municipio, ha permitido el regreso de las grandes firmas y un nuevo impulso a la céntrica calle.
Geográficamente, la calle San Miguel se sitúa en el centro del municipio. Esta desemboca en el conocido como paseo marítimo El Bajondillo al que se llega bajando por la conocida cuesta del Tajo.
Al final de la calle San Miguel se encuentra la Torre de los Molinos, que fue construida sobre el año 1300, que finalmente fue renombrada como Torre de Pimentel. Se trata de una torre de defensa levantada por el pueblo nazarí. Es una más de la cadena de torres defensivas que se erigieron a lo largo de la costa en el antiguo Reino de Granada y la que dio nombre al municipio de Torremolinos.
También cabe destacar la iglesia de San Miguel Arcángel, que fue construida en 1718 y posteriormente reformada en 1896. Esta iglesia se encuentra en la plaza de los Santos Arcángeles, siendo este su antiguo nombre.

#### Avenida Carlota Alessandri
La céntrica avenida Carlota Alessandri, situada entre la N-340 y la avenida Palma de Mallorca y con una longitud de casi dos kilómetros y medio, es una de las arterias más importantes de Torremolinos. llamada así en honor a Carlota Alessandri, quien fue una de las precursoras del turismo en la Costa del Sol.
Fue desde los inicios de Torremolinos como destino turístico, un lugar emblemático de la Costa del Sol en los años 60 y 70. Durante los años de la movida, la avenida fue una de las colonias en la que brotaron míticos locales, como la mítica discoteca Cleopatra, que albergaron gran parte de la actividad nocturna del municipio, además de ser también un referente comercial y hotelero.
Sin embargo, pasados los años de la movida, la avenida Carlota Alessandri, se encontró para principios del siglo XXI en un estado de degradación importante, además de la desertización comercial de está, con la presencia de una gran multitud de locales fantasmas.
Aunque desde 2015, tras la elección de un nuevo consistorio, como parte del nuevo modelo de regeneración del centro urbano proyectado por el nuevo Ayuntamiento, se llevó a cabo la remodelación de la avenida Carlota Alessandri, donde los dos carriles destinados al tráfico fueron reducidos a uno para ensanchar la acera y habilitar un carril bici y nuevas plazas de aparcamiento. Además se introdujeron nuevas rotondas y pasos de cebra, con el objetivo de transformarla en una vía más segura, sostenible y apetecible para la circulación de conductores y el deleite de los paseantes. Todas estas mejoras fueron impulsadas desde el Ayuntamiento con el objetivo de convertir de nuevo a la avenida Carlota Alessandri en una de las principales arterias comerciales y en uno de los focos atrayentes de inversión.

## Economía

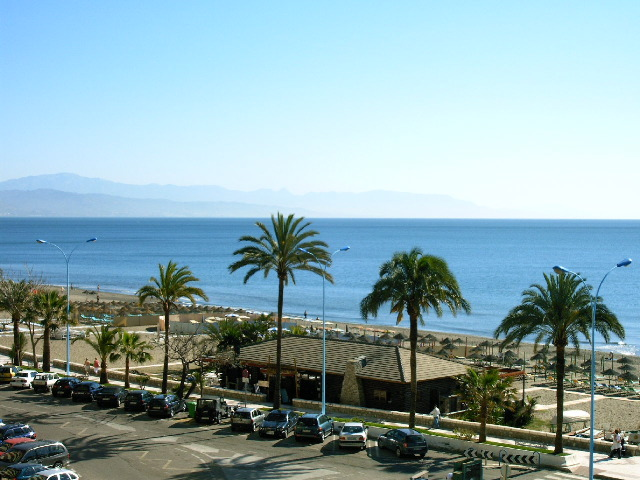
El paseo marítimo es el eje del sector de la hostelería

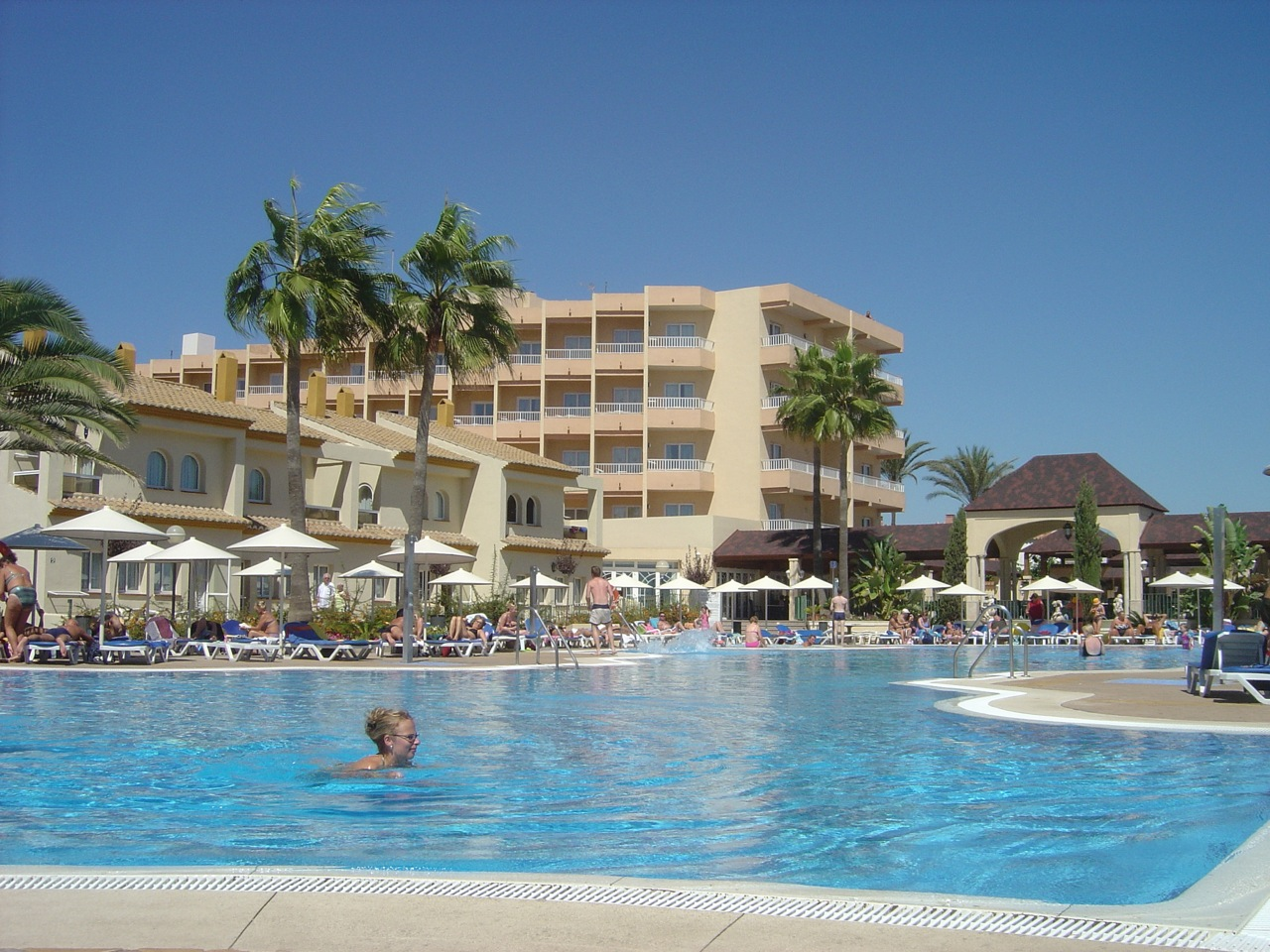
La industria hotelera constituye la principal fuente de ingresos en Torremolinos

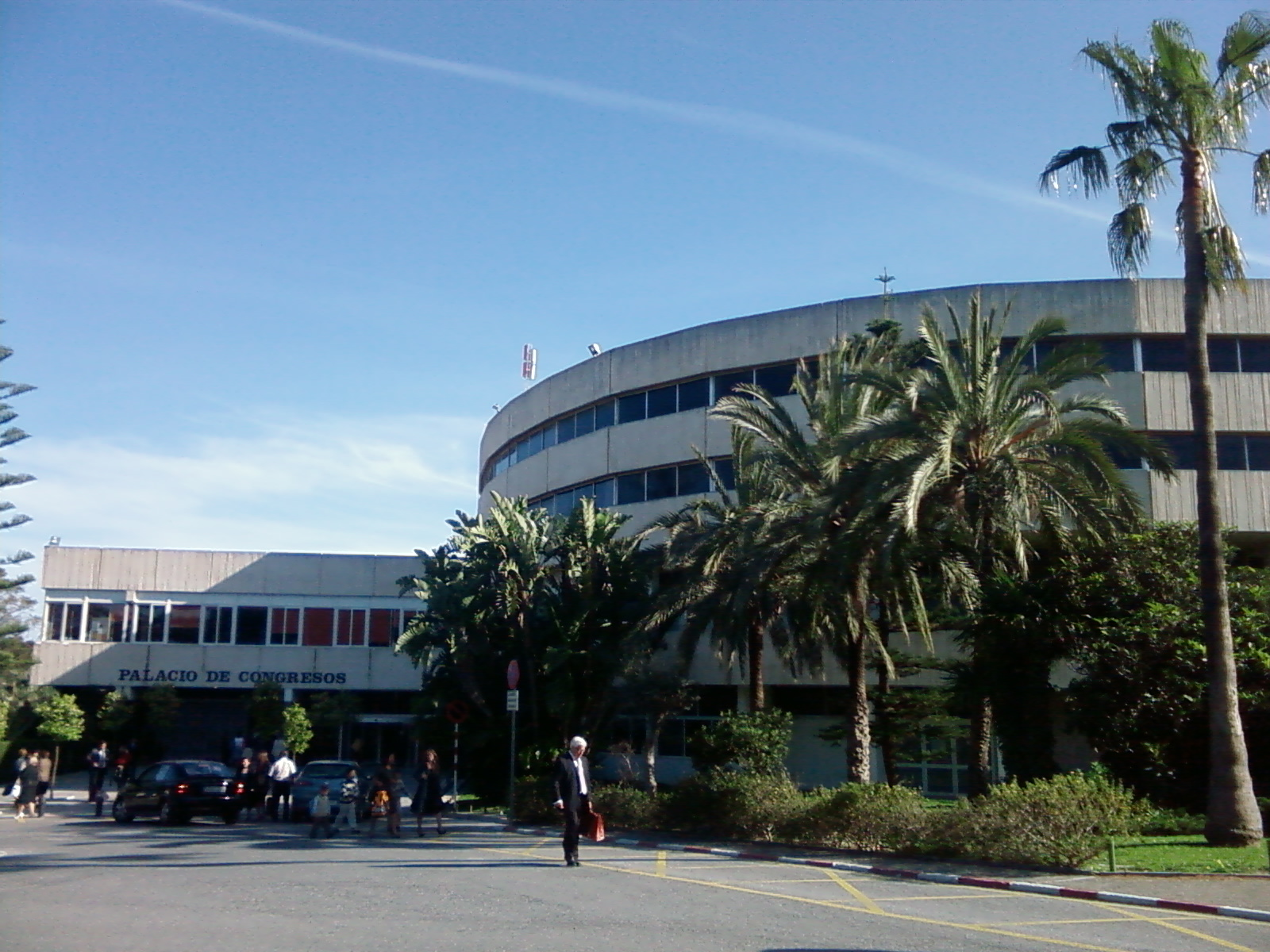
Entrada principal al Palacio de Congresos y Exposiciones de la Costa del Sol

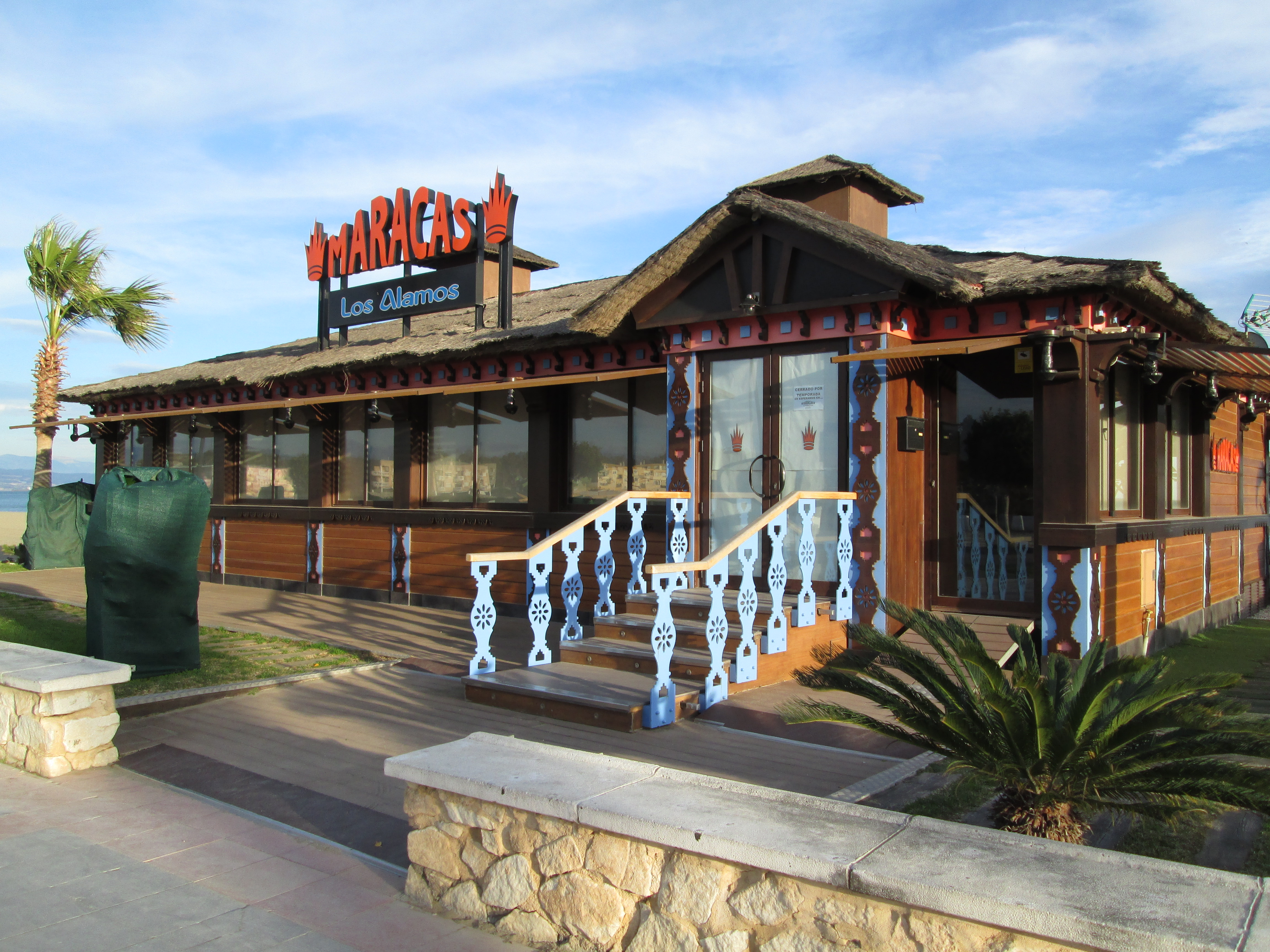
Maracas Los Álamos, uno de los muchos chiringuitos-clubes que se asientan a lo largo de la playa de Los Álamos, siendo la vida nocturna una de las principales fuentes de ingresos más reconocidas en el municipio

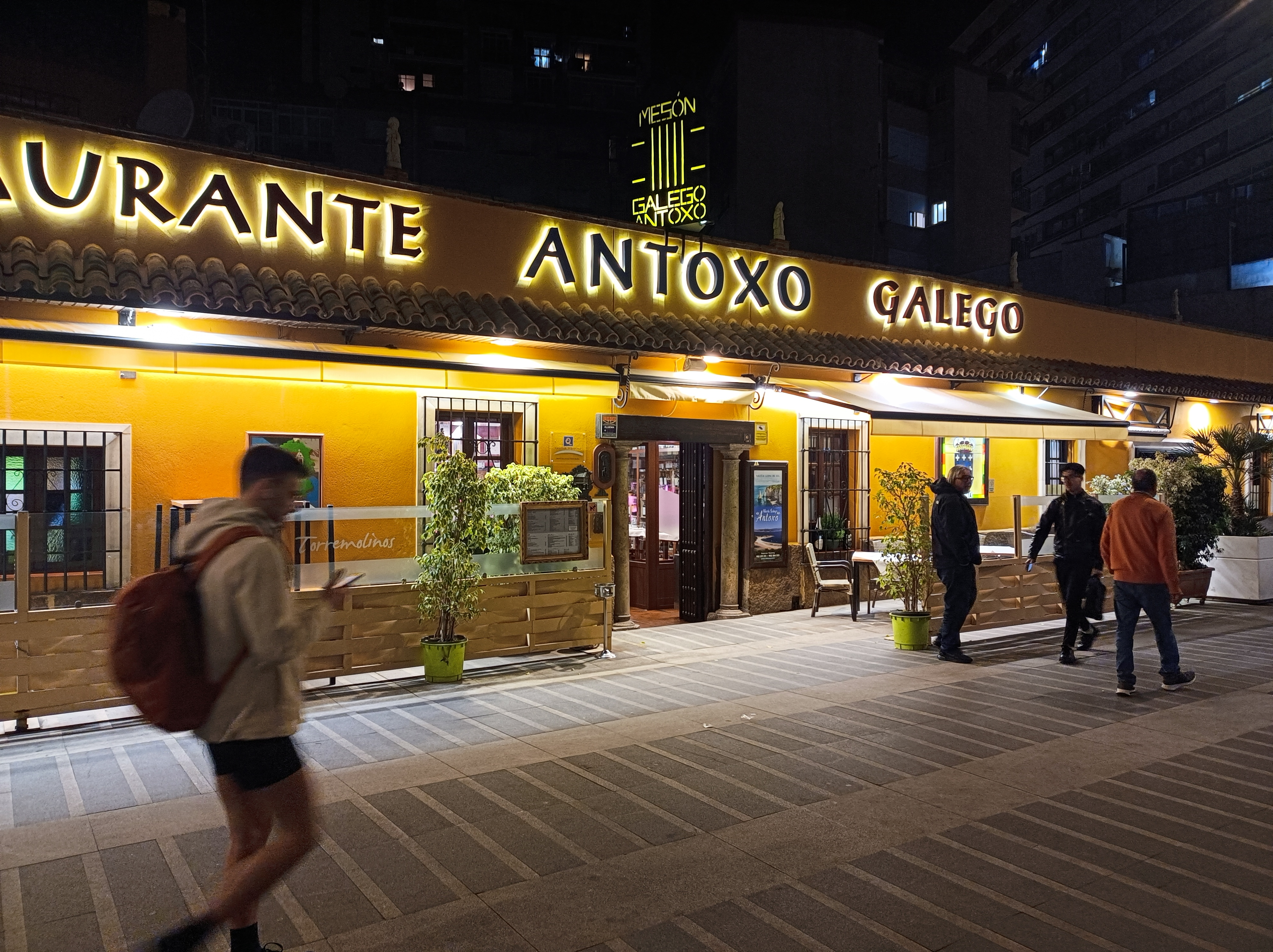
Restaurante gallego en Torremolinos

La actividad económica principal de Torremolinos es el turismo y las actividades derivadas de este. Con más de 80 hoteles y hostales que suman más de 20 000 plazas, es el cuarto municipio español con mayor número de camas hoteleras y el principal destino turístico de Andalucía. La oferta hotelera se completa con un número significativo de restaurantes y comercios. Asimismo, la ciudad cuenta desde 1968 con el Palacio de Congresos y Exposiciones de la Costa del Sol, obra del arquitecto Rafael de La-Hoz, primer palacio de ferias creado en Andalucía, y con una intensa actividad ferial desde entonces.
Según datos proporcionados el Instituto Nacional de Estadística (INE) dentro de la Encuesta de Ocupación Hotelera. Torremolinos se colocó a la cabeza en número de visitantes y pernoctaciones en 2015 de todo el conjunto de municipios de la Costa del Sol con un 31,88% de viajeros y 33,74% de pernoctaciones, lo que supone con respecto a 2014, una subida del 2,24% en el total de visitantes y un aumento del 3,63% en el número de turistas extranjeros. El número total de viajeros del grupo de municipios de la Costa del Sol compuesto, en orden de posición por Torremolinos, Marbella, Benalmádena, Fuengirola y Estepona, fue en el pasado año de 2 864 656 visitantes y de 13 732 949 en número de pernoctaciones entre estas 5 localidades. El liderazgo de Torremolinos se sustentó con 913 427 y un 31,88% en viajeros y un porcentaje de 33,74% con 4 633 961 de pernoctaciones. Con respecto al año 2014, se experimenta un incremento de un 2,24% en el número total de turistas, que pasaron de 893 394 a 913 427 en 2015. Una subida considerable y a resaltar, es el aumento del número de viajeros residentes en el extranjero que pasaron de 497 264 en 2014 a 515 360 en 2015, suponiendo un crecimiento del 3,63%.
El número total de viajeros en Torremolinos ascendió a 913 427 dentro de los cuales 398 067 eran residentes en España y 515 360 en el extranjero. En lo que respecta a las pernoctaciones del conjunto de viajeros recibidos en Torremolinos en 2015, el número total ascendió a 4 633 961 repartidas entre 1 598 636 personas alojadas residentes en España, y 3 035 325 de personas extranjeras. Reino Unido se posicionó como el mayor emisor de turistas hacia la ciudad, seguido de Francia, Alemania, Bélgica, Países Bajos e Italia.
En 2011 las plazas hoteleras de cuatro estrellas suponían el 67,5% de las plazas totales, situación que responde a la intensa reconversión que ha experimentado la planta. De esta forma, entre 1991 y 2011, las plazas de hoteles 4 estrellas se han incrementado un 400,65% (2328 a 11 655 plazas), mientras que las plazas de categorías inferiores (1, 2 y 3 estrellas) se han reducido un 52,23% (10 735 a 5607 plazas). 
Para 2016, según los datos publicados por el Instituto Nacional de Estadística, 1 075 028 turistas visitaron Torremolinos, 119 502 en apartamentos y 955 526 en hoteles. La suma total de estancias en la ciudad ha superado los cinco millones y medio, situándose en 5 705 518 estancias a lo largo de todo el año. También se da un crecimiento interanual, del 1 025 514 viajeros registrados en 2015 se ha pasado a 1 075 028 en 2016, lo que supone un incremento del 4,28 por ciento. Por otro lado, en cuanto al turismo extranjero, Torremolinos ha incrementado en junio en un 9,46 por ciento la cifra de turistas extranjeros que han elegido esta localidad de la Costa del Sol para sus vacaciones, con respecto al mismo mes del año pasado. El municipio ha sumado 439 551 visitantes extranjeros, 37 996 turistas foráneos más que en junio de 2016 (401 555), cifra que contrarresta el leve descenso del turismo nacional (12 479 viajeros españoles menos), común denominador en junio en todos los municipios costasoleños.
Además, el 14 de septiembre de 2017, Torremolinos fue sede de la I Jornada de Estratégica para Destinos Turísticos Pioneros, en la que se reunieron, los alcaldes de los municipios firmantes de la recientemente constituida Alianza de Municipios Turísticos Sol y Playa (AMT), formada por los Ayuntamientos de Torremolinos, Salou (Tarragona), Calviá (Mallorca), Benidorm (Alicante), Adeje (Tenerife), Arona (Tenerife), Lloret de Mar (Gerona) y San Bartolomé de Tirajana (Gran Canaria). Celebrado en el Palacio de Congresos y Exposiciones de la Costa del Sol, se debatieron cuestiones sobre estrategias de innovación turística para reconvertir los destinos pioneros del segmento del Sol y Playa en España, de manera que se garantice su competitividad futura en los mercados mediante un cambio de modelo de gestión global basado en la calidad y la excelencia.
También es importante mencionar el turismo gay, que proporciona una gran fuente de ingresos al municipio malagueño, ya constituido como punto gay-friendly, concentrándose este principalmente en la plaza de La Nogalera y sus alrededores donde existen los locales para público LGTB que atraen a numerosas personas de toda la provincia y otros puntos de Andalucía durante los fines de semana y los meses estivales. Recientemente se ha inaugurado el Hotel Ritual, que ocupa el espacio del antiguo Stella Polaris. Situado a escasos metros de la playa de El Bajondillo, entre La Nogalera y la playa, se trata del primer gran hotel gay-friendly de la Costa del Sol, así como también, el más grande de Europa, reforzándose así Torremolinos como uno de los destinos gay-friendly más importantes de España y de Europa. según cifras del sector hotelero de la ciudad, se espera que en el año 2017 unos 170 000 turistas pertenecientes al colectivo LGTBI (un 30% más que el año pasado) visiten la ciudad dejando en la misma unos 90 millones de euros.
Las actividades agropecuarias e industriales son meramente anecdóticas. La superficie de cultivo apenas suma 50 ha ocupadas por naranjos, plantas ornamentales y olivar, mientras que el censo ganadero lo componen 10 bovinos y 44 caprinos. La pesca, que hasta los años 50 era la principal fuente de ingresos de los torremolinenses, es igualmente marginal, ya que el municipio no cuenta con ningún puerto en su territorio.
Según la Estadística de los declarantes del IRPF por municipios, correspondiente a 2015, elaborada por la Agencia Tributaria (AEAT), la renta bruta media por habitante en Torremolinos es de 23 399 euros, superando en 2007 euros a la media de Andalucía y en 1224 euros a la media provincial. Estos datos arrojados, sitúan a Torremolinos como el séptimo municipio más rico de la provincia, por delante de otros municipios como Fuengirola, Antequera o Ronda, y por detrás de Málaga, Marbella o Benahavís.

### Compras
En 2014, la cadena británica, Poundland abrió su primera tienda en España en la plaza de La Nogalera bajo el nombre de Dealz. Se vendían artículos por un euro y medio, y presenta la misma línea de productos que en el Reino Unido. Ahora se denomina Pepco.
Destacan también las tiendas de dueños foráneos principalmente chinos e hindúes, son muy numerosas en la zona, presentan una gran variedad de productos a precios muy bajo. 
A la altura de la N-340 hacia Benalmádena, se sitúa un Hipermercado Carrefour de reciente construcción. Alrededor de la ciudad se encuentran los supermercados como Mercadona, Supersol, Aldi, Lidl y Dia.
Para 2016, se aprobó la construcción de un macrocentro comercial y de ocio que será desarrollado por la empresa Intu en los terrenos situados junto al Aquapark y la autopista A-7. Costando más de 500 millones de euros, supone el mayor centro comercial y de ocio de Andalucía, incorporará una piscina de olas, pistas de esquí cubiertas y circuitos de karting. Todos los grandes minoristas españoles estarán presentes como El Corte Inglés, Zara y Mango. Los trabajos de construcción comenzarán después del verano de 2016.
El 9 de septiembre de 2017, el Ayuntamiento de Torremolinos, puso en marcha un ambicioso proyecto: la I Shopping Night de La Carihuela, organizada por el Círculo de Empresarios de Torremolinos (CET). La jornada contó con la participación de un centenar de establecimientos de este barrio marinero y, ofreciendo seis horas de compras, ya que comenzó a las ocho de la tarde y finalizó a las dos de la madrugada. Durante la presentación de este evento, el presidente del CET, Adolfo Trigueros, explicó que con este tipo de acciones se pretende dinamizar el comercio de la ciudad, además de ofrecer a vecinos y visitantes una noche de entretenimiento y oportunidades de compra.

## Administración y política

### Gobierno municipal

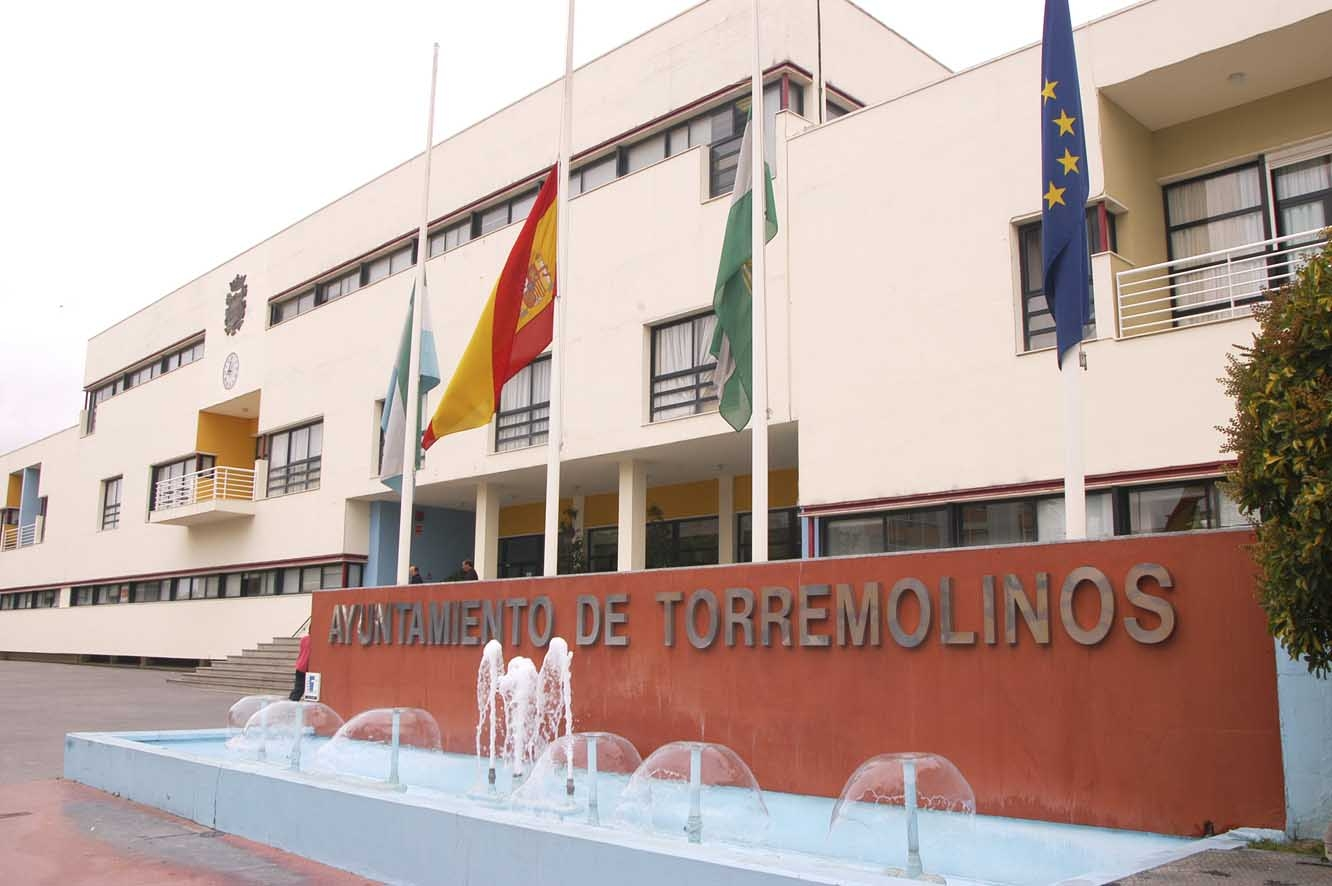
Ayuntamiento de Torremolinos

La administración política de la ciudad se realiza a través de un Ayuntamiento de gestión democrática cuyos componentes se eligen cada cuatro años por sufragio universal. El censo electoral está compuesto por todos los residentes empadronados en Torremolinos mayores de 18 años y nacionales de España y de los restantes Estados miembros de la Unión Europea. Según lo dispuesto en la Ley del Régimen Electoral General, que establece el número de concejales elegibles en función de la población del municipio, la corporación municipal de Torremolinos está formada por 25 concejales.
Las primeras elecciones municipales tras la restauración de la democracia en España fueron ganadas por Pedro Aparicio, quien se convirtió en alcalde la ciudad de Málaga, y por ende de Torremolinos, ya que hasta el año 1988, la localidad torremolinense era un distrito de la ciudad malacitana. 
Desde la segregación de Torremolinos de Málaga en 1988, se han sucedido al frente del consistorio tres alcaldes diferentes. El primero, Miguel Escalona, fue elegido el 8 de noviembre de 1988 como presidente de la comisión gestora municipal. El segundo Alcalde fue Pedro Fernández Montes, del Partido Popular, quien gobernó durante los periodos (1995-2015) con mayorías absolutas, en las últimas elecciones municipales, en las que salió elegido, en 2011, el Partido Popular, acaparó 17 concejales, estando los restantes repartidos entre el Partido Socialista Obrero Español, con 6, e Izquierda Unida Los Verdes-Convocatoria por Andalucía, con 2. Tras las elecciones municipales de 2015, José Ortiz del PSOE es nombrado alcalde de Torremolinos, tras obtener el respaldo de Ciudadanos, Costa del Sol Sí Puede e Izquierda Unida, poniendo así fin a 20 años de gobiernos de mayorías absolutas del Partido Popular. Ortiz gobierna en minoría con los siete ediles socialistas elegidos en los comicios de un total de veinticinco en la corporación, ya que Ciudadanos, Costa del Sol Sí Puede (tres ediles cada uno) e IU (un concejal) han optado por no entrar en el gobierno.
| Partido político                                        | 2023   | 2023  | 2023       | 2019 | 2019  | 2019       | 2015 | 2015  | 2015       | 2011   | 2011  | 2011       | 2007   | 2007  | 2007       |
| Partido político                                        | %      | Votos | Concejales | %    | Votos | Concejales | %    | Votos | Concejales | %      | Votos | Concejales | %      | Votos | Concejales |
| Partido Popular de Andalucía (PP)                       | 14 497 | 57,44 | 17         | 8203 | 32,50 | 9          | 8935 | 35,98 | 10         | 13 660 | 58,88 | 17         | 11 903 | 60,97 | 17         |
| Partido Socialista Obrero Español de Andalucía (PSOE-A) | 4647   | 18,41 | 5          | 7606 | 30,13 | 8          | 6516 | 26,24 | 7          | 5216   | 22,48 | 6          | 5360   | 27,45 | 7          |
| Vox                                                     | 2070   | 8,20  | 2          | 1850 | 7,33  | 2          | —    | —     | —          | —      | —     | —          | —      | —     | —          |
| Con Andalucía-Adelante-Izquierda Unida (IU)             | 1655   | 6,55  | 1          | 2844 | 11,26 | 3          | 1338 | 5,39  | 1          | 1990   | 8,58  | 2          | 1175   | 6,02  | 1          |
| Ciudadanos (CS)                                         | 212    | 0,84  | 0          | 2477 | 9,81  | 2          | 3259 | 13,12 | 4          | —      | —     | —          | —      | —     | —          |
| Costa del Sol Sí Se Puede Tic Tac (CSSPTT)              | —      | —     | —          | —    | —     | —          | 3137 | 12,63 | 3          | —      | —     | —          | —      | —     | —          |

Como otros municipios de la Costa del Sol (véase Operación Astapa, Caso Malaya, etc.), Torremolinos no ha estado libre de escándalos políticos y presuntos casos de corrupción. 
Son polémicos algunos casos, como el de la construcción del Monumento al Turista, en la rotonda de la N-340 a la entrada de la localidad o
la construcción del llamado Museo de Artes y Costumbres Populares, inmueble de más de 4000 metros cuadrados, ubicado en la céntrica plaza Picasso. 
Por otra parte, para agosto de 2017, Torremolinos se convirtió en la primera agrupación socialista de la provincia que presenta un grupo de apoyo a José Luis Ruiz Espejo como futuro candidato a la Secretaría General del PSOE de Málaga, integrado actualmente por una treintena de militantes socialistas de la localidad malagueña.
Pedro Aparicio Sánchez (PSOE) fue alcalde de Torremolinos en 1979-1988 cuando era un distrito de Málaga capital.
| Periodo   | Nombre                  | Partido | Partido                                                 |
| --------- | ----------------------- | ------- | ------------------------------------------------------- |
| 1988–1995 | Miguel Escalona Quesada |         | Partido Socialista Obrero Español de Andalucía (PSOE-A) |
| 1995–2015 | Pedro Fernández Montes  |         | Partido Popular de Andalucía (PP)                       |
| 2015–2021 | José Ortiz García       |         | Partido Socialista Obrero Español de Andalucía (PSOE-A) |
| 2021-act. | Margarita del Cid Muñoz |         | Partido Popular de Andalucía (PP)                       |

#### Evolución de la deuda viva municipal
El concepto de deuda viva contempla sólo las deudas con cajas y bancos relativas a créditos financieros, valores de renta fija y préstamos o créditos transferidos a terceros, excluyéndose, por tanto, la deuda comercial.
| Gráfica de evolución de la deuda viva del Ayuntamiento entre 2008 y 2024                               |
| |
| Deuda viva del Ayuntamiento de Torremolinos, en miles de euros, según datos del Ministerio de Hacienda |

### Consulados
Torremolinos cuenta con los consulados de los Países Bajos, Senegal y Kuwait.

### Justicia
Torremolinos es la cabeza del partido judicial número 12 de la provincia de Málaga, cuya demarcación comprende a la ciudad y al municipio de Benalmádena, atendiendo una población aproximada de 119 000 habitantes en diez juzgados: 5 de primera instancia y 5 de instrucción, en la céntrica avenida Palma de Mallorca.

### Organización territorial

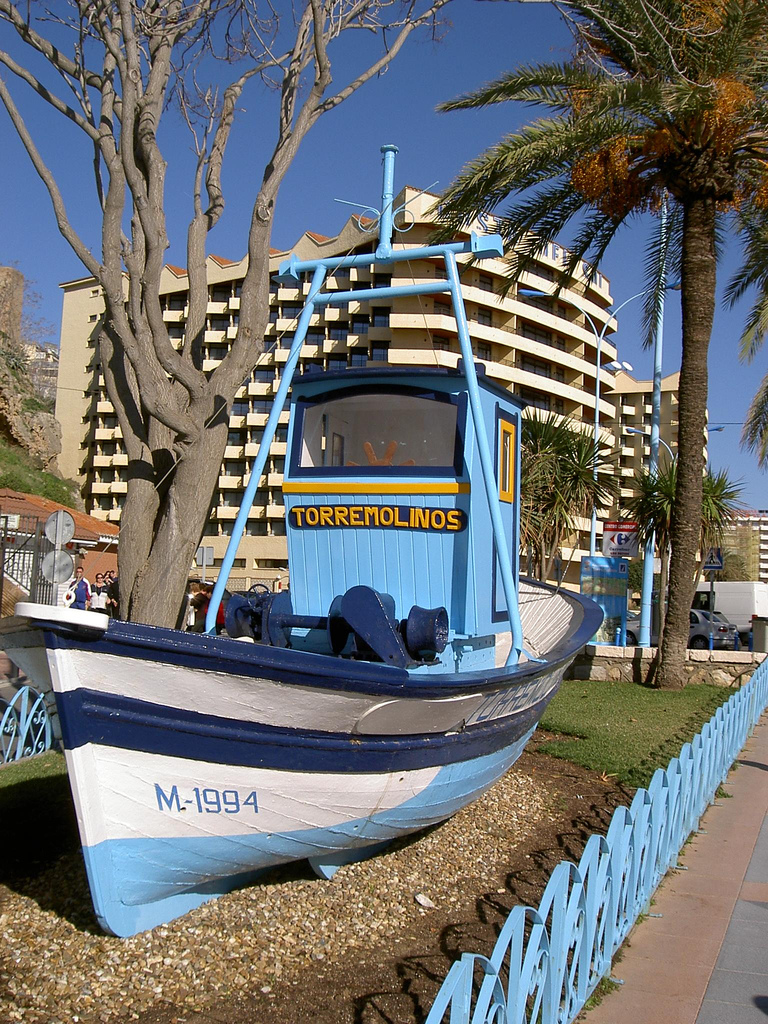
Barco de Torremolinos símbolo pesquero de La Carihuela

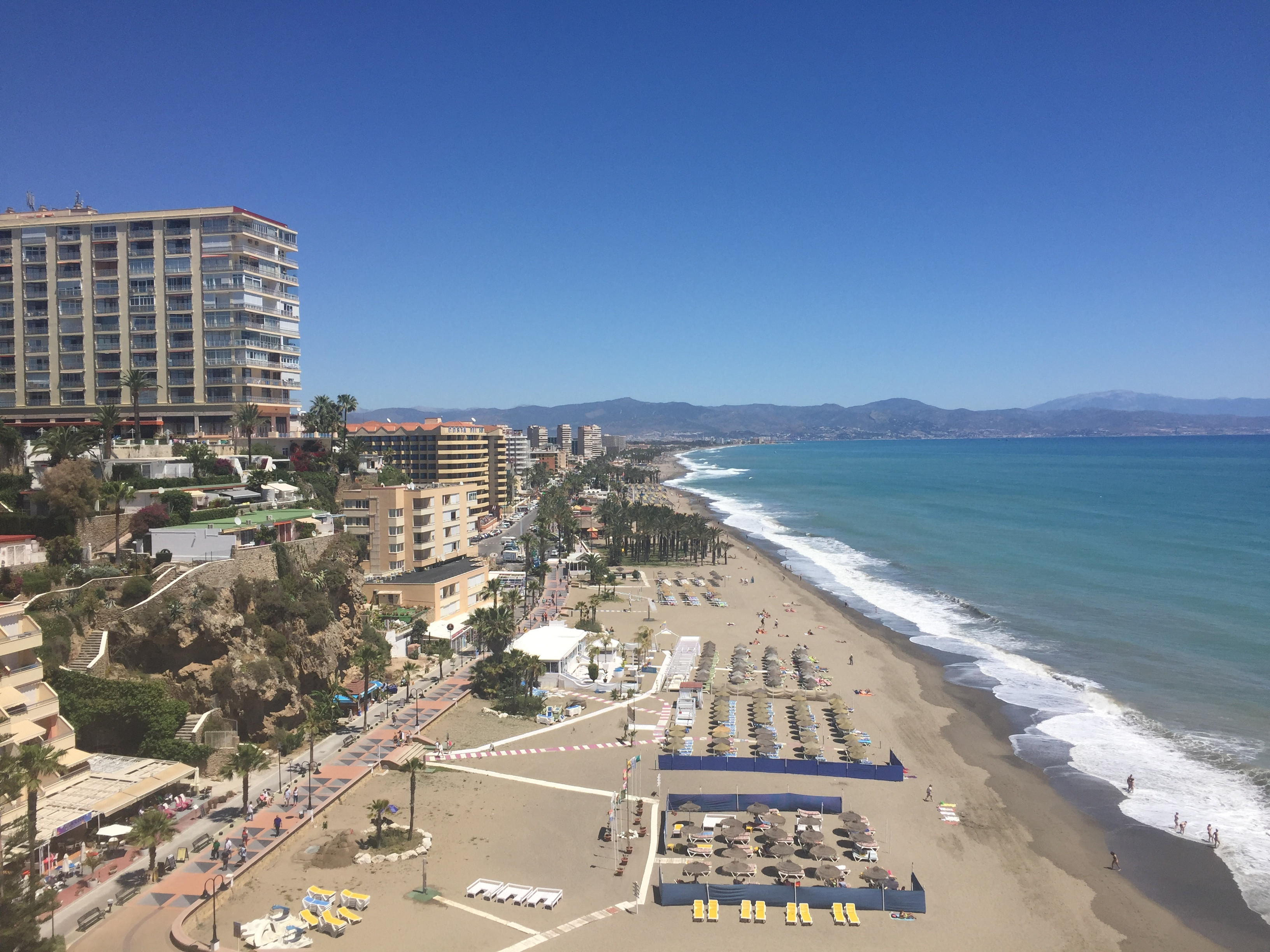
Vista de la playa de El Bajondillo

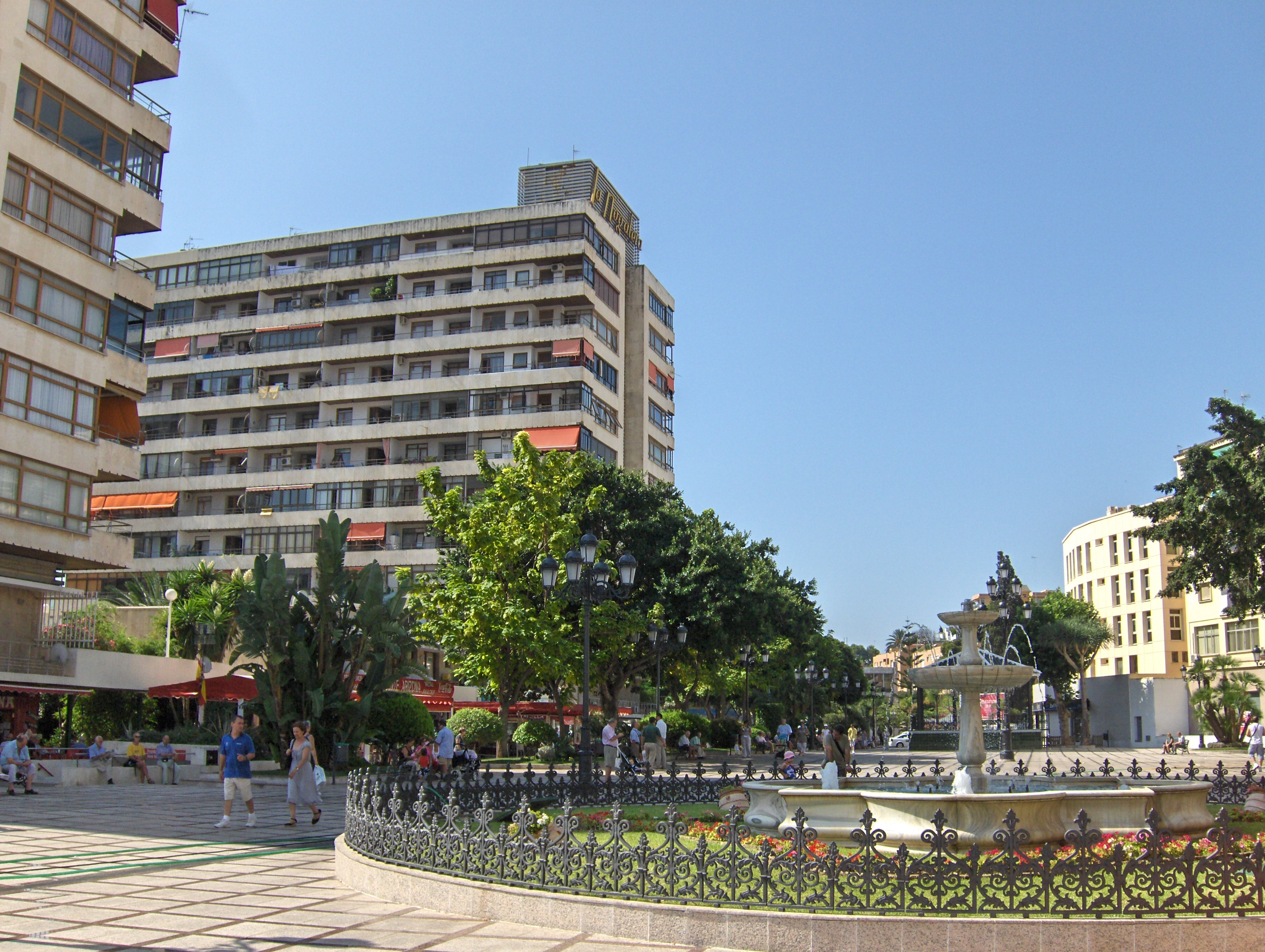
Vista de plaza de La Nogalera

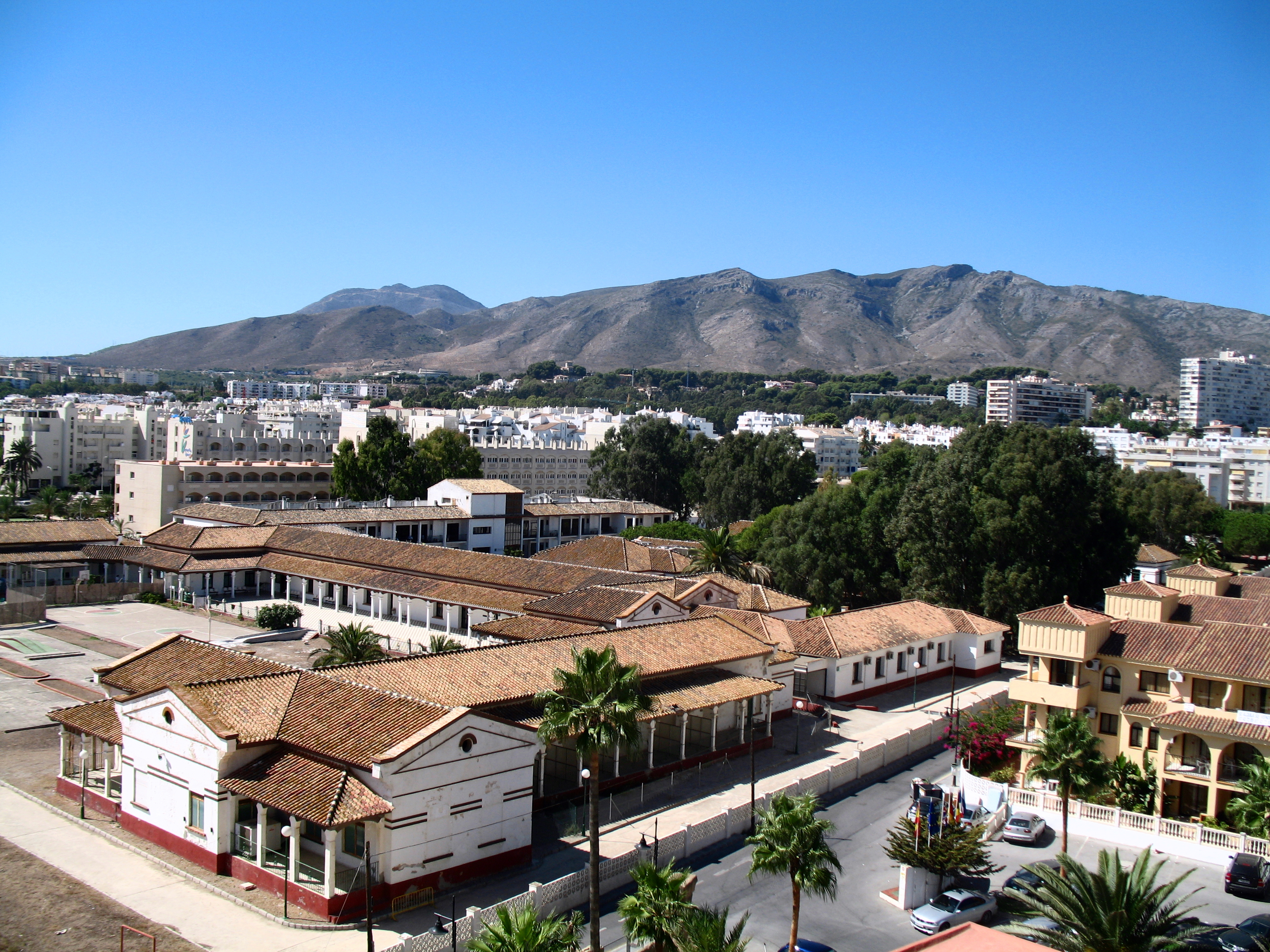
Vista del Hospital Marítimo de Torremolinos

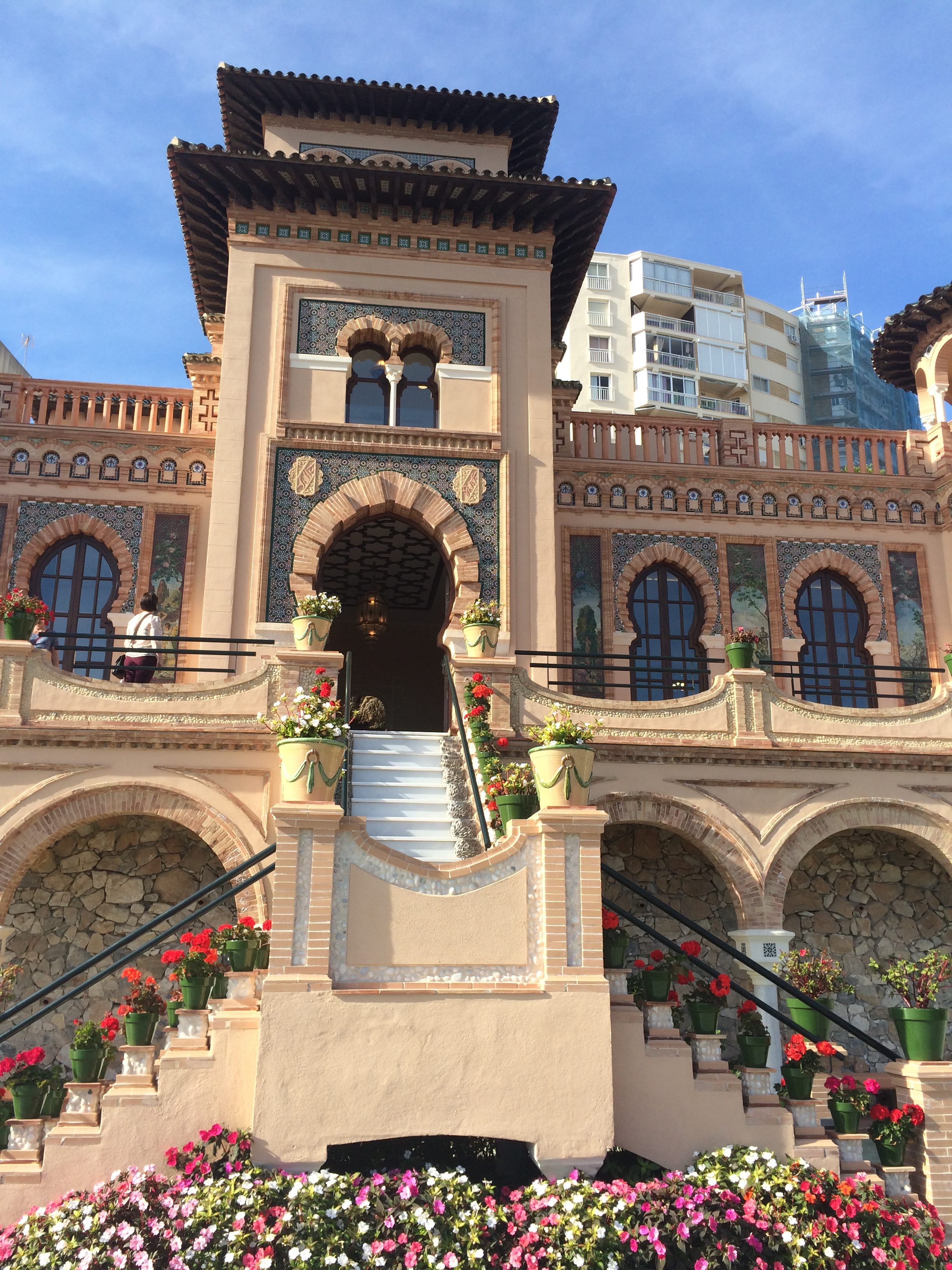
La Casa de los Navajas, gran exponente de la arquitectura neomudéjar de principios del

Torremolinos está formado, como mínimo, por 44 poblaciones:
1. Altos del Olivar[69]
2. Altos del Toril[69]
3. Aquapark[69]
4. Área de Servicio[68]
5. Área de Servicio Arroyo de La Miel[68]
6. Benyamina[69]
7. Calle del Fresno[68]
8. Cantarranas[69]
9. Cañada de los Cardos[69]
10. Casa Alba[68]
11. Casa de la Cizaña[68]
12. Cerro del Toril[69]
13. Cortijo de los Brocates o Cortijo Los Brocates[68][69]
14. Cortijo Tula 2[68]
15. Coto de Rosas[69]
16. El Bajondillo[69]
17. El Calvario[69]
18. Centro (el)[70]
19. El Olivar[69]
20. El Paraíso[69]
21. El Pinar[69]
22. El Pinillo[69]
23. El Saltillo[69]
24. Eurosol[69]
25. Jardines de El Pinillo[69]
26. La Carihuela[69]
27. La Colina[69]
28. La Colina (Zona Productiva)[68]
29. La Leala[69]
30. Las Estrellas[69]
31. Litosa[68]
32. Los Álamos[69]
33. Los Tres Caballeros[69]
34. Los Nidos[69]
35. Los Palacios[69]
36. Los Pinillos (parque empresarial)[69]
37. Monte Real[69]
38. Montemar[69]
39. Pinillo Norte[69]
40. Pinillo Sur[69]
41. Playamar[69]
42. Recinto ferial[69]
43. Senda del Pilar[68][69]
44. Torremolinos[68]

Los barrios tradicionales de Torremolinos son el Centro, la zona del Bajondillo, El Calvario y La Carihuela, que además de ser los más antiguos, están considerados los barrios con más solera del municipio. Ya en el siglo XX, a partir de la década de los 50, Torremolinos al igual que toda la Costa del Sol, experimentó un espectacular crecimiento demográfico y urbanístico motivado por el auge del turismo internacional, dando lugar al surgimiento de otros núcleos que fueron adquiriendo notoria importancia como Los Álamos, La Colina, El Pinillo o Montemar.
Los barrios de Torremolinos de oeste a este son:
- Los Álamos. Se trata del núcleo poblacional más al oeste de la ciudad, y limita con el barrio de Guadalmar que pertenece a Málaga capital, al este. En las últimas décadas ha ido adquiriendo gran popularidad gracias a sus numerosos chiringuitos que han ido evolucionado hacia el concepto de ‘beach clubs’, una seductora combinación de cócteles y comida ligera entre tumbonas, camas balinesas y música en directo, principalmente electrónica. Estos han dejado de funcionar como discotecas abiertas hasta del amanecer debido a las recientes restricciones horarias impuestas por el Ayuntamiento ante las quejas de los vecinos por la música.[72] Debido al carácter festivo de la zona se celebra todos los años en la playa de Los Álamos, el festival de música electrónica Los Álamos Beach Festival, al que acuden DJ's de la talla de como Martin Garrix, para 2017, celebraron su tercera edición, reuniendo alrededor de sesenta mil espectadores provenientes de toda España y el extranjero.[73] La zona cuenta con muchos hoteles como el Hotel Puente Real o el Parador del Club de Golf, que pertenece a la capital malagueña.[74]

- La Colina. Este barrio se halla sobre una colina en la zona este de Torremolinos entre Los Álamos y El Pinar. Surgió a raíz de la expansión que experimentó el municipio malagueño durante el boom urbanístico de los años 60 y 70. El barrio alberga la torre La Colina, que se ha convertido en un símbolo de la época del desarrollismo de los años 60, además se trata el edificio más alto de Torremolinos, y cuenta con 47 metros de altura y 15 plantas. El barrio en su conjunto, es una zona residencial muy bien comunicada, ya que cuenta con una estación de cercanías y acceso directo a la N-340 donde se encuentran varias hoteles.[75]

- El Pinar. Esta barrio se halla al noreste de Torremolinos lindando con límites de Churriana. Es una zona eminentemente residencial sin muchos atractivos especiales, aunque con una destacable vegetación. En la zona se encuentra el Palacio de Congresos y Exposiciones de la Costa del Sol y varios hoteles.[76]

- Playamar. La zona de Playamar sigue a la playa del Bajondillo y su vez linda con Los Álamos donde los límites son difusos.[77] Al igual que La Colina, Playamar se levantó durante los años 70, en ella se encuentran las conocidas Torres de Playamar. Se levantaron en dos fases veintiuna torres de quince plantas cada una, en total 945 apartamentos, con una concentración de la edificabilidad encaminada a liberar el espacio ajardinado que recuerda a los rascacielos de las propuestas utópicas de Le Corbusier con elementos verticales en el paisaje, encaminado a la liberación del plano del suelo. A pesar de haber obtenido la Placa de Oro al Mérito Turístico en 1969, el conjunto fue muy polémico en su época debido a su gran altura. En la actualidad es un hito imprescindible en la comprensión del fenómeno turístico de la Costa del Sol.[78] En el paseo marítimo se encuentran al igual que en las demás zonas del municipio varios chiringuitos y merenderos que ofrecen su oferta estrella, el espeto. En la misma zona se encuentra el Hospital Marítimo de Torremolinos.

- El Bajondillo. Es uno de los barrios más típicos de Torremolinos, aquí se encuentra la playa de El Bajondillo, que destaca por su amplitud y se encuentra enclava entre la playa de Playamar y la punta de Torremolinoss. Esta playa, la más céntrica del municipio costasoleño, comunica con La Carihuela a través de un singular saliente rocoso en cuya cúspide se levanta el Castillo de Santa Clara, hoy ornamentado con bellos jardines y plantas. Además de que esta zona se localiza una cantidad de los hoteles del municipio, también es destacable su amplia oferta hostelera, que permite al visitante degustar un buen aperitivo o un almuerzo en cualquiera de sus numerosos restaurantes,[79] en los últimos años se ha convertido en una de las playas más gay-friendly de la costa española. En esta misma zona se encuentra la Casa de los Navajas que data de 1925 y que destaca por su estilo mudéjar. Otros dos elementos distintivos son el barquito de pescadores en la plaza de las Comunidades Autónomas y la oficina de turismo.[80]

- El Centro. El centro de Torremolinos se halla como su nombre indica en la zona central de la ciudad un poco alejado de la playa, limita al norte y oeste con el barrio del Calvario y al sur con El Bajondillo y al este con la zona de Playamar. En él se hallan gran parte de las calles importantes del municipio como la conocidísima calle San Miguel con la cuesta del Tajo que comunica con El Bajondillo o la avenida Isabel Manoja. Además alberga una gran cantidad de plazas importantes como la plaza de la Independencia, la plaza Costa del Sol o la plaza de La Nogalera, en esta última se encuentra el conjunto urbanístico de La Nogalera, que se ha valido el nombre de «la Chueca de Torremolinos», debido a la amplia oferta de locales enfocados al público LGTB que se encuentran. El Centro en su conjunto es una de las zonas más visitadas del municipio y cuenta con una gran cantidad de servicios y diversión nocturna.[70]

- El Calvario. Este es junto al centro los barrios más antiguos de la ciudad y se halla al noroeste del centro a partir de la avenida de Isabel Manoja. Dado que no ha soportado las influencias turísticas tanto como los barrios de la playa, tiene aún el estilo de pueblo tradicional de Torremolinos. Entre los atractivos a ver encontramos la plaza de plaza Blas Infante, en honor a la independencia autonómica andaluza donde hallamos el edificio del ayuntamiento y la policía local. Otro punto de interés es la fuente de los Manantiales que hay en el cruce de las calle Europa y Fernando de Prados que tiene agua del manantial.[81]

- La Carihuela. El barrio de La Carihuela, se sitúa a orillas de una de las playas más famosas y con mejores servicios de Málaga y la Costa del Sol, la playa de La Carihuela. En este barrio que antiguamente fue donde estaban las casas de los pescadores, además de la playa podemos destacar su magnífico paseo marítimo en el que podemos encontrar monumentos como el Monumento al Pescador en la plaza de El Remo, los famosos hoteles de los años 50 como Tropicana o Pez Espada. Presenta una gran oferta gastronómica debido a sus orígenes pesqueros y hotelera. Limita con la punta de Torremolinos y con Puerto Marina, que ya pertenece a Benalmádena, a través el paseo Marítimo. Mención especial merece las fiestas de la Virgen del Carmen que se celebran en torno a julio.[82]

- Montemar. Se trata de un barrio residencial entremezclado con La Carihuela y en su parte alta contiene el parque de la Batería. Está compuesto por villas y mansiones construidas durante los años 1940, 1950 y 1960 principalmente. En este barrio se situó uno de los primeros establecimientos hoteleros de la ciudad, el Parador de Montemar, y pronto se convirtió en el lugar de residencia o veraneo de diversos personajes famosos. Por este motivo, Montemar figura en varias novelas de escritores como James A. Michener, Juan Goytisolo, William Peter McGivern, Sánchez Dragó o Antonio Pereira.[83]

- El Pinillo. El Pinillo es un barrio residencial que queda en la parte norte de la ciudad limitando con Benalmádena y al sur con La Carihuela. Se trata de la zona de expansión más reciente de Torremolinos. También se halla un parque empresarial.[84]

## Patrimonio

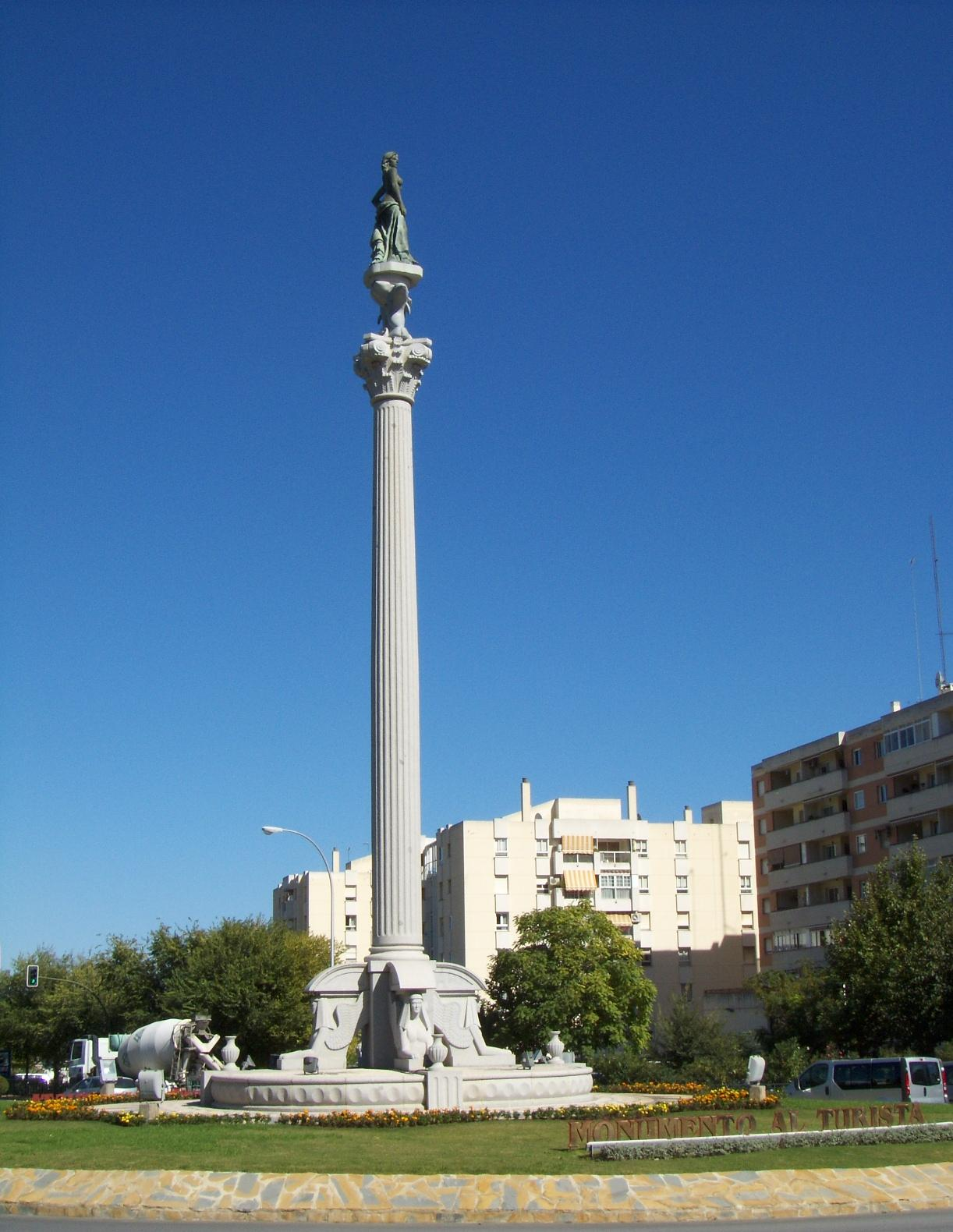
Monumento al Turista, situado en la rotonda de la N-340 que da acceso a la localidad malagueña

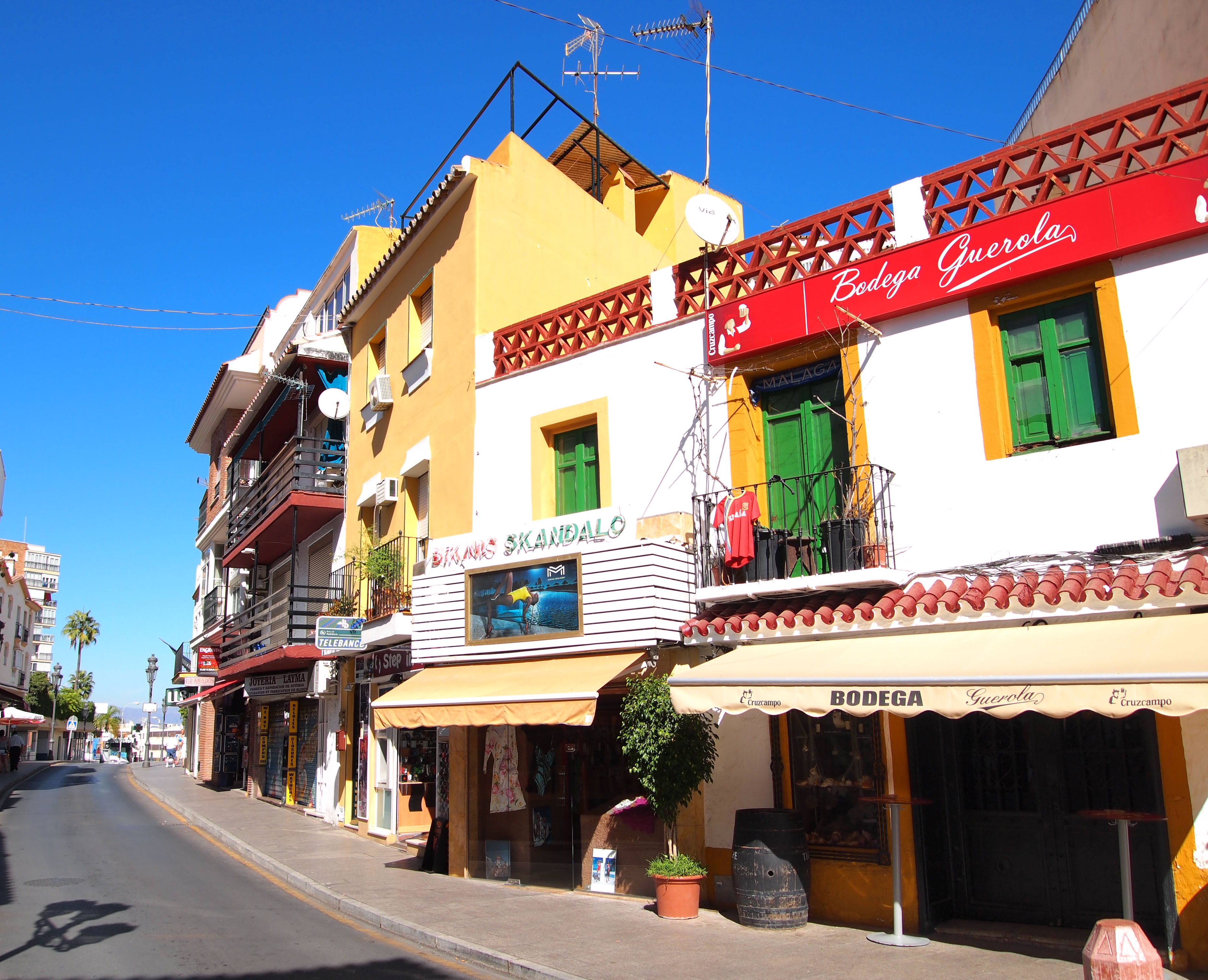
Una de las características de Torremolinos es la combinación de la arquitectura tradicional con la moderna

La calle comercial por excelencia es la calle San Miguel, situada en el casco antiguo. Al final de esta calle se encuentra la Torre Molinos o Torre de Pimentel y no muy lejos el Castillo del Inglés o de Santa Clara. Entre los edificios notables destacan la Casa de María Barrabino, que fue construida en el siglo XIX, refleja los gustos de la burguesía decimonónica malagueña, el Hotel Pez Espada, exponente del llamado estilo de relax, y el centro cultural Pablo Ruiz Picasso, también conocido como colegio de huérfanos de ferroviarios, que fue concluido en 1935, por el arquitecto Francisco Alonso Martos, siguiendo los ideales progresistas imperantes durante la Segunda República, estos dos últimos edificios nombrados están declarados Bien de Interés Cultural (BIC) desde 2006 y 1990 respectivamente. Otros edificios de interés son la Casa de los Navajas, de estilo neomudéjar, y la iglesia de San Miguel, así como el Palacio de Congresos y Exposiciones de la Costa del Sol y el auditorio municipal Príncipe de Asturias, donde se celebran los mayores eventos de la ciudad.

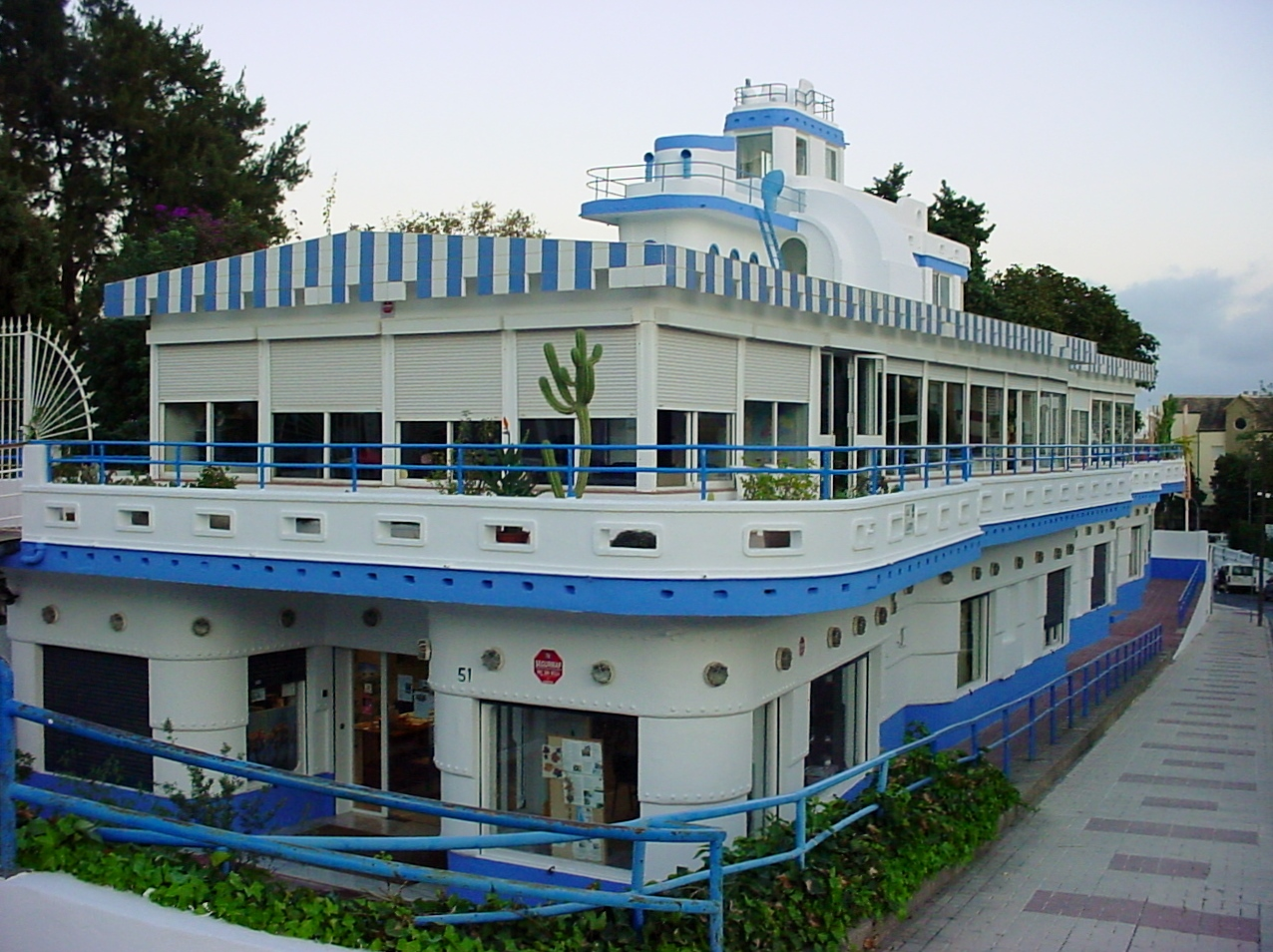
El Bazar Aladino (1953) del arquitecto Fernando Morilla

Aunque el desarrollo urbanístico de Torremolinos estuvo caracterizado durante mucho tiempo por el crecimiento desordenado y especulativo de la costa española de la segunda mitad del siglo XX, ha sido cuestionado en bloque, aunque posteriormente un análisis más sosegado permite apreciar que no todo en este desarrollo urbano fue negativo. Algunos de sus edificios constituyen excelentes muestras de la arquitectura del Movimiento Moderno y el art déco, como el Bazar Aladino, un edificio que simula el aspecto de un barco, también un ejemplo de la denominada «arquitectura del relax».
La arquitectura de Torremolinos se divide en dos bloques. El primero es el de aquellos edificios residenciales anteriores al auge turístico: villas de recreo de los años veinte y treinta del pasado siglo, como las ya nombradas, Casa de los Navajas, Casa de María Barrabino, también la de Santa Teresa, Huerta del Rincón, y muchas otras demolidas como San Antonio. A los que se sumarían aquellos primeros hoteles que imitaban la arquitectura tradicional andaluza, hoy desaparecidos o muy transformados. El arquitecto Luis Gutiérrez Soto construyó además dos búngalos en La Carihuela, Malibú para la familia Sonchen, y El Arrecife para la familia Ynzenga Byrd.

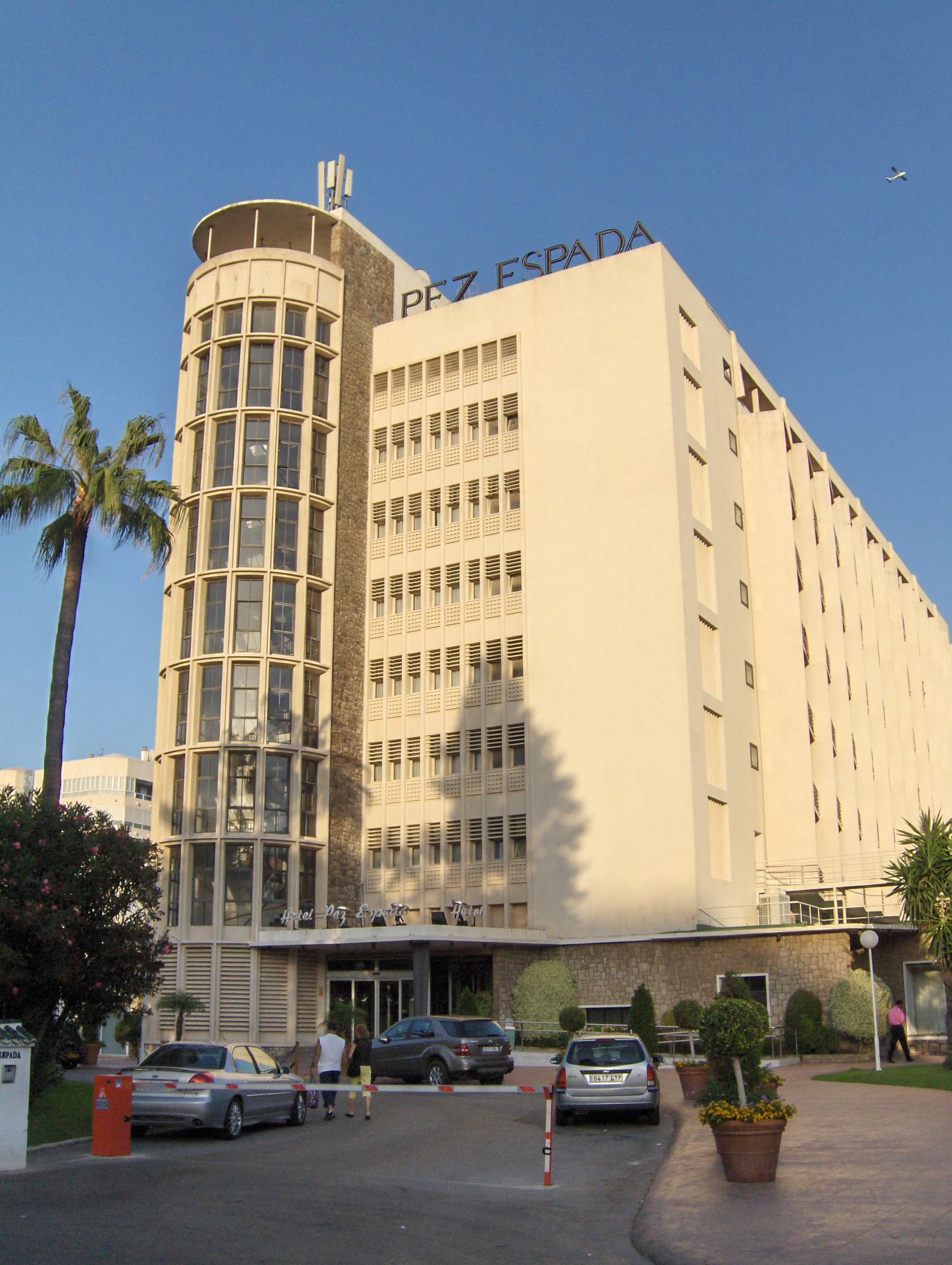
Hotel Pez Espada (1959) de Juan Jáuregui Briales y Manuel Muñoz Monasterio

Una segunda etapa, propiciada por el desarrollo turístico fue de una arquitectura innovadora, que acabó desembocando en los altos edificios del desarrollismo. Asimismo la fisionomía de Torremolinos durante las décadas 1950, 1960 y 1970, se inspiró en los trazados urbanísticos de las ciudades turísticas de Florida, como Miami, El Caribe o La Habana. Este desarrollo urbanístico situó a Torremolinos a la cabeza del vanguardismo entre las ciudades españolas, además de dotarla de una personalidad propia y diferenciada.
Los hoteles son las construcciones mejor conservadas, al menos sus fachadas, y en ellos se aprecia el estilo internacional que caracterizó a Torremolinos. Los edificios de viviendas, por el contrario, padecen la colocación de cierres de aluminio, tendederos y otros antiestéticos añadidos exteriores. Se hace imprescindible otorgar un grado de protección a las construcciones más destacadas, aprobando unas normas estilísticas obligatorias para toda actuación y reforma en sus fachadas, uniformar los cierres de sus terrazas y recuperar la imagen original de sus locales, como ejemplo, el excelente conjunto La Nogalera, obra de Antonio Lamela Martínez, construido en 1963, que supuso el paradigma del lujo en pleno centro de Torremolinos, y que fue inaugurado por el mismísimo ministro de Información y Turismo, Manuel Fraga Iribarne en 1966.
Otras construcciones destacables son el Hotel Carihuela Palace (1960), de Manuel Jaén; el Hotel Pez Espada (1959) de Juan Jáuregui Briales y Manuel Muñoz Monasterio; el conjunto Eurosol (1963), de Rafael de la Hoz y Gerardo Olivares; la urbanización Playamar (1963), también de Antonio Lamela y cuya construcción fue polémica por la altura de sus torres; la urbanización La Cascada, del arquitecto sueco Hemnes Klingsbo; el Hotel Cervantes (1970), de Fernando Rodríguez y Ricardo Álvarez de Toledo; las Tres Torres (1971) situadas en la avenida de los Manantiales, de Luis Alfonso Pagán, inspiradas en las Torres Blancas madrileñas de Sáenz de Oiza; el edificio Castillo de Santa Clara (1971), de José Mª Santos Rein; el centro comercial Entreplazas y el conjunto de Pueblo Blanco de arquitectura típica de pueblo andaluz (1975). Otro edificio destacado de La Carihuela es el Hotel Miami, palacete diseñado y decorado por Manuel Blascos en 1950.
También son de interés arquitectónico las numerosas y elegantes villas de la zona de Montemar, construidas en los años 40, 50 y 60.

### Lugares de culto

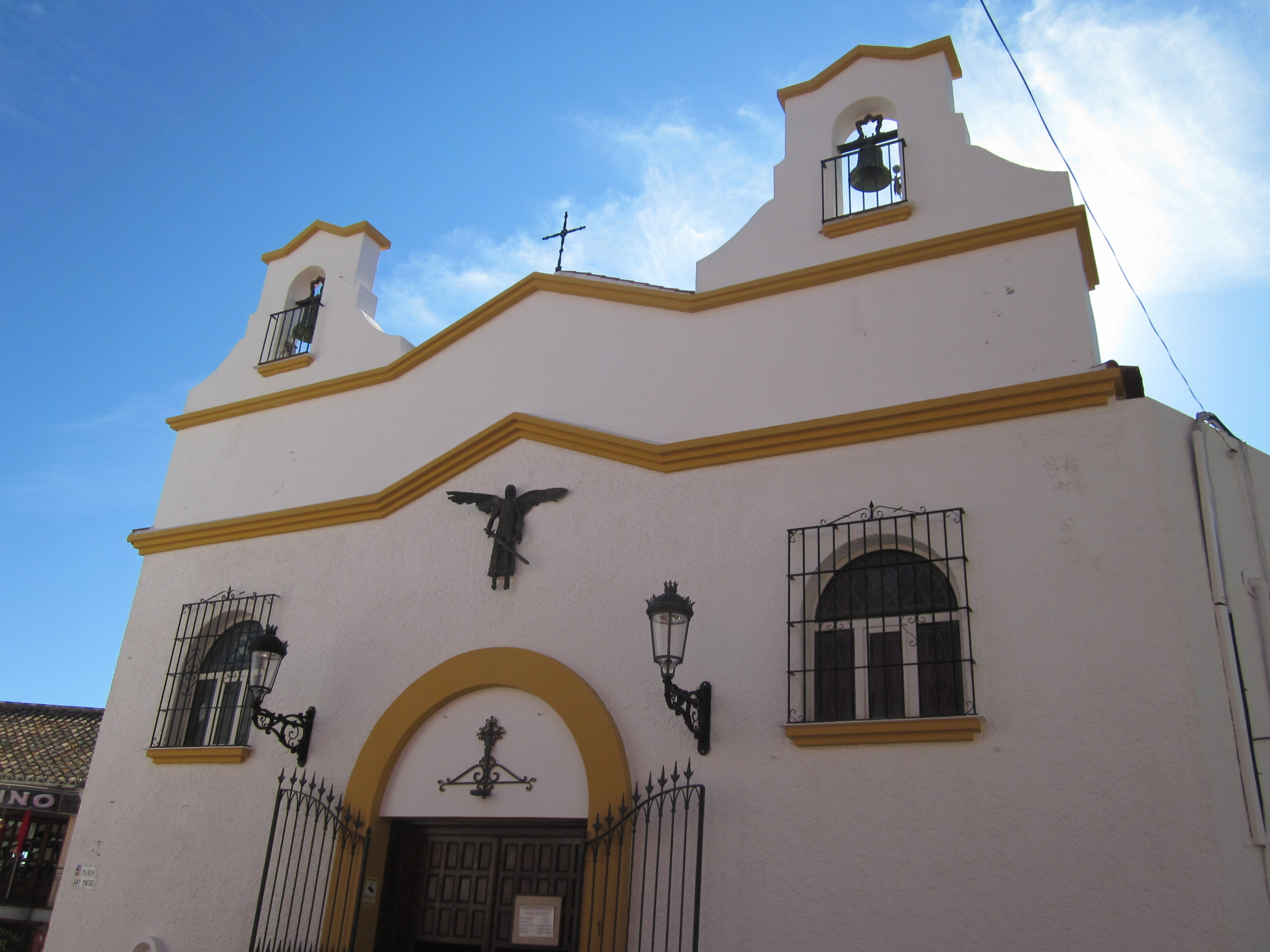
La iglesia de San Miguel, situada en el centro, es el templo más antiguo del municipio

Torremolinos cuenta con siete templos de culto católico, de los cuales el más antiguo es la iglesia de San Miguel, construida en 1718 y ampliamente reformada en 1896. Está situada en la plaza de los Santos Arcángeles, siendo este su antiguo nombre. La iglesia de la Virgen del Carmen alberga la imagen de la patrona de Torremolinos y fue levantada en 1979 sobre la antigua capilla del Carmen de La Carihuela. Más recientes son la iglesia Madre del Buen Consejo, de 1974; la iglesia de Cristo Resucitado, construida en 1981 en El Calvario; la iglesia Madre de la Iglesia, en El Pinillo, de 1992; y la iglesia Santa María del Mar, en Playamar, de 2003.
A estas iglesias se suman la capilla del Sanatorio Marítimo, edificada en 1929, y la ermita de San Miguel de la zona de los Pinares de los Manantiales.

## Servicios

### Transporte

Mapa de los transportes públicos de Torremolinos y Benalmádena

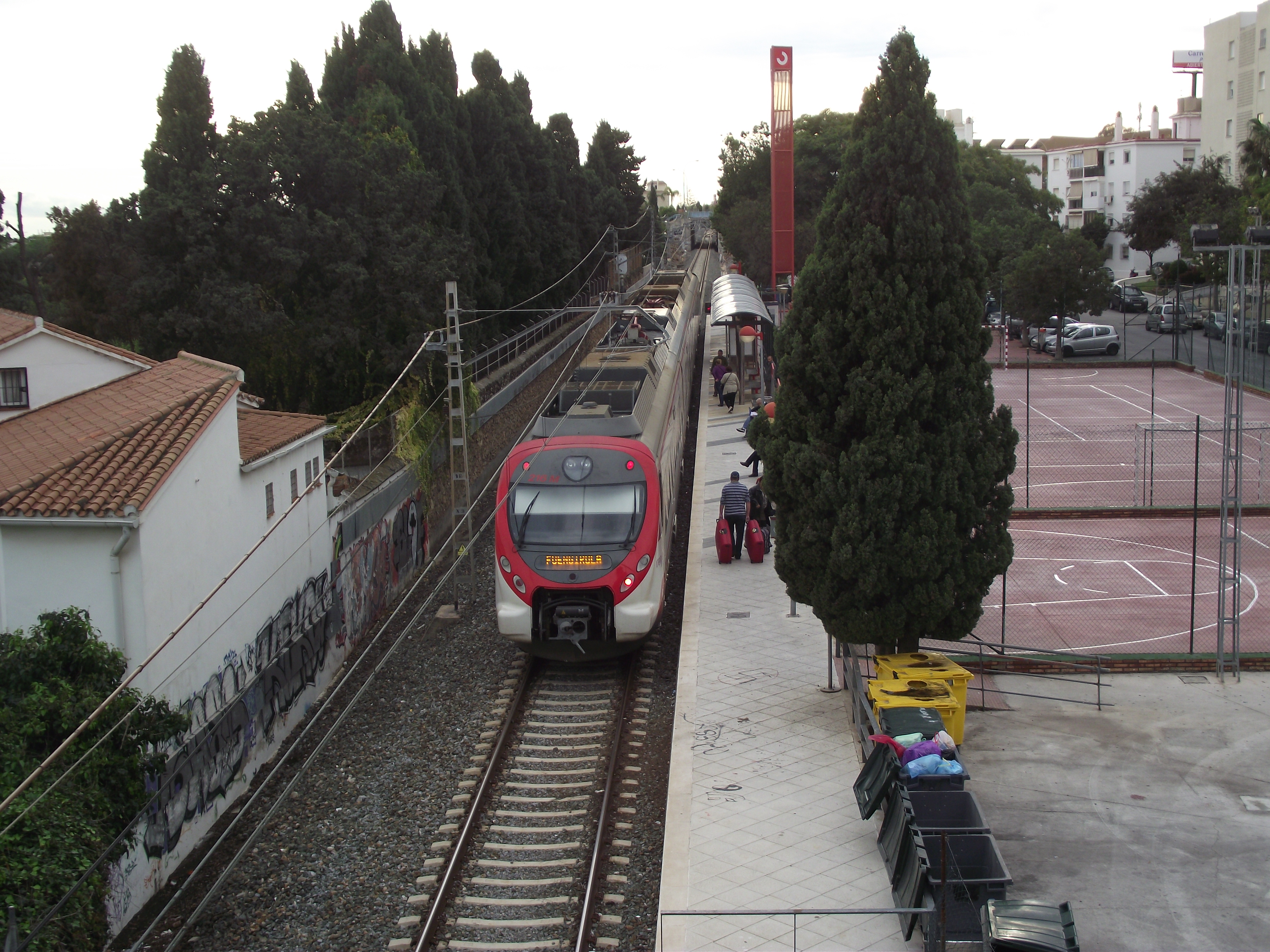
En Torremolinos se encuentran cinco estaciones del tren de Cercanías Málaga

El municipio está atravesado transversalmente por la autovía del Mediterráneo y la N-340, que lo comunican con otros puntos de la costa mediterránea y con el interior. Respecto al transporte público, en Torremolinos se encuentran cinco estaciones de la línea C-1 del Cercanías Málaga: Torremolinos, Montemar Alto, La Colina, El Pinillo y Los Álamos, que conectan el municipio con Fuengirola, Benalmádena y Málaga, así como con el aeropuerto de Málaga-Costa del Sol y otros municipios del interior del área metropolitana de Málaga.
Torremolinos no estaba integrado en el Consorcio de Transporte Metropolitano del Área de Málaga, por lo que dentro de su término municipal no se podía adquirir ni recargar La Tarjeta de Transporte, lo que obligaba a sus ciudadanos a desplazarse a otras localidades aledañas para poder adquirirlo. Además, tampoco se podía usar la tarjeta única del consorcio en autobuses urbanos, por lo que transbordar de líneas metropolitanas a líneas urbanas no tenía descuento, encontrándose los torremolinenses en clara desventaja respecto ciudadanos de otros municipios vecinos que sí contaban con descuento al hacer uso de la tarjeta al transbordar a líneas urbanas. 
Sin embargo, tras años de protestas vecinales, el 20 de septiembre de 2017, el ayuntamiento, anunciaba la integración de Torremolinos como socio de pleno derecho número 13 del Consorcio de Transporte Metropolitano del Área de Málaga, después de que el Consejo de Administración de este organismo hubiera aprobado por unanimidad la entrada del municipio en la institución. La toma de esta decisión supuso el cumplimiento de uno de los grandes reclamos de los vecinos del municipio. El mismo alcalde, José Ortiz, y el delegado del Gobierno andaluz en Málaga, José Luis Ruiz Espejo, comunicaron que a partir de este momento los más de 67 000 vecinos de Torremolinos ya pueden disponer de todas las ventajas que tienen los municipios socios de pleno derecho. Con la reciente incorporación de Rincón de la Victoria y Torremolinos al Consorcio de Transporte Metropolitano del Área de Málaga (CTMAM) hace que ascienda a 921 000 las personas que se beneficiaran de esta red.
Las dos líneas de autobuses urbanos existentes están gestionadas también por la empresa Portillo, que opera bajo el nombre de Urbanos de Torremolinos, y conectan el centro de la ciudad con Aloha (L1) y Playamar (L2).
| Línea | Trayecto                | Primer autobús                                   | Último autobús           |
| ----- | ----------------------- | ------------------------------------------------ | ------------------------ |
| L1    | Torremolinos - Aloha    | 8:05 ida / 8:10 vuelta (8:40 sábados y festivos) | 22:00 ida / 22:35 vuelta |
| L2    | Torremolinos - Playamar | 9:00 ida / 9:20 vuelta                           | 21:00 ida / 21:20 vuelta |

## Cultura

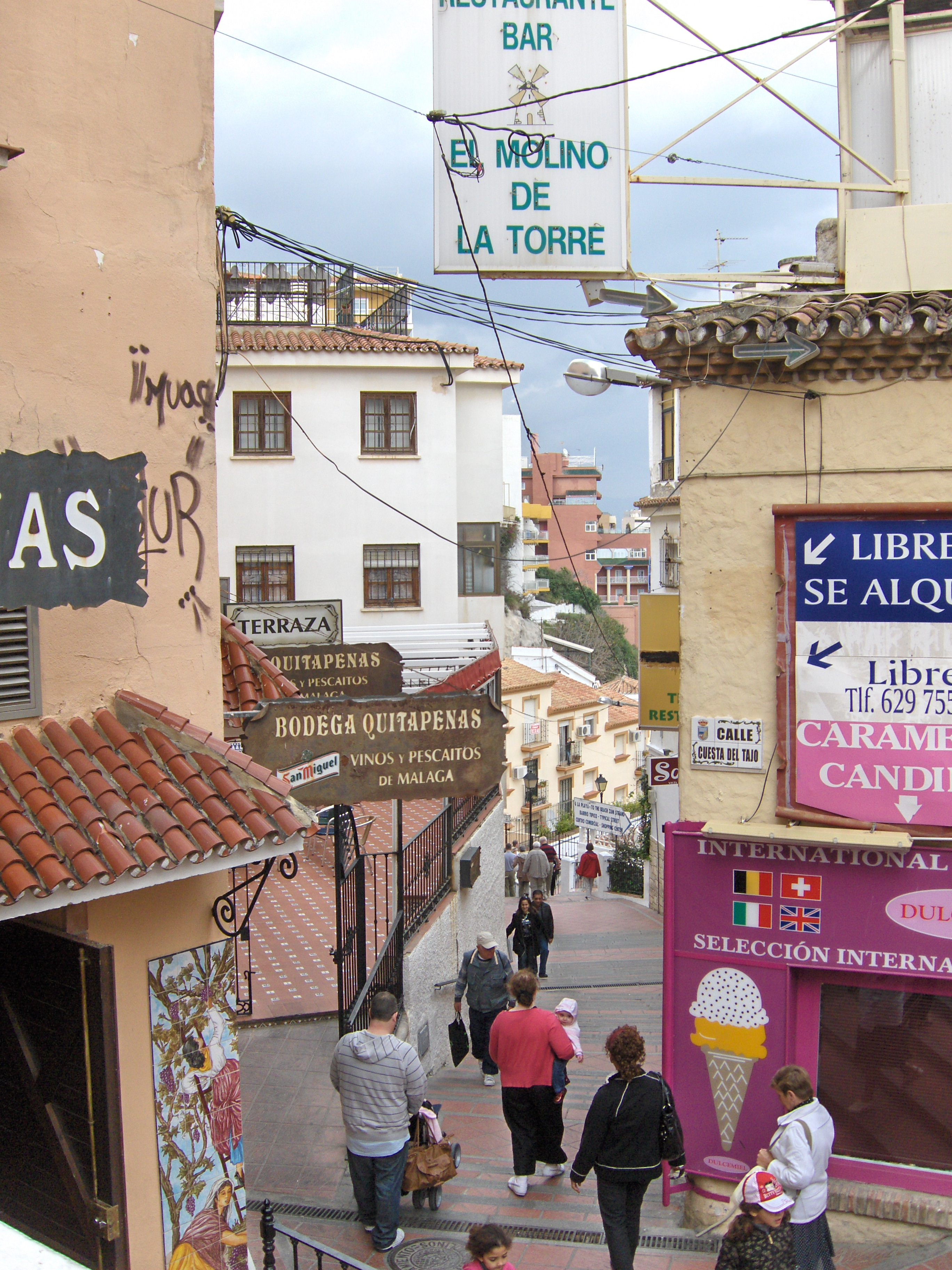
Los establecimientos de gastronomía local e internacional son numerosos en el casco antiguo

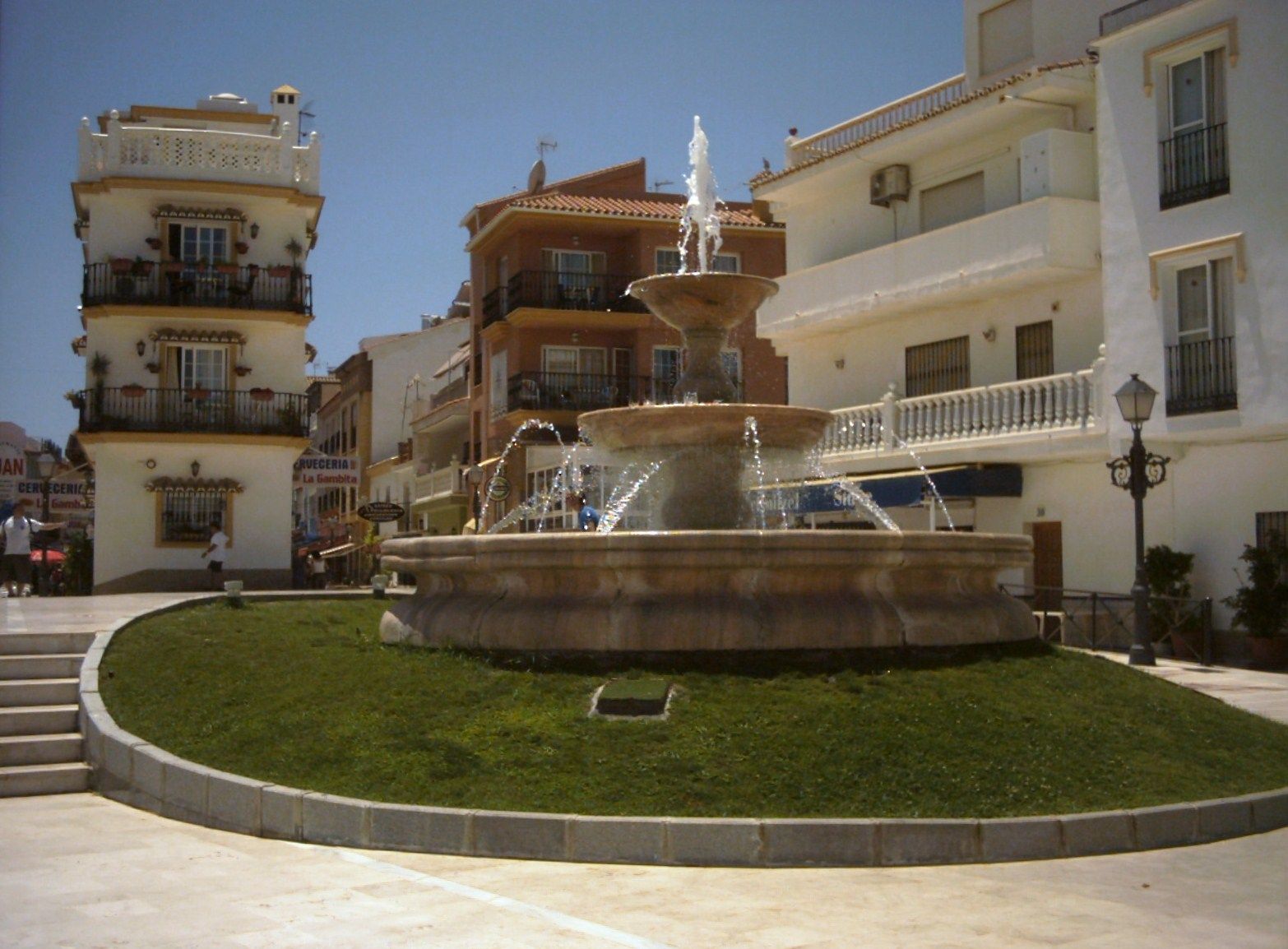
La plaza Chiriva, situada en el centro de La Carihuela, alberga un gran número de actividades culturales

Torremolinos cuenta con dos bibliotecas públicas y una casa de la cultura, donde se organizan talleres culturales, exposiciones y espectáculos.
El Museo del Tatuaje El Templo está dedicado al arte de decorar la piel y es el primer museo del tatuaje en España. La colección está compuesta por utensilios, láminas de famosos tatuadores del mundo, patrones, esquemas y más de 100 000 dibujos. El Museo del Cine fue inaugurado en 2006 y cuenta con una colección de objetos cinematográficos.

### Arte urbano

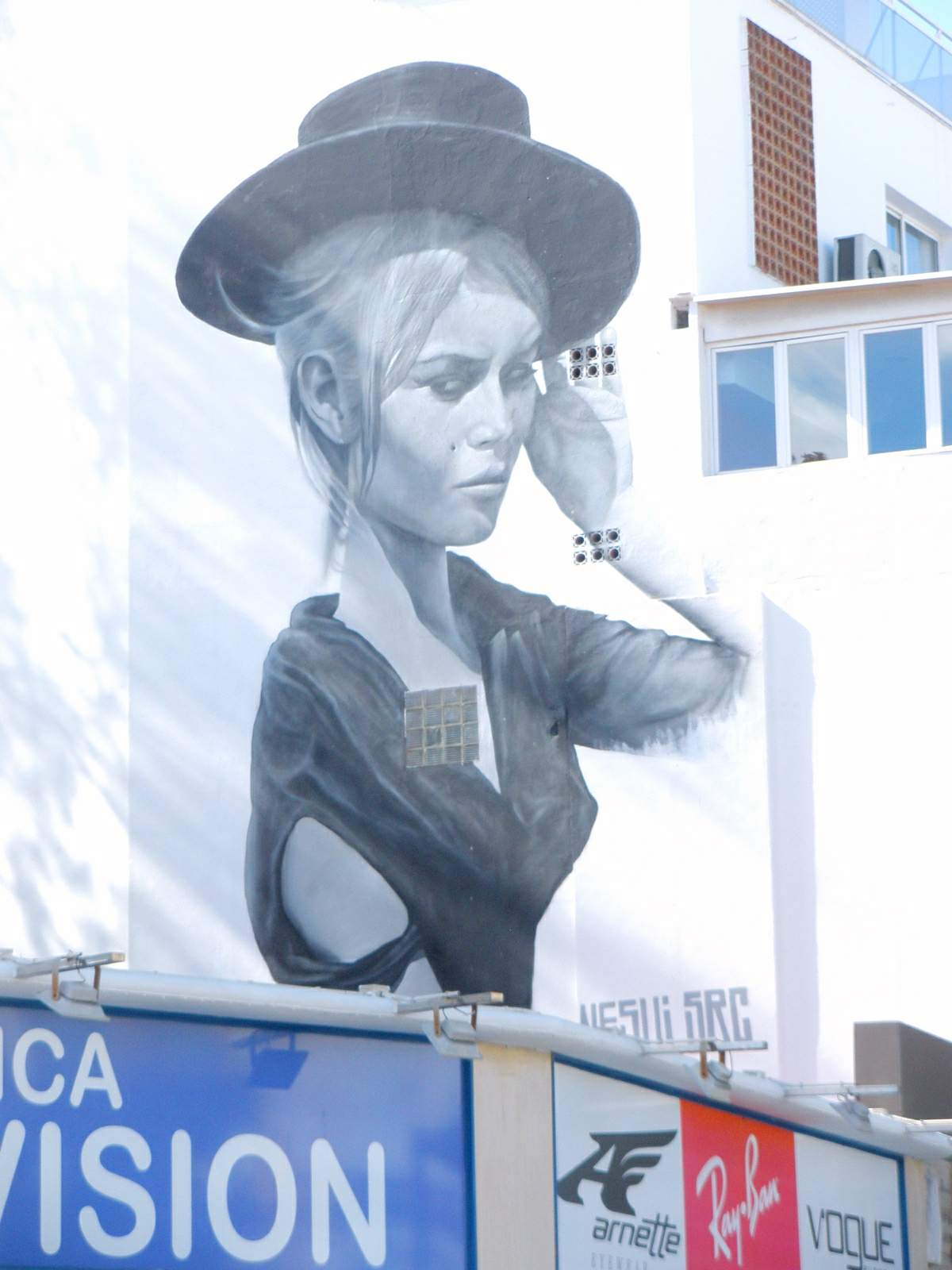
Mural de Brigitte Bardot

El Ayuntamiento ha estado trabajando por hacer de la historia un valor y atractivo no solo turístico, también artístico y cultural, que narre el papel determinante que jugó esta localidad en el siglo XX, sobre todo en el aperturismo social tan importante durante la dictadura, tomando como referencia las figuras icónicas que han puesto sus pies en la localidad que es capital de la Costa del Sol. 
De esta forma, el Ayuntamiento de Torremolinos a través del arte urbano, pretende mostrar su historia contemporánea, aquella que la convirtió en la meca de artistas de Hollywood, estrellas del pop y del rock, poetisas, literatos o pintores. Además del mural de Frank Sinatra y el dedicado a Brigitte Bardot –otro de los íconos que visitaron Torremolinos-, obra que lleva la firma del gallego Nesui, se les une a la ruta los de Salvador Dalí, Picasso o los actores Spike Lee, Anthony Hopkins, Samuel L Jackson o Laurence Fishburne.
Con el arte en la calle y, promocionando el trabajo de grafiteros, Torremolinos busca ser ciudad de referencia en los circuitos internacionales de arte urbano, como ya lo son Melbourne, Los Ángeles, Río de Janeiro, Berlín o Barcelona.

### Educación
Torremolinos cuenta con una extensa red de centros educativos, tanto de ámbito privado como público. Según el censo de 2009, cuenta con un total de 29 centros, atendiendo a las distintas necesidades educativas del siguiente modo, 18 centros con educación infantil, 12 con educación primaria, 9 con educación secundaria, 2 con bachillerato, 4 con formación profesional, 9 con educación especial, 2 centros para adultos y dos escuelas de música.

### Fiestas y eventos culturales
Se celebran anualmente las fiestas tradicionales de carácter religioso o pagano del carnaval, la Semana Santa, las cruces de mayo, la noche de San Juan, ferias y romerías. La feria de San Miguel es la fiesta mayor del pueblo y tiene lugar en septiembre. Durante la semana que dura la feria, diversos artistas musicales acuden al auditorio municipal Príncipe de Asturias. Además tienen lugar otras ferias menores como la feria del Carmen y la feria de San Juan, que se celebran en julio y junio respectivamente.
Por otro lado, también se organizan una serie de fiestas temáticas a lo largo de todo el año. En febrero tienen lugar competiciones de baile para mayores de 50 años, conocidas como la Muestra de Baile de Torremolinos –MueBT-, y que es la alternativa al tradicional festival de Baile Retro, donde se baila tango, vals, pasodoble, salsa, rock and roll, etc. En abril se celebra el Día de la bicicleta y el patín y en septiembre el Día del turista. Las fiestas gastronómicas corresponden al Día del pescaíto y el Día de la berza, donde se recaudan fondos con fines benéficos.

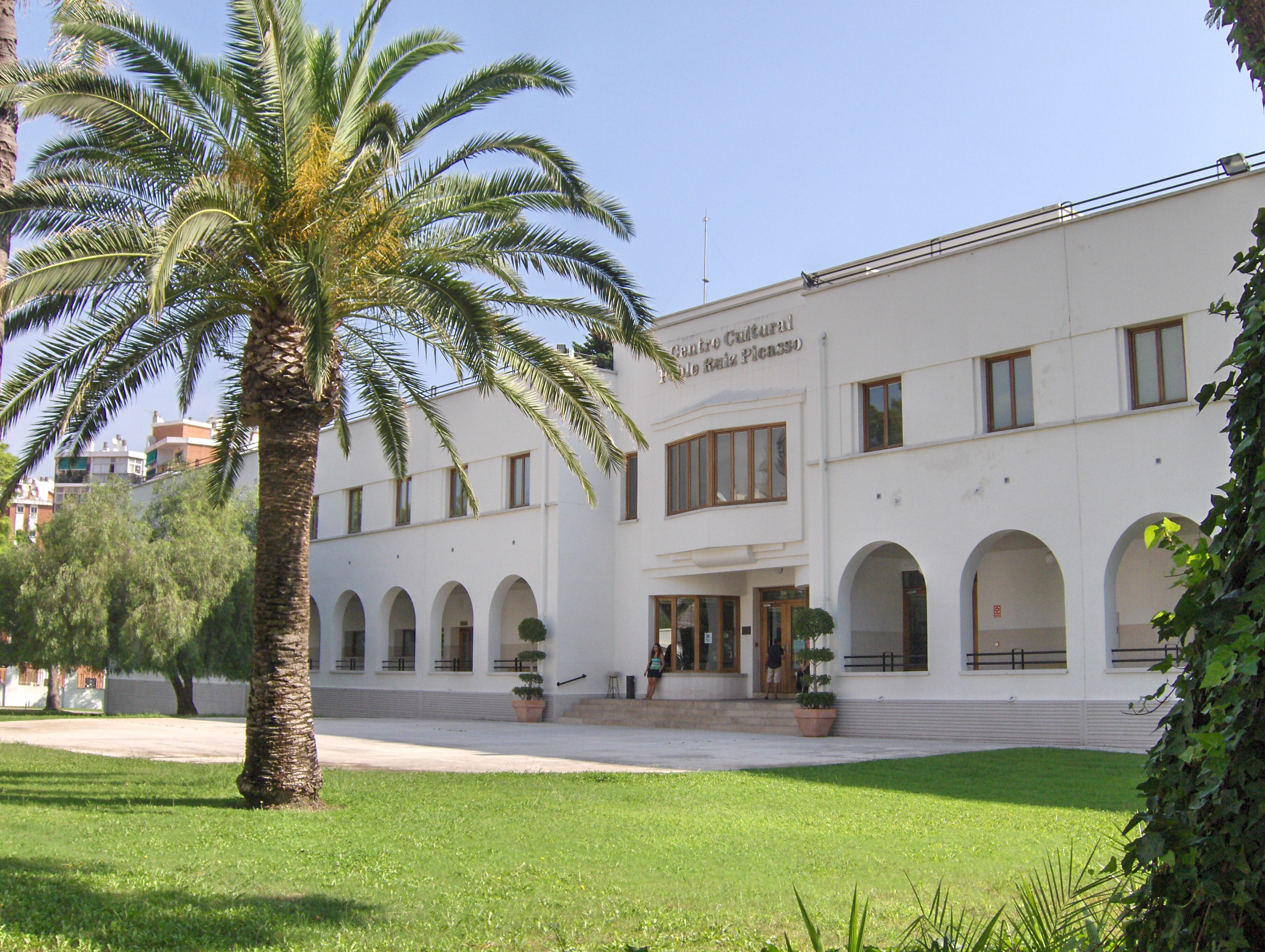
Centro cultural Pablo Ruiz Picasso

Con la intención de favorecer la integración entre las nacionalidades que habitan Torremolinos, se celebran diversas fiestas de carácter cultural como la del Día del residente extranjero, que se celebra cada año y que incluye un desfile y degustación de platos de todo el mundo. En el año 2017, el 18 de marzo, Torremolinos celebró por primera vez de manera oficial el día de San Patricio en la plaza de La Nogalera, cuya cita incluyó bailes típicos irlandeses, comida y cerveza irlandesa. El evento contó también con un concurso que premió a los mejores vestidos en categoría masculina y femenina. El acto fue organizado por la Irish Association of Spain en colaboración el Consistorio de Torremolinos. Desde 2016, el 27 de abril, se celebra con motivo del Koningsdag o ‘Día del Rey’, el Día de Holanda en la plaza Chiriva de La Carihuela. Esta fiesta tiene como objetivo potenciar el carácter multicultural del municipio, especialmente en esta zona, donde la comunidad holandesa tiene una importante presencia con cerca de 700 censados y supusieron un total de 210 000 turistas en 2016. El evento tiene una triple vertiente como mercado de exposición y venta de productos artesanales holandeses, muestra gastronómica de las especialidades y recetas más típicas de los Países Bajos, y espectáculo musical por cuyo escenario pasarán seis de sus artistas y dj’s de primera línea, además de una banda de música típica holandesa. En la realización de este evento la concejalía de Promoción Cultural y Participación Ciudadana colabora con el disco-bar Voom Voom (local de referencia en la Costa del Sol para la colonia de residentes y turistas holandeses).
Otros acontecimientos culturales incluyen la Temporada Lírica, la Temporada de Teatro, el Festival Flamenco, el Orgullo LGBTI en junio (primer fin de semana), el Wonder Gay Festival, el Mad Bear, el conocido festival de música electrónica, Los Álamos Beach Festival, que se celebra todos los años en el mes de julio en la misma playa de los Álamos donde acuden DJ's de reconocimiento nacional e internacional, la gran fiesta de la moda con el Torremolinos Fashion Weekend, la feria de Turismo, Arte y Cultura de América Latina en Europa (EUROAL), el Festival de Cine Fantástico de Torremolinos y la fiesta de Halloween en el día 31 y el Día de los Verdiales, dedicado a este baile tradicional malagueño. El calendario cultural lo completan el Freedom Party, festival de música pop, y una serie de certámenes dedicados a la fotografía, la literatura y la pintura contemporánea, entre otros.
Dada la multiculturalidad del municipio, desde 2017, esta programación es presentada en las diversas ferias de turismo en cuatro idiomas: español, inglés, francés y alemán.

#### Romería y feria de San Miguel

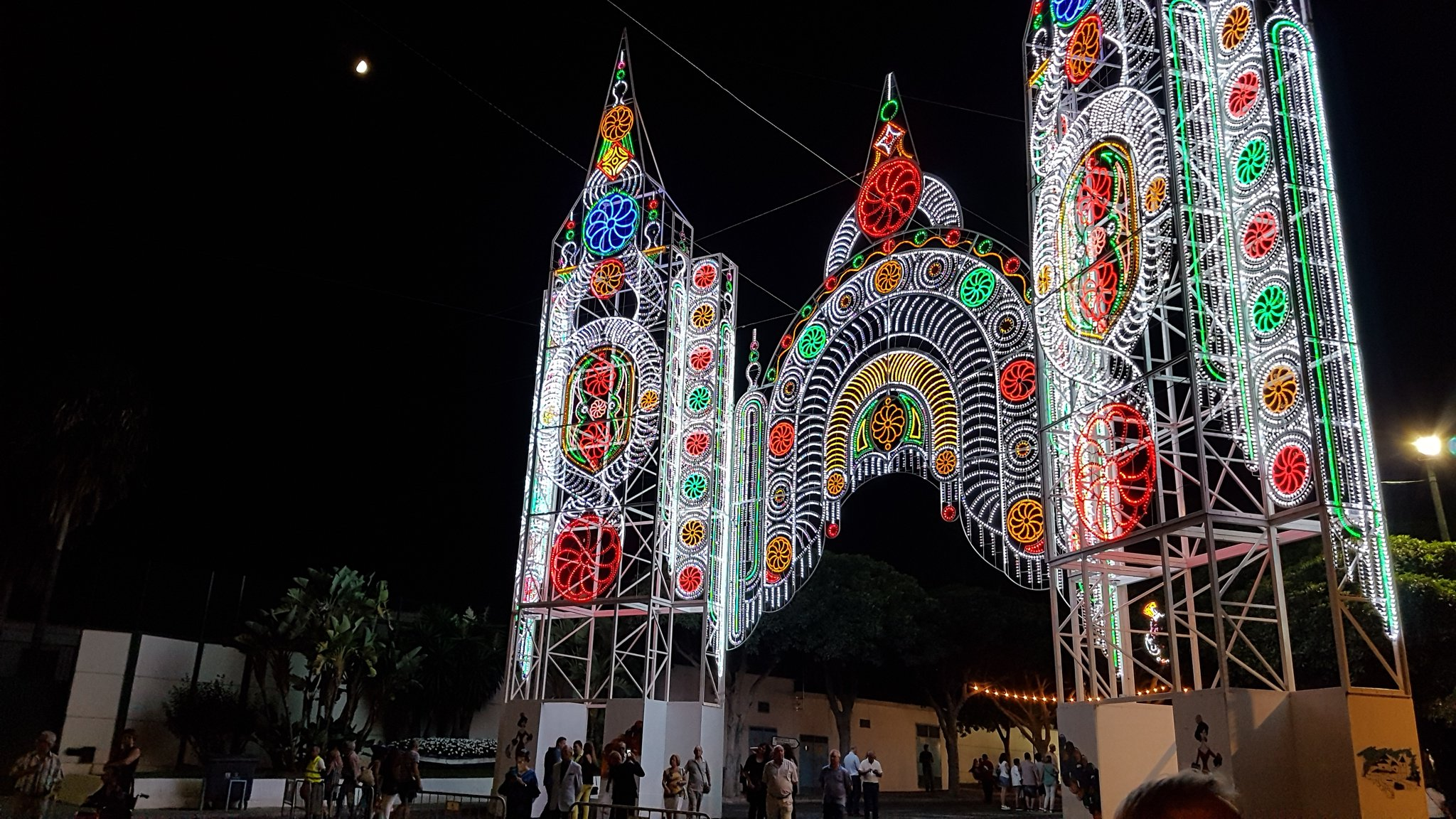
Portada de la feria del real de Torremolinos en 2017

La Romería de San Miguel está considerada Fiesta de Interés Turístico Nacional. En honor al patrón de Torremolinos, San Miguel Arcángel, se reúnen cada año miles de personas venidas de diferentes lugares, con lo que es la segunda romería más importante de Andalucía, tras el Rocío, y la urbana más importante de España. Frente a los Pinares de Los Manantiales se congregan, cada año, casi 200 000 personas dispuestas a peregrinar desde el centro, hasta la ermita de San Miguel, en un ambiente festivo de alegría y bailes. Decenas de carretas, algunas tiradas por bueyes, se juntan para participar y lograr el premio que se otorga a la carreta mejor adornada.
La romería es el preludio de la feria de San Miguel, que comienza unos días después de la peregrinación, en la que la gente se echa a las calles en una de las más conocidas fiestas de la provincia. Durante el día, los torremolinenses y visitantes se concentran en el centro de la ciudad para compartir la música, la bebida y la comida, y acto seguido, enganchar con la feria de noche en el Real, que se monta en la Explanada de San Miguel.
En 2017, jueves 6 de septiembre, Torremolinos presentó el cartel ganador que encabezó la romería y feria de San Miguel 2017, que se celebró el domingo 24 de septiembre y del 27 al 1 de octubre respectivamente. Un jurado, compuesto por una veintena de miembros representantes de asociaciones, hermandades, cofradías, comerciantes y partidos políticos, eligieron por 109 puntos en total a la obra ‘Septiembre de mil flores’, de Mónica Villar. Esta misma diseñadora ya ganó la última edición del concurso de feria de la Virgen del Carmen, y una vez más se impuso en la votación entre un total de 42 obras. Según los datos oficiales, para la feria y romería de San Miguel de este último año, alrededor de 250 000 personas habían disfrutado de cuatro noches de feria en el recinto ferial y cuatro noches de fiestas de día en el centro desde el 27 de septiembre hasta el 1 de octubre. Un recinto ferial por el que ha pasado según los datos de la policía local más de 130 mil personas, a los que habría que sumarle más de 50 mil que han vivido la feria en el centro, y cerca de 70 mil que peregrinaron en la romería el domingo 24 de septiembre.

### Cultura Hippie
Fueron las diversas personalidades relacionadas con la cultura hippie, las que hicieron de Torremolinos una parada obligatoria para los seguidores de la filosofía del paz y amor, como el doctor Timothy Leary, personaje controvertido por su defensa de las drogas. También residieron en Torremolinos autores que forman parte de la generación Beat, como el poeta Harold Norse, uno de cuyos poemas se titula A young man in Torremolinos. O el escritor sueco Sture Dahlström.
James Michener en su ya citado libro The Drifters –traducido como Hijos de Torremolinos– se refiere a los cientos de jóvenes que vagaban por las calles de la localidad evitando tropiezos con la policía, y sitúa Torremolinos en un circuito que pasaba por lugares como Marrakech, Antibes o Mallorca. Menciona asimismo los estilos musicales de los discos que se oían en la localidad: psicodelia, folk-rock, guiños medievales u orientales. 
Las furgonetas Volkswagen, con frecuencia pintadas, se convirtieron en parte del paisaje urbano de Torremolinos pero sobre todo en un símbolo de aventura para numerosos jóvenes, relacionados con el mundo del acid-rock y la psicodelia. 
Nacen lugares míticos en La Carihuela, que fue el lugar preferido de los hippies: el Fat Black Pussy Cat, y el Fígaro. Estos bares estaban decorados con velas, papel de periódico o collages en las paredes y en ellos se fumaba marihuana, según Antonio D. Olano en su Guía Secreta de la Costa del Sol. También, Los Violines, que se inauguró en 1973. Esta sala de fiestas se ubicaba en la urbanización Las Estrella, a la entrada del centro de Torremolinos. Su curiosidad radica en que alternó elegantes actuaciones con atrevidos estriptis. Y viviendas en la cuesta del Bajondillo, como El volcán que había pertenecido a Lord Willoughby.

### LGTB
El municipio malagueño de Torremolinos, cuna del movimiento gay en España desde los años 60, es una parte importantísima de la historia del colectivo LGTBI en el país ibérico. La Costa del Sol inauguró en pleno franquismo la primera ruta gay de diversión nocturna del país. Torremolinos, y su buque insignia, La Nogalera, se convirtieron en un importante polo para la comunidad LGTB de todo el planeta, y los turistas se han multiplicado desde entonces. 
Sin embargo, no fue hasta 2015 cuando el municipio de la Costa del Sol decidió apostar por la celebración del Orgullo Gay.
Tras la celebración de tres ediciones, desde 2017 la celebración del Orgullo gay se ha consolidado como el tercer evento LGTBI más importante de la península tras Madrid y Barcelona, consiguiendo reunir a más 40 000 personas en su última edición.
Junto a la celebración del Orgullo otros eventos de carácter LGTBI son La Noche de San Juan, celebrada en la playa de El Bajondillo, zona caracterizada por su ambiente gay, el Wonder Gay Festival y el Mad Bear.
Para 2017, hasta nueve organizaciones defensoras de la diversidad sexual se han registrado desde 2015, cuando únicamente figuraba la asociación COLEGAS.  La nueva etapa de aperturismo y cobertura institucional a eventos como el Orgullo y otras actividades lúdicas y reivindicativas ha propiciado que las asociaciones Transhuellas, Ojalá Entiendas, Arcoíris Torremolinos, Asociación Apoyo Positivo, Fadisma Málaga, Colegandalus Málaga, Andalucía Diversidad, Aepgalma y Acogat se hayan registrado en Torremolinos.
Tras Sevilla, Madrid, Barcelona y Valencia, Torremolinos fue el quinto municipio español en sumarse a la Declaración de París, un plan de acción firmado en la capital francesa que invita a todas las ciudades del mundo a implicarse en conseguir la erradicación del sida para el año 2030. El proyecto fue promovido por Apoyo Positivo, que ha organizado diversas actividades en la localidad malagueña, como varias campañas gratuitas de diagnóstico precoz de VIH en la plaza de La Nogalera con los objetivos de reducir el diagnóstico tardío y de promocionar la educación sexual.

### Semana Santa
Torremolinos celebrará su Semana Santa con la salida de sus cofradías el Domingo de Ramos, Viernes Santo, Martes Santo y Domingo de Resurrección.
La cofradía de Nuestro Padre Jesús Nazareno, María Santísima de los Dolores, Jesús a su entrada en Jerusalén y Santa María Reina de la Paz procesionará el Domingo de Ramos, desde las 11:00 horas y recorrerá la calle Madre del Buen Consejo, pasando por avenida Los Manantiales, plaza Costa del Sol, calle San Miguel, plaza de La Nogalera, calle Danza Invisible, avenida Joan Miró, calle Europa, avenida Isabel Manoja, calle Río Arga, calle María Barrabino y calle Madre del Buen Consejo.
La cofradía Sacramental de Santísimo Cristo Jesús de la Sentencia y Nuestra Señora del Calvario en sus Misterios Dolorosos saldrá a las calles de Torremolinos el Martes Santo, desde las 20:00 horas. La calle Horacio Lengo, calle Rafael Quintana Rosado, calle Europa, avenida Isabel Manoja, calle Río Arga, calle Madre del Buen Consejo, plaza Costa del Sol, avenida Palma de Mallorca, avenida Joan Miró, calle Doctor Jiménez Encina, calle García de la Serna y de vuelta a su templo.

### Gastronomía

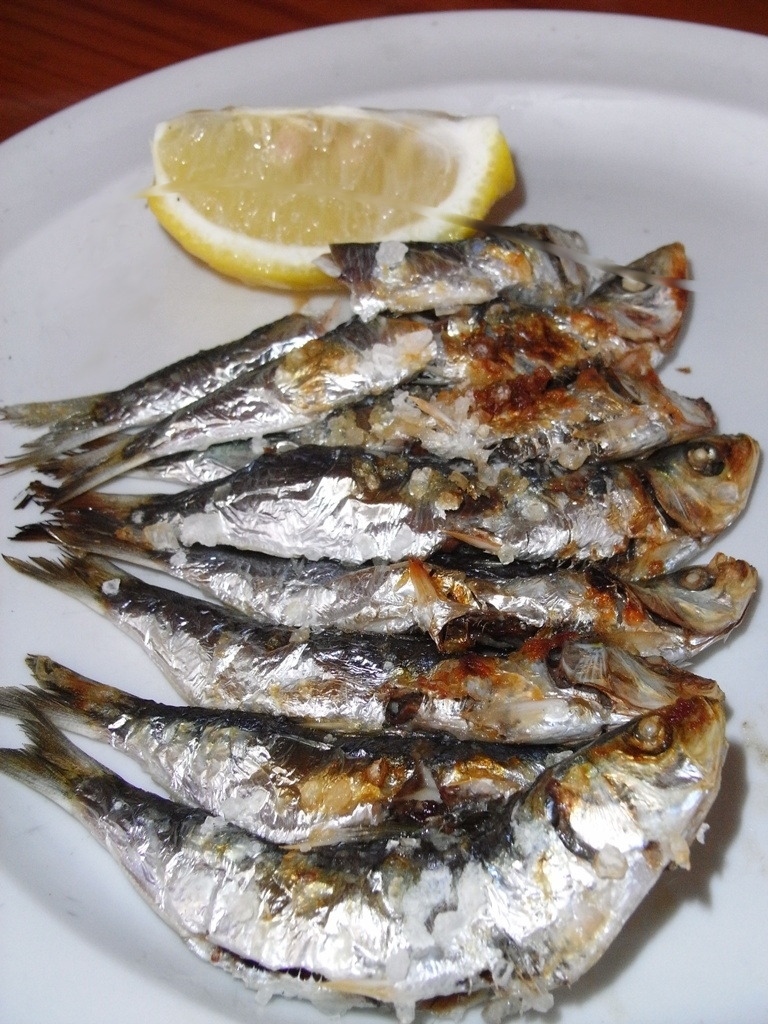
El espeto de sardinas es el plato estrella de Torremolinos

Son platos típicos de Torremolinos la ensalada de pimientos asados; los espetos de sardinas; el gazpacho; los mariscos y crustáceos como coquinas, conchas finas, gambas, navajas, cigalas, carabineros; el pescado a la sal; y el pescaíto frito, que se consumen prácticamente en todos los municipios de la costa andaluza y las típicas tortas de Torremolinos. Además, por su carácter cosmopolita, abundan los restaurantes de cocinas de otros países e internacional. Dado el carácter gastronómico por el que se ha caracterizado Torremolinos desde antaño, es posible encontrar todo tipo de restaurantes, desde los de comida rápida a los de gurmé. Mención especial merecen los chiringuitos de la playa de La Carihuela, considerados los mejores chiringuitos del municipio, y que tradicionalmente han servido espetos de sardinas, así como cocina típica española. En el mismo barrio de La Carihuela, hay muchos restaurantes de lujo para los escandinavos y británicos que constituyen una gran parte de la población. Uno de los más populares es el Carvery, un gran restaurante de estilo bufé que sirve carne de res británica, cordero y jamón, junto con postres de Yorkshire.

### Deporte
Torremolinos cuenta con tres grandes instalaciones deportivas y un gimnasio municipal además de centros privados. La mayor instalación es el estadio polideportivo Ciudad de Torremolinos, que contiene una pista de atletismo y un campo de fútbol de césped artificial. El Palacio de San Miguel está equipado con campos de fútbol sala, baloncesto, balonmano y voleibol, mientras que en el complejo de piscinas Virgen del Carmen se incluyen, tres piscinas (una de ellas de saltos), tres pistas polideportivas y una sala cubierta para gimnasia en general.

### En la ficción
Desde los años 60, la trascendencia, el atractivo y el influjo que ejercía Torremolinos sobre las masas de espectadores y escritores, hicieron que la localidad torremolinense fuera escenario de varias películas y libros. Torremolinos se había popularizado tanto que se convirtió en uno de los platós de rodaje favoritos de los directores de cine de la época. La ciudad acabó siendo conocida como la «Saint Tropez del Sur» porque así la bautizó Brigitte Bardot, que vino a rodar la película Los joyeros del claro de luna. Franco y Eisenhower acordaron, en la famosa visita del presidente estadounidense a España, el rodaje de un buen número de películas en nuestro suelo. 

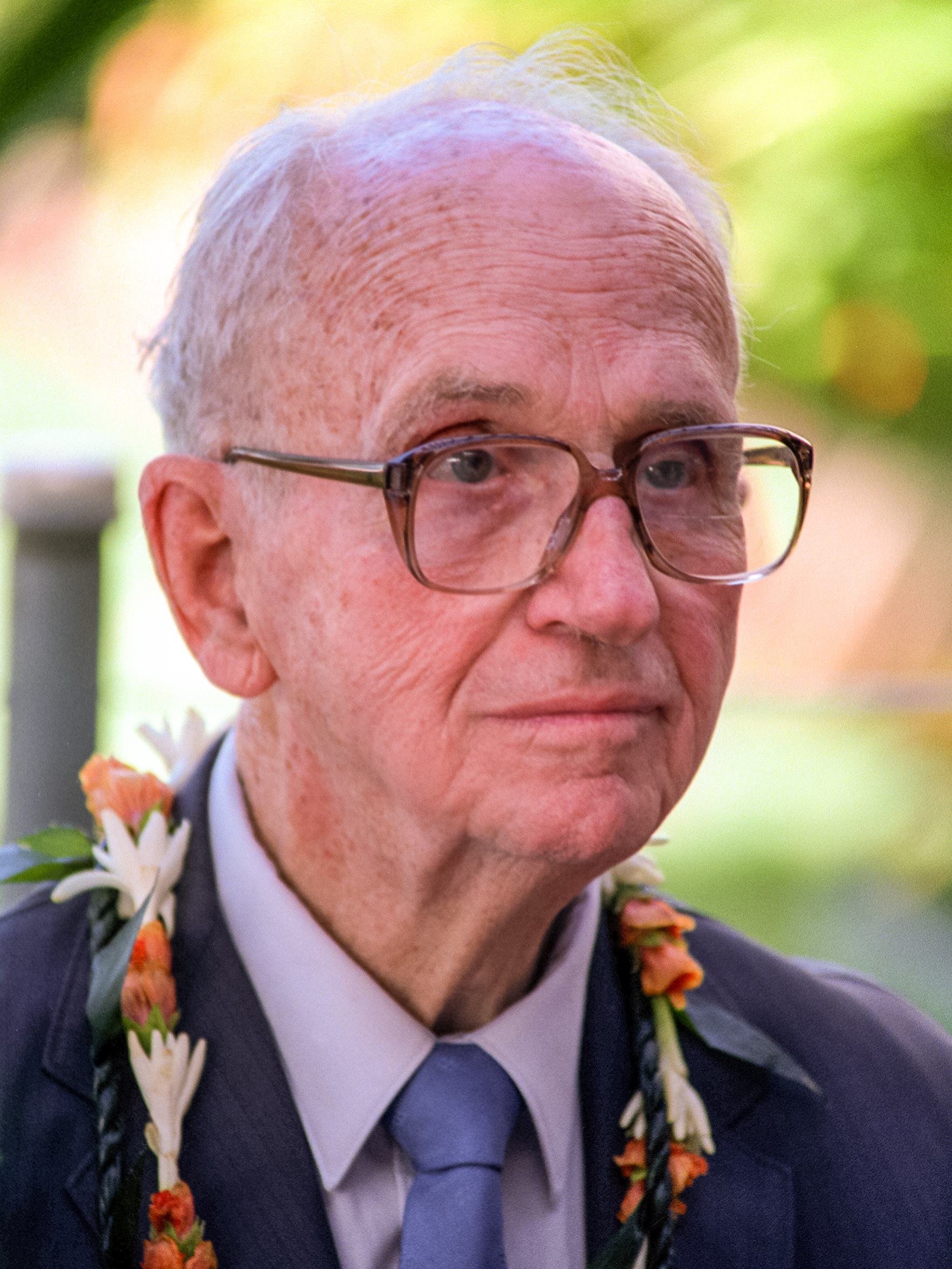
James A. Michener, autor de Hijos de Torremolinos

| Libros: - Seven lies South, (1960), de William Peter McGivern, titulado en español Costa del Sol. - La isla (1961), de Juan Goytisolo. - Shatter the Sky, (1962), de Denise Robins. - Jeopardy is my job, (1962), de Stephen Marlowe. - Cristo en Torremolinos (1963), de José María Souvirón. - A Choice of Assassins (1963), de William Peter McGivern, titulado en español Un asesino contratado. - Desnudo pudor (1964), de Manuel Halcón. - Solo de moto (1967), de Daniel Sueiro. - Réquiem por todos nosotros (1968), de José María Sanjuán. - Tormenta en la Costa del Sol (1970), de José Marzo. - Hijos de Torremolinos (The Drifters), (1971), de James A. Michener. - Au revoir Torremolinos (1971), de Fernando González-Doria. - Torremolinos Gran Hotel (1971), de Ángel Palomino. - La costa de los fuegos tardíos (1973), de Antonio Pereira. - The man with no shadow (1974), de Stephen Marlowe. - Torremolinos 1955 (1979), de Coco Blanco. - Eldorado (1984), de Fernando Sánchez Dragó. - El ángel de Torremolinos (1988), de David Serafín. - Noches de cocaína (1996), de J. G. Ballard. - Egrégor de Torremolinos (1999), de Mauro Zorilla. - De un mal golpe (2006), de Félix Bayón. - Pez Espada (2011), de Alfredo Taján. - Las aventuras de Blanc de Lis (2013), de Darvantonio. - El hotel del Inglés (2014), de Carmen Enciso y Eloísa Navas. - Coup de foudre a Torremolinos (2017), de Patrice Devars. | Películas: - Faustina (1957), de José Luis Sáenz de Heredia. - Los joyeros del claro de luna (1958), de Roger Vadim. - Amador (1964), de Francisco Regueiro. - Donde tú estés (1964), de Germán Lorente. - Amor a la española (1966), de Fernando Merino. - En Andalucía nació el amor (1966), de Enrique Eguiluz. - Demasiadas mujeres para Layton (1966), de Jacques Poitrenau. - Dias de viejo Color (1967), de Pedro Olea. - El coleccionista de cadáveres (1967), de Santos Alcocer. - El turismo es un gran invento (1968), de Pedro Lazaga. - Objetivo Bikini (1968), de Mariano Ozores. - Una vez al año ser hippie no hace daño (1968), de Javier Aguirre. - El abominable hombre de la Costa del Sol (1968), de Pedro Lazaga. - Cuidado con las señoras (1969), de Julio Buchs. - Hard Contract (1969), de S. Lee Pogostin, titulado en español Antes amar... después matar. - Manolo la nuit (1973), de Mariano Ozores. - Una chica y un señor (1973), de Pedro Masó. - El puente (1976), de Juan Antonio Bardem. - Los liantes (1981), de Mariano Ozores. - Karate a muerte en Torremolinos (2001), de Pedro Temboury. - Killer Barbys vs. Dracula (2003), de Jesús Franco. - Torremolinos 73 (2003), de Pablo Berger. - Ellos robaron la picha de Hitler (2006), de Pedro Temboury. - Toro (2015), de Kike Maillo |

### Documentales
- Crónica, Torremolinos Invierno (1965), de Antonio Giménez Rico.
- Arquitectura de la Costa del Sol (1973), de Pilar García Milar.

Existen diversos documentales sobre Torremolinos y la Costa del Sol en general, realizados por el No-Do.
También documentales recientes realizados por RTVE, y Canal Sur, como Crónicas - Bajo el sol de Torremolinos, La nueva Costa del Sol o Costa del Sol malagueña, emitidos en 2011, 1976 y 1972 respectivamente, por RTVE.
- Al Pelae (2015), de Óscar de Julián. Sobre el fotógrafo y ventrílocuo Al Pelae.

### Guías
Junto a las obras de ficción debemos también mencionar las guías sobre la costa, algunas de las cuales trascienden del mero manual de viajeros para radiografiar las costumbres del lugar.
- La Guía Secreta de la Costa del Sol (1974), del escritor y periodista Antonio D. Olano ha sido fundamental para la elaboración de esta página web ya que incluye una exhaustiva relación de locales -desde lujosas salas de fiesta a antros de variada índole- existentes en Torremolinos y en las demás localidades de la Costa del Sol, haciendo incluso referencias a lugares desaparecidos en la fecha de realización de la guía.

- La Costa del Sol de Málaga (1960), de ediciones La Garza. Entre sus colaboradores, participó el escritor Rafael Pérez Estrada como dibujante.

### Ensayos
Fueron varios los ensayos que analizaron el fenómeno turístico en la Costa del Sol. Destacamos aquí algunos de muy diferente enfoque:
- El milagro turístico (1972), de Ángel Palomino. El autor analizó el fenómeno turístico en la España de la época, como fuente de riqueza y desarrollo, dedicando a la Costa del Sol todo un apartado con el título: La Costa del Sol: un puro milagro español.

- La Costa del Sol, retrato de unos colonizados (1977), de J. J. Galán, A. Martín, J. Ruiz y A. Mandly. Se sitúa en las antípodas del anterior. Analiza los efectos negativos del turismo, por ejemplo en el paisaje y el patrimonio, y sobre todo, las precarias condiciones laborales de los trabajadores de la hostelería frente a los ingentes beneficios empresariales. A destacar los dibujos de Martínmorales.

- El estilo del relax, odea de Diego Santos, con texto de Juan Antonio Ramírez y fotografías de Carlos Canal, trata de la aplicación del movimiento moderno a la arquitectura turística de la Costa del Sol. Tiene su continuación en El relax expandido.

### En la cultura popular
- En Málaga capital, se edificó cerca de la avenida de Juan XXIII, el Hospital Virgen de la Victoria: centro de especialidades San José Obrero, que debido a su semejanza con la mítica discoteca de los 70 pasaron a llamarlo popularmente Barbarela.
- En la comedia española, Torrente, el brazo tonto de la ley, el protagonista principal tras robar un maletín lleno de dinero, logra fugarse en una ambulancia a Torremolinos.
- Parte de la novela de James A. Michener, The Drifters (1971) se desarrolla en Torremolinos.
- Monty Python's Flying Circus tiene un sketch llamado Travel Agent, que se estrenó el 16 de noviembre de 1972, y en el que se hace una referencia a Torremolinos como destino turístico muy popular entre los británicos.
- La banda belga Sttellla escribió una canción sobre Torremolinos, llamada Torremolinos, que es su mayor éxito hasta la fecha.
- Terrormolinos (videojuego situado en Torremolinos), se trata de un juego de aventura conversacional lanzado para varias plataformas informáticas durante los años 80.
- El final de la película Torremolinos 73 fue filmado en Torremolinos. Torremolinos 73 hace referencia a una película de cine para adultos filmada en Torremolinos en 1973.
- La canción del dúo británico Soft Cell, Memorabilia, menciona a Torremolinos.
- Parte de la película dramática de la directora alemana Doris Dörrie, Alles inklusive (2014), se desarrolla y fue filmada en Torremolinos.
- El trío español de los años sesenta, Los Zafiros, lanzaron un sencillo llamado 'Torremolinos' escrito por Dorothy Squires que también participó en la canción.

#### Mito de las suecas
A mitad del siglo XX, durante la dictadura franquista, nació el mito de las suecas y Torremolinos. En 1954 se creó un colegio sueco de vacaciones en España. Este colegio, ubicado en Playamar, era femenino, y estaba destinado para chicas de familias adineradas. Las estudiantes venían en oleadas cada 15 días, y se le atribuye importancia en el nacimiento del «mito de las suecas» como icono de la mujer moderna.
Aunque, la presencia sueca en la zona se remonta al impulso dado por los hermanos Bolín Bidwell, que fundaron en 1942 el Hotel La Roca, de 28 habitaciones, pensando sobre todo en británicos de Gibraltar. De hecho, el buque sueco Saga hizo el primer viaje de turismo de la posguerra, al atracar en el puerto de Málaga el 12 de noviembre de 1946, con más de doscientos turistas de varias nacionalidades. Los visitantes fueron recibidos en el Consulado de Suecia, y el director general de turismo, Luis Antonio Bolín, organizó una excursión en autobús por Andalucía, visitando Granada, Córdoba, Sevilla, Jerez y Cádiz, y a su regreso a Málaga volvieron a embarcar en el Saga.
Sin embargo, a partir de 1960, los turistas suecos comenzaron a aglomerarse en la Costa del Sol, buscando una alternativa a las playas de Agadir (Marruecos), que habían sufrido un terremoto. El terremoto de Agadir marcó el punto definitivo de eclosión del mito de las suecas que convirtió a las mujeres de origen escandinavo en sinónimo de libertad, educación, exotismo y sensualidad en España.
Por otra parte, las películas del landismo reflejarían el impacto de las suecas de una manera muy machista y exagerada. Es evidente que había una clara diferencia moral entre Suecia y Málaga, pero las películas no reflejan de verdad lo que era Torremolinos. Hay un mensaje claramente retrógrado en ellas. La gente simplemente venía a divertirse.

### Medios de comunicación
En cuanto a las comunicaciones informativas, Torremolinos cuenta dos canales de televisión: Canal Costa del Sol y Torremolinos Televisión, que emiten una programación de interés local y que se pueden ver también en municipios cercanos. La prensa escrita está presente a través de periódicos locales como Torremolinos Información o Diario de Torremolinos y medios digitales. Desde el punto de vista cultural, la localidad malagueña es sede de la revista literaria Litoral, fundada por Emilio Prados y Manuel Altolaguirre en la ciudad de Málaga en 1926, interrumpida por la guerra civil española, Litoral vuelve a aparecer en Málaga en 1968. En la actualidad se edita en Torremolinos cuyas instalaciones se encuentran en Urb. La Roca, Local 8 29620 Torremolinos (Málaga).

### Visitantes y residentes famosos

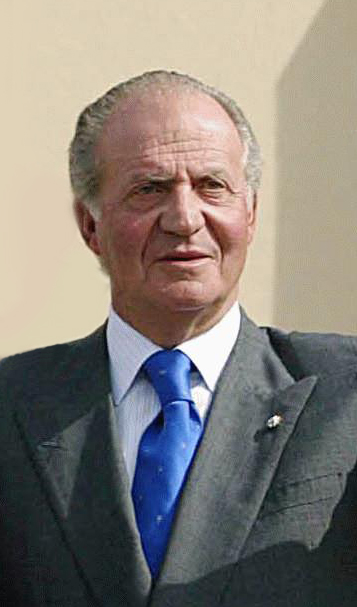
Un jovencísimo príncipe Juan Carlos I, junto con Sofía, acudieron en diversas ocasiones a actos protocolarios, particularmente en el Palacio de Congresos y Exposiciones

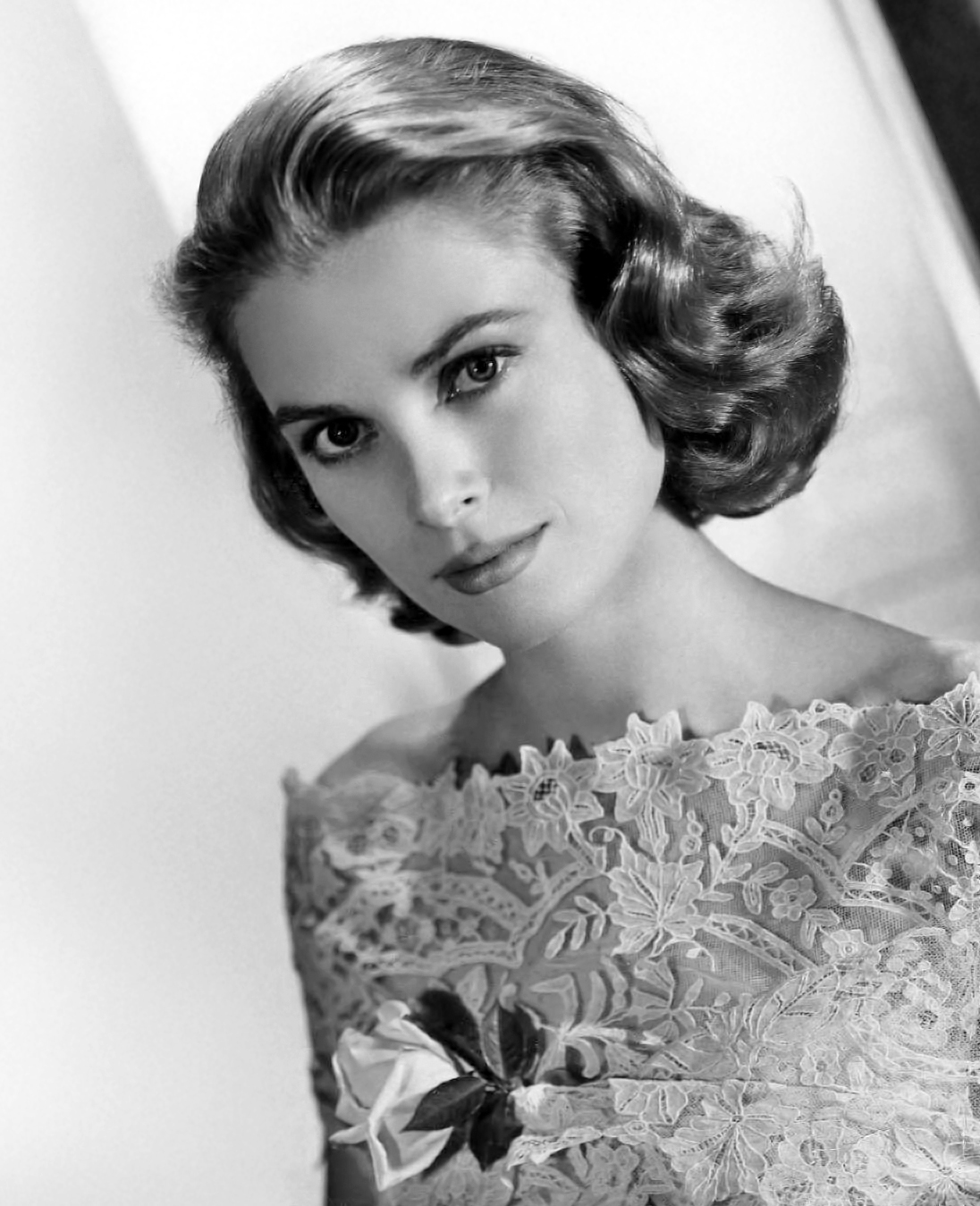
La princesa Gracia de Mónaco, fue una de las muchas monarcas que se alojaron en el Pez Espada

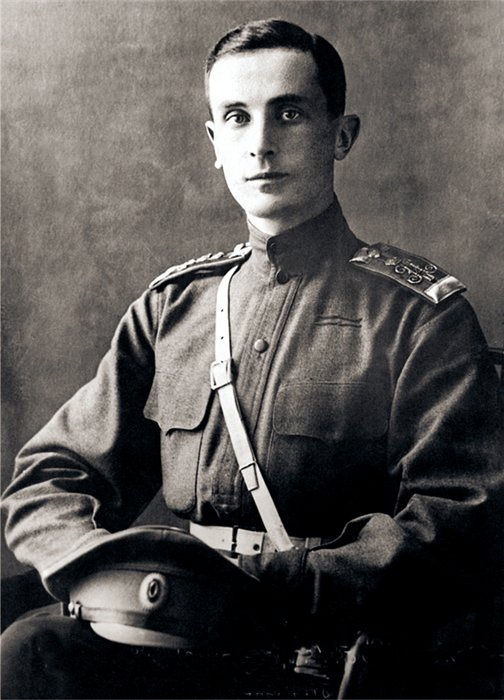
El príncipe Félix Yusúpov, uno de los tres aristócratas rusos que asesinaron a Rasputín, residió un tiempo en Torremolinos

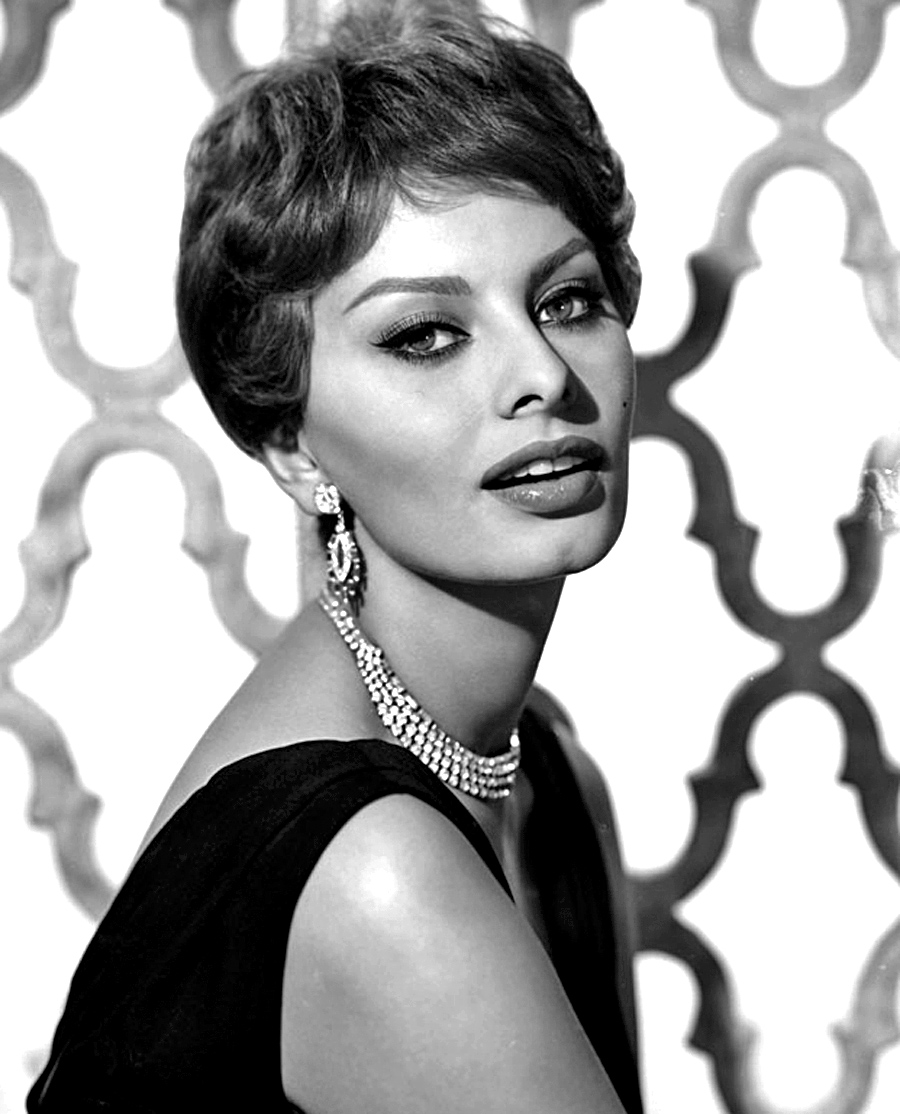
Sofia Loren, durante su estancia en la Costa, se hospedó en el Pez Espada, que celebraba el desfile de Nina Ricci. La estrella se ausentó de la cita; tenía una excusa: trabajaba en el puerto al amanecer, como los estibadores

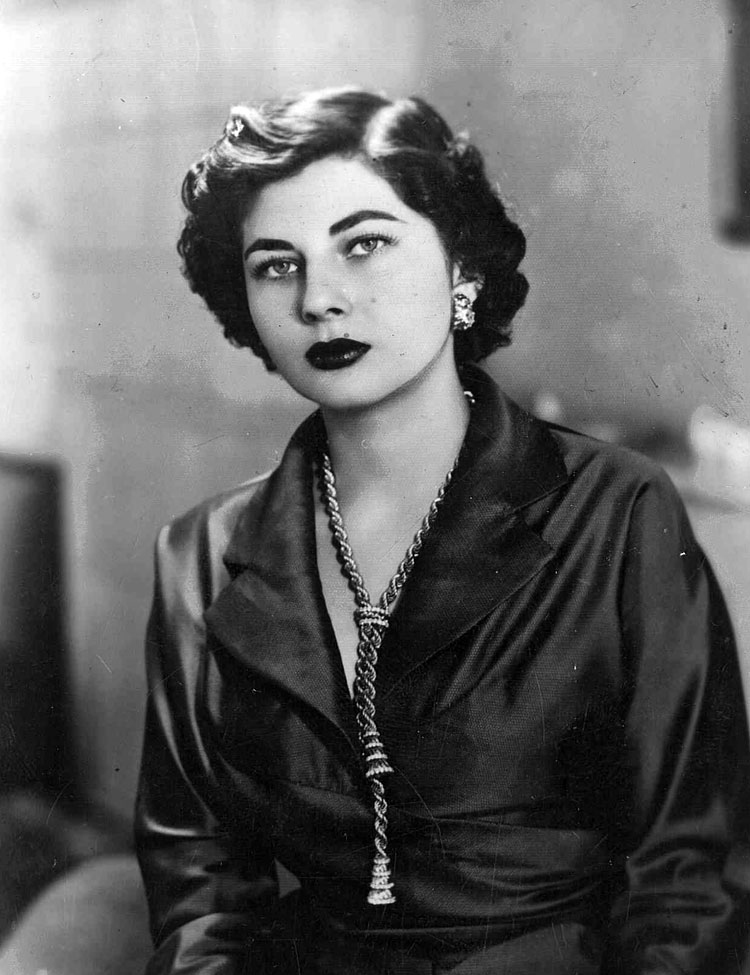
La princesa Soraya, exesposa del Sha de Persia, también se alojó en el Pez Espada

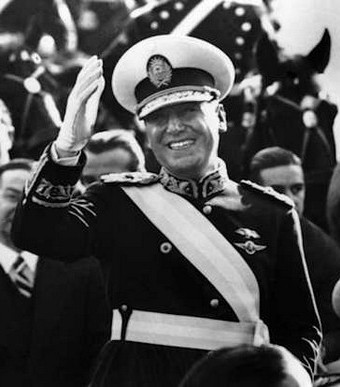
El ex-presidente de la Nación Argentina, Juan Domingo Perón, visitó en varias ocasiones Torremolinos con su esposa María Estela

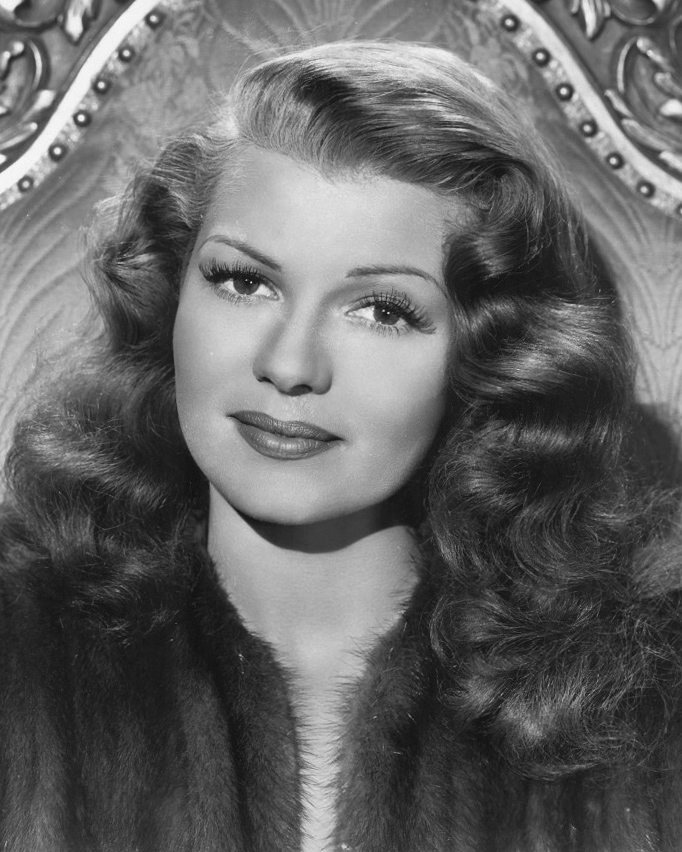
Rita Hayworth, al igual que muchas estrellas de Hollywood, contribuyó a popularizar la imagen de Torremolinos

Fue tal la repercusión que ha ejercido Torremolinos desde ya antes de su nacimiento como gran destino turístico, que incluso llegaría a recibir las visitas de los monarcas, presidentes, políticos y jefes de Estado más relevantes de la época en su etapa de máximo esplendor: los reyes Juan Carlos y Sofía, entonces Príncipes de España, acudieron en diversas ocasiones a actos protocolarios, particularmente en el Palacio de Congresos y Exposiciones. También fueron asiduos visitantes los Marqueses de Villaverde, hija y yerno de Franco. Y una pléyade de ministros, procuradores en Cortes y otros cargos políticos. Muchas ilustres personalidades veranearon, actuaron o estuvieron de paso por esta localidad de la Costa del Sol, alojados en el Hotel Pez Espada y en otros establecimientos. Torremolinos acogió a familias reinantes y destronadas: los reyes Humberto II de Italia alojándose en el hotel El Pinar y más adelante en el Pez Espada, Faisal de Arabia Saudita, Balduino de Bélgica, Geraldine de Albania, la emperatriz Soraya de Persia, los príncipes Rainiero y Gracia de Mónaco, el príncipe regente Nicolás de Rumanía, el príncipe Alejandro de Yugoslavia, el príncipe heredero Birendra de Nepal luego rey; con asiduidad los duques de Windsor (el exrey británico Eduardo VIII y su esposa Wallis Simpson). El rey de Bélgica Alberto II, entonces príncipe de Lieja, acudía con frecuencia, en ocasiones acompañado por su esposa Paola, a la pastelería A la Reine Astrid, ubicada en La Nogalera; le agradaba por llevar el nombre de su madre. También destacar la presencia del general argentino Perón, de cuyas cuantiosas propinas aún se acuerdan en el Pez Espada, y de su esposa María Estela. Sin olvidar a los adinerados barones de Rotschild. El príncipe Félix Yusúpov, uno de los tres aristócratas rusos que asesinaron Rasputín, residió un tiempo en Torremolinos. E incluso el que fue vicecanciller nazi, Franz von Papen, veraneó en La Roca en 1954.
El mundo del cine y de la canción aportó glamur a la Costa del Sol: Rita Hayworth acudió a la sala de fiestas El Copo. Frank Sinatra, protagonizó un escándalo monumental en el Hotel Pez Espada, en el que se alojaba. María Félix rodó escenas de la película Faustina en el Hotel La Roca, dirigida por José Luis Sáenz de Heredia, otro residente en Torremolinos. Ava Gardner en 1955 alojada en la casa de unos amigos y también en La Roca; Mary Pickford, Kirk Douglas, Greta Garbo en el hotel Tres Carabelas; Ingrid Bergman, Rock Hudson, Sofía Loren, Carlo Ponti, Fred MacMurray, Kim Novak, Orson Welles, Boris Karloff, Raf Vallone, Diana Dors alojada en el chalét Las Algas frente a El Remo; Marlon Brando en 1958 alojado en los chalets La Verdad; Peter Ustinov, Anthony Quinn, Trevor Howard, Claudia Cardinale, Maurice Ronet, Geraldine Chaplin, Leslie Caron, Alain Delon, Martine Carol, Cornel Wilde, Sylvia Koscina, Alexandra Bastedo, el director de orquesta catalán afincado en Estados Unidos. Xavier Cugat, Brigitte Bardot que paseaba descalza por calle San Miguel o cenaba con Lino Ventura en La Creperie de la plaza de la Gamba Alegre, además de hacer topless de forma recurrente en las playas de Torremolinos; la bailaora gitana Lola Medina, que edificó su casa 
en lo que hoy es el Hotel Miami; y Raquel Welch, alojada en el hotel Tropicana. El actor italiano Massimo Serato fue propietario de un restaurante en La Nogalera denominado Cosa Nostra.
No pocos intelectuales pasaron por Torremolinos incluso muchas décadas antes de su auge turístico: Salvador Dalí y su futura esposa Gala, Manuel Altolaguirre, Emilio Prados, Luis Cernuda, para quien Torremolinos fue paraíso perdido en su obra, con el sobrenombre de Sansueña. Más adelante, el historiador inglés Sir Raymond Carr que pasó su luna de miel en Torremolinos; los escritores Jean Cocteau, Paul Bowles, Edgar Neville, Graham Greene, Jean Jacques Servan-Sreibery, Robert Goolrick, Yevgueni Yevtushenko, John Steinbeck en 1954 (dos años antes de escribir la novela Al Este del Edén); el hispanista Hugh Thomas, barón Thomas of Swinnery, que inició su pasión por España en los años 50, cuando su padre lo invitó a Torremolinos; Thomas Bernhard, quien pasó los últimos días de su vida en el hotel La Barracuda. Varios autores que forman parte de la generación Beat, como el poeta Harold Norse, uno de cuyos poemas se titula A young man in Torremolinos, o el escritor sueco Sture Dahlström. El poeta Pablo García Baena fue propietario de una tienda de antigüedades en el local 409 de La Nogalera, El Baúl, en la que se congregaban personajes de la cultura: Rafael Pérez Estrada, Pepe Infante, Luis Antonio de Villena, María Victoria Atencia, Pepe Bornoy, Bernabé Fernández Canivell. El orfebre y artista Francisco Rebajes, que había revolucionado la joyería en Nueva York y ya era rico, abrió una tienda en calle San Miguel y se dedicó a elaborar joyas artesanales.
También visitaron o residieron en Torremolinos pintores como el canadiense Kenneth Saltmarche, los holandeses Willen Witjens y Anthony Thieme; los británicos Edward Seago y Tomas Harris, espía además de pintor; el noruego Johannes Rian, los norteamericanos Harold Stevenson, Ira Cohen, Aymon de Roussy de Sales, Fred Caston, Alfred Rogoway, Gino Hollander, Clark Hulings, Frank Boothman, Beth Van Hoesen, Ellis Jacobson; el australiano Rollo Paterson, junto a destacados pintores españoles que residieron aquí como Manuel Barbadillo y Gabriel Alberca. La escultora boliviana Marina Núñez del Prado estuvo en Torremolinos en 1952. El escultor Luis Ortega Bru talló su Cristo de la Pasión durante una estancia en un apartamento de Torremolinos en 1976. El fotógrafo Gyenes tuvo casa en Torremolinos.
Ya algo más contemporáneos, el director de cine Jean Negulesco recibió un homenaje en Torremolinos, Paloma Picasso volvió a la tierra de sus antepasados, Nina Ricci presentó una de sus colecciones de alta costura, Sandie Shaw actuó al igual que numerosos artistas patrios: Julio Iglesias, Raphael, Isabel Pantoja, María Jiménez, Marujita Díaz, Massiel, Salomé, Antonio Molina, Emi Bonilla. Lola Flores tuvo casa en Marbella, y aún la recuerdan comiendo en el restaurante El Marqués de Torremolinos, y en los bares y tablaos. Mikaela era asidua de Torremolinos. Rafael de León, uno de los principales compositores de coplas, tuvo casa en Torremolinos, y también el maestro Juan Solano pasó muchas temporadas en la localidad, según nos informa el escritor Antonio Burgos. El famoso pianista colombiano Enrique Arias vivió en el antiguo molino de la Bóveda, antes de establecerse en Mojácar. Por el tablao El Jaleo pasaron todos los grandes del flamenco, su directora Mariquilla, Camarón de la Isla, el guitarrista Juan Martín, etcétera. Pía Beck, la cantante de jazz holandesa abrió su bar The Blue Note, en el pasaje Begoña. Y la cantante Adriángela, tras su retirada de los escenarios, abrió un piano-club con su nombre.
La actriz Fiorella Faltoyano residió en Torremolinos ya que sus padres eran los propietarios del hotel Piscis. Y también Katia Loritz, que expuso sus pinturas en el Pez Espada y el Remo y estuvo casada con un nieto de Carlota Alessandri.
Los más modernos se dejaron caer por Torremolinos. Terry Dene, cantante británico de rock, pasó su luna de miel con la también cantante Edna Savage en 1958. John Lennon vino en 1962 con el mánager de The Beatles, Brian Epstein. Keith Richards con su novia Anita Pallenberg. Arthur Conley y James Brown actuaron en Barbarela, y también los Pop-Tops, autores de la célebre canción Mammy Blue. Los británicos Barrabás actuaron en la discoteca Piper's. Tocaron en la localidad los grupos pop nacionales del momento: Los Sírex, Los Mustang, Los Gritos; Los Íberos se conocieron en Torremolinos en 1966. Maurice Gibb, del grupo Bee Gees vino con su esposa Lulú, triunfadora en Eurovisión, en 1969. En enero de 1971 actuaron en Torremolinos Björn y Benny (los futuros ABBA), junto a Stig Andersonn, luego representante del grupo; en un festival que ganó Donna Hightower. Hedgehoppers Anonymous fue un grupo musical que tuvo cierto éxito en el Reino Unido en los años 60; uno de sus componentes, Alan Laud, se vino años después a Torremolinos y montó un bar en Playamar: The Bus Stop.
No faltó en Torremolinos la presencia de personajes polémicos, como el doctor Timothy Leary, psicólogo que se convirtió en uno de los iconos de la contracultura del siglo XX por su defensa del LSD, la mescalina y otros alucinógenos, durante los años de la psicodelia y el flower-power, y que visitó Torremolinos en 1959. Henry Charriere, exconvicto cuya biografía dio lugar a la famosa película Papillón residió en Fuengirola y bajaba casi diariamente a tomar el aperitivo en V.I.P.'s o en Pedro's, y compró un coche yaguar en el concesionario C. de Salamanca de la avenida Carlota Alessandri. Y el famoso falsificador de obras de arte Elmyr de Hory, al que Orson Welles dedicó un documental, también vivió en la urbanización La Nogalera y recuerdan que bajaba a la playa con una gran cesta de esparto; tras las redadas de 1971 se fue mudó a Ibiza.
La cantante norteamericana Grace Jones empezó de go-gó en Torremolinos cuando nadie la conocía. Y Coccinelle, la célebre transexual francesa, acudió para participar en la película Días de viejo color y actuó en la sala de fiestas Le Fiacre. El director de cine Jess Franco ha residido durante años en el edificio Torre de la Roca.

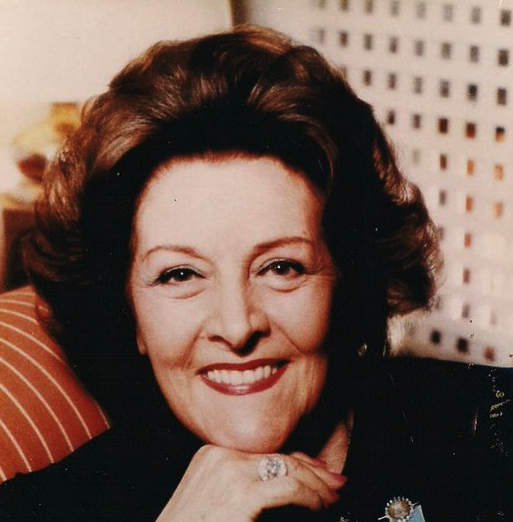
La cantante Imperio Argentina pasó gran parte de su vida entre Torremolinos y Benalmádena, donde falleció en 2003

En los años sesenta la cantante Amanda Lear, que aún se hacía llamar Peki d'Oslo, actuaba todos los meses de septiembre en la parrilla del hotel Pez Espada, cuando se abría la parrilla de invierno. Interpretaba números a lo Marlene Dietrich y – aunque aún no le había llegado la fama como cantante de música disco y musa de Salvador Dalí y de David Bowie– ya era conocida en el circuito de variedades. Ramón Cadena bajaba diariamente a la playa con ella, y recuerda que vestía un bañador de una pieza muy escotado y de estilo marinero, a rayas. El y otros testigos corroboran lo que Amanda ha pretendido negar posteriormente: que se trataba de un travestido. Amanda Lear volvió años más tarde a Torremolinos, ya que aquí tuvo casa la familia Kalachnikoff, que habían emparentado con los marqueses de Larios. Nanita Kalachnikoff era gran amiga del matrimonio Gala-Dalí, y en su casa de Torremolinos pasó una temporada Amanda Lear.
Recuerda Ramón Cadena la presencia asidua en Torremolinos de una actriz española bellísima y encantadora: Gisia Paradís. Y cómo Bibiana Fernández, antes de su transformación, había sido camarero en La Vaca Sentada, en el pueblo andaluz de La Nogalera.
Imperio Argentina, mítica cantante y actriz, falleció en Torremolinos en el año 2003. El mismo año murió en Madrid León Herrera, último ministro de Información y Turismo de Franco, que mantenía casa en la urbanización La Nogalera. En fecha reciente murió en Torremolinos el sudafricano Vernon Dixon, autor de los decorados y vestuarios de famosísimas películas y premiado con tres Oscars de Hollywood; y en 2011 ha muerto en su casa de Playamar el famoso compositor musical Augusto Algueró.
El libro El Castillo de Santa Clara, un lugar emblemático, editado en 2015 por la Comunidad de Propietarios de dicho edificio, amplia la nómina de ilustres personajes. Por un lado los recuerdos de Remi Fernández Campoy, de los viajeros que frecuentaron el antiguo hotel Castillo de Santa Clara: el director de cine Ladislao Vadja; El escritor y anticuario húngaro Andras Laszlo, cuya tienda de antigüedades Capricornio estaba situada en el local n.º 14 del pueblo andaluz de La Nogalera; y Sean Connery, en su niñez, acompañado de sus padres. Y ya en los apartamentos del edificio alzado en los años setenta, el presidente del gobierno Adolfo Suárez y los ministros Carlos Solchaga y Enrique Sánchez de León; también José Luis López Vázquez, Augusto Algueró, Marisa Medina, etc.
En los últimos años no ha faltado la visita de nuevos famosos: Jean Paul Gaultier, Marc Almond (que menciona a Torremolinos en su canción Memorabilia), Alaska como DJ. o con su grupo Fangoria, la cantante Neneh Cherry, el pintor Guillermo Pérez Villalta, el director de cine Alejandro Amenábar y Manuel Bandera.